# História do computador pessoal
A história do computador pessoal como um dispositivo eletrônico de consumo de massa começou com a revolução dos microcomputadores na década de 1970. Um computador pessoal (personal computer - PC) é um dispositivo destinado ao uso individual interativo, ao contrário de um computador mainframe, em que as solicitações do usuário final são filtradas pela equipe operacional, ou de um sistema de compartilhamento de tempo, em que um processador grande é compartilhado por muitas pessoas. Após o desenvolvimento do microprocessador, os computadores pessoais individuais tiveram seu custo reduzido o suficiente para se tornarem bens de consumo acessíveis. Os primeiros computadores pessoais - geralmente chamados de microcomputadores - eram vendidos geralmente em forma de kit eletrônico e em número limitado, e eram de interesse principalmente para amadores e técnicos.

## Etimologia
Há várias alegações concorrentes sobre as origens do termo "personal computer". Fred Shapiro, bibliotecário da Faculdade de Direito de Yale, observa um uso inicial publicado da frase em um anúncio da Hewlett-Packard de 1968 para uma calculadora programável, chamada de "The new Hewlett-Packard 9100A personal computer". Outras reivindicações incluem o suposto uso do termo pelo pioneiro da computação Alan Kay em um artigo de 1972, o uso do editor do Whole Earth Catalog Stewart Brand em um livro de 1974, o uso do cofundador da MITS Ed Roberts em 1975 e o uso da revista Byte em maio de 1976 de "[no] campo da computação pessoal" em sua primeira edição. Em 1975, a Creative Computing definiu o computador pessoal como um "sistema não compartilhado (no tempo) que contém capacidade de processamento e recursos de armazenamento suficientes para satisfazer as necessidades de um usuário individual".

## Visão geral
A história do computador pessoal como dispositivo eletrônico de consumo de massa começou efetivamente em 1977 com a introdução dos microcomputadores, embora alguns mainframes e minicomputadores tenham sido aplicados como sistemas de usuário único muito antes. Um computador pessoal é um computador destinado ao uso individual interativo, ao contrário de um computador mainframe, em que as solicitações do usuário final são filtradas pela equipe operacional, ou um sistema de compartilhamento de tempo em que um processador grande é compartilhado por muitas pessoas. Após o desenvolvimento do microprocessador, os computadores pessoais individuais tiveram seu custo reduzido o suficiente para se tornarem bens de consumo acessíveis. Os primeiros computadores pessoais, geralmente chamados de microcomputadores, eram vendidos geralmente na forma de kits eletrônicos e em número limitado, e eram de interesse principalmente de amadores e técnicos.

### Mainframes, minicomputadores e microcomputadores
Os terminais de computador eram usados para tempo compartilhado de acesso aos computadores centrais. Antes da introdução do microprocessador no início da década de 1970, os computadores eram geralmente sistemas grandes e caros pertencentes a grandes corporações, universidades, órgãos governamentais e instituições de porte semelhante. Os usuários finais geralmente não interagiam diretamente com a máquina, mas preparavam tarefas para o computador em equipamentos off-line, como perfuradores de cartões. Várias tarefas para o computador eram reunidas e processadas em lote. Após a conclusão do trabalho, os usuários podiam coletar os resultados. Em alguns casos, podia levar horas ou dias entre o envio de um trabalho ao centro de computação e o recebimento do resultado.
Uma forma mais interativa de uso do computador foi desenvolvida comercialmente em meados da década de 1960. Em um sistema de compartilhamento de tempo, vários terminais de computador permitem que muitas pessoas compartilhem o uso de um processador de computador mainframe. Isso era comum em aplicativos comerciais e em ciência e engenharia.
Um modelo diferente de uso do computador foi prenunciado pela forma como os primeiros computadores experimentais, pré-comerciais, eram usados, em que um usuário tinha uso exclusivo de um processador. Em lugares como a Universidade Carnegie Mellon e o MIT, os alunos com acesso a alguns dos primeiros computadores fizeram experiências com aplicativos que hoje seriam típicos de um computador pessoal; por exemplo, o projeto e o desenho assistido por computador foram prenunciados pelo T-square, um programa escrito em 1961, e um ancestral dos jogos de computador atuais foi encontrado no Spacewar! em 1962. Alguns dos primeiros computadores que podem ser chamados de "pessoais" foram os primeiros minicomputadores, como o LINC e o PDP-8, e, mais tarde, o VAX e os minicomputadores maiores da Digital Equipment Corporation (DEC), Data General, Prime Computer e outros. Pelos padrões atuais, eles eram muito grandes (aproximadamente do tamanho de uma geladeira) e de custo proibitivo (normalmente dezenas de milhares de dólares). Entretanto, eram muito menores, mais baratos e, em geral, mais simples de operar do que muitos dos computadores mainframe da época. Portanto, eram acessíveis para laboratórios individuais e projetos de pesquisa. Os minicomputadores liberaram amplamente essas organizações do processamento em lote e da burocracia de um centro de computação comercial ou universitário.
Além disso, os minicomputadores eram relativamente interativos e logo tiveram seus próprios sistemas operacionais. O minicomputador Xerox Alto (1973) foi um marco no desenvolvimento de computadores pessoais devido à sua interface gráfica do usuário, tela de alta resolução bit-mapped, grande armazenamento de memória interna e externa, mouse e software especial.
Em 1945, Vannevar Bush publicou um ensaio chamado "As We May Think", no qual ele delineou uma possível solução para o crescente problema de armazenamento e recuperação de informações. Em 1968, o pesquisador do SRI Douglas Engelbart fez o que mais tarde foi chamado de "The Mother of All Demos", na qual ele ofereceu uma prévia de coisas que se tornaram os elementos básicos da vida profissional diária no século XXI: e-mail, hipertexto, processamento de texto, videoconferência e o mouse. A demonstração foi o ponto culminante da pesquisa no laboratório do Centro de Pesquisa em Aumento de Engelbart, que se concentrou na aplicação da tecnologia de computador para facilitar o pensamento humano criativo.

### Microprocessador e redução de custos
Os minicomputadores ancestrais do PC moderno usavam a tecnologia de circuito integrado (microchip), que reduzia o tamanho e o custo, mas não continham microprocessador. Isso significava que eles ainda eram grandes e difíceis de fabricar, assim como seus antecessores, os mainframe. Depois que o "computer-on-a-chip" foi comercializado, o custo de fabricação de um sistema de computador caiu drasticamente. As funções aritméticas, lógicas e de controle, que antes ocupavam vários circuitos impressos dispendiosas, agora estavam disponíveis em um único circuito integrado, possibilitando a produção em grande volume. Ao mesmo tempo, os avanços no desenvolvimento da memória de estado sólido eliminaram a memória de núcleo magnético volumosa, cara e que consumia muita energia, usada nas gerações anteriores de computadores.
O microprocessador de chip único foi possível graças a um aprimoramento na tecnologia MOS, o chip MOS com porta de silício, desenvolvido em 1968 por Federico Faggin, que mais tarde usou a tecnologia MOS com porta de silício para desenvolver o primeiro microprocessador de chip único, o Intel 4004, em 1971.
Alguns pesquisadores em locais como o SRI e o Xerox PARC estavam trabalhando em computadores que uma única pessoa poderia usar e que poderiam ser conectados por redes rápidas e versáteis: não eram computadores domésticos, mas pessoais. Na RCA, Joseph Weisbecker projetou e construiu um verdadeiro computador doméstico, conhecido como FRED, mas o interesse da gerência foi misto. O projeto da CPU foi lançado como COSMAC em 1974 e várias máquinas experimentais que o utilizavam foram construídas em 1975, mas a RCA se recusou a comercializar qualquer uma delas até apresentar o COSMAC ELF em 1976, em forma de kit. Nessa época, várias outras máquinas haviam entrado no mercado.
Após a introdução do Intel 4004 em 1972, os custos do microprocessador caíram rapidamente. Em 1974, a revista eletrônica americana Radio-Electronics descreveu o kit de computador Mark-8, baseado no processador Intel 8008. Em janeiro do ano seguinte, a revista Popular Electronics publicou um artigo descrevendo um kit baseado no Intel 8080, um processador um pouco mais potente e mais fácil de usar. O Altair 8800 vendeu muito bem, embora o tamanho da memória inicial fosse limitado a algumas centenas de bytes e não houvesse software disponível. No entanto, o kit Altair era muito mais barato do que um sistema de desenvolvimento Intel da época e, por isso, era comprado por empresas interessadas em desenvolver o controle do microprocessador para seus próprios produtos. Placas de memória de expansão e periféricos foram logo listados pelo fabricante original e, posteriormente, por fabricantes de plugues compatíveis. O primeiro produto da Microsoft foi um interpretador BASIC de fita de papel de 4 kilobytes, que permitia aos usuários desenvolver programas em uma linguagem de nível superior. A alternativa era montar manualmente o código de máquina que poderia ser carregado diretamente na memória do microcomputador usando um painel frontal de chaves de alternância, botões e telas de LED. Embora o painel frontal de hardware emulasse os usados pelos primeiros mainframes e minicomputadores, após um curto período de tempo, a E/S por meio de um terminal era a interface homem/máquina preferida, e os painéis frontais foram extintos.

## O início da industria do computador pessoal
É possível que um dia o "cérebro" [computador] desça ao nosso nível [das pessoas comuns] e ajude em nossos cálculos de imposto de renda e contabilidade. Mas isso é especulação e não há nenhum sinal disso até o momento
- Jornal britânico The Star em um artigo de junho de 1949 sobre o computador EDSAC, muito antes da era dos computadores pessoais.

### Simon
O Simon foi um pequeno projeto de computador eletromecânico desenvolvido por Edmund Berkeley e apresentado em uma série de treze artigos publicados na revista Radio-Electronics a partir de outubro de 1950. O Simon era, de certa forma, um computador pessoal, embora não tivesse muita utilidade prática, pois a ULA de quatro funções tinha apenas 2 bits de largura, o que significa que não era capaz de operar com números maiores que 3. Havia computadores muito mais sofisticados e práticos disponíveis na época (como o EDSAC) e o kit foi planejado apenas como uma máquina educacional para amadores aprenderem sobre a operação e o design de um computador digital. O valor do Simon era que os princípios digitais aprendidos poderiam ser ampliados para a tarefa de construir uma máquina maior e mais útil.

### LGP-30
O LGP-30 era um computador de tubo a vácuo pronto para uso, fabricado pela empresa Librascope de Glendale, Califórnia. O LGP-30 foi fabricado pela primeira vez em 1956, a um preço de varejo de US$ 47.000. O LGP-30 era comumente chamado de computador de mesa, pois tinha o tamanho de uma mesa. Ele pesava cerca de 360 kg. Era um computador binário, com palavras de 31 bits e memória de tambor de 4096 palavras. As entradas padrão eram o teclado Flexowriter e a fita de papel. A saída padrão era a máquina de escrever Flexowriter. Foram produzidas até 493 unidades.

### IBM 610
O IBM 610 era um computador de tubo a vácuo projetado por John Lentz no Laboratório Watson da Universidade de Columbia. Ele foi anunciado pela IBM como o 610 Auto-Point em 1957. A máquina consistia em um gabinete grande, mas cabia em um escritório convencional e não exigia arranjos especializados para ar condicionado ou energia. Ela foi projetada para ser usada por apenas um operador e era programável simbolicamente por meio de um teclado. Com um preço de US$ 55.000, apenas 180 unidades foram produzidas e ela foi rapidamente substituída pelo IBM 1620 transistorizado.

### LINC

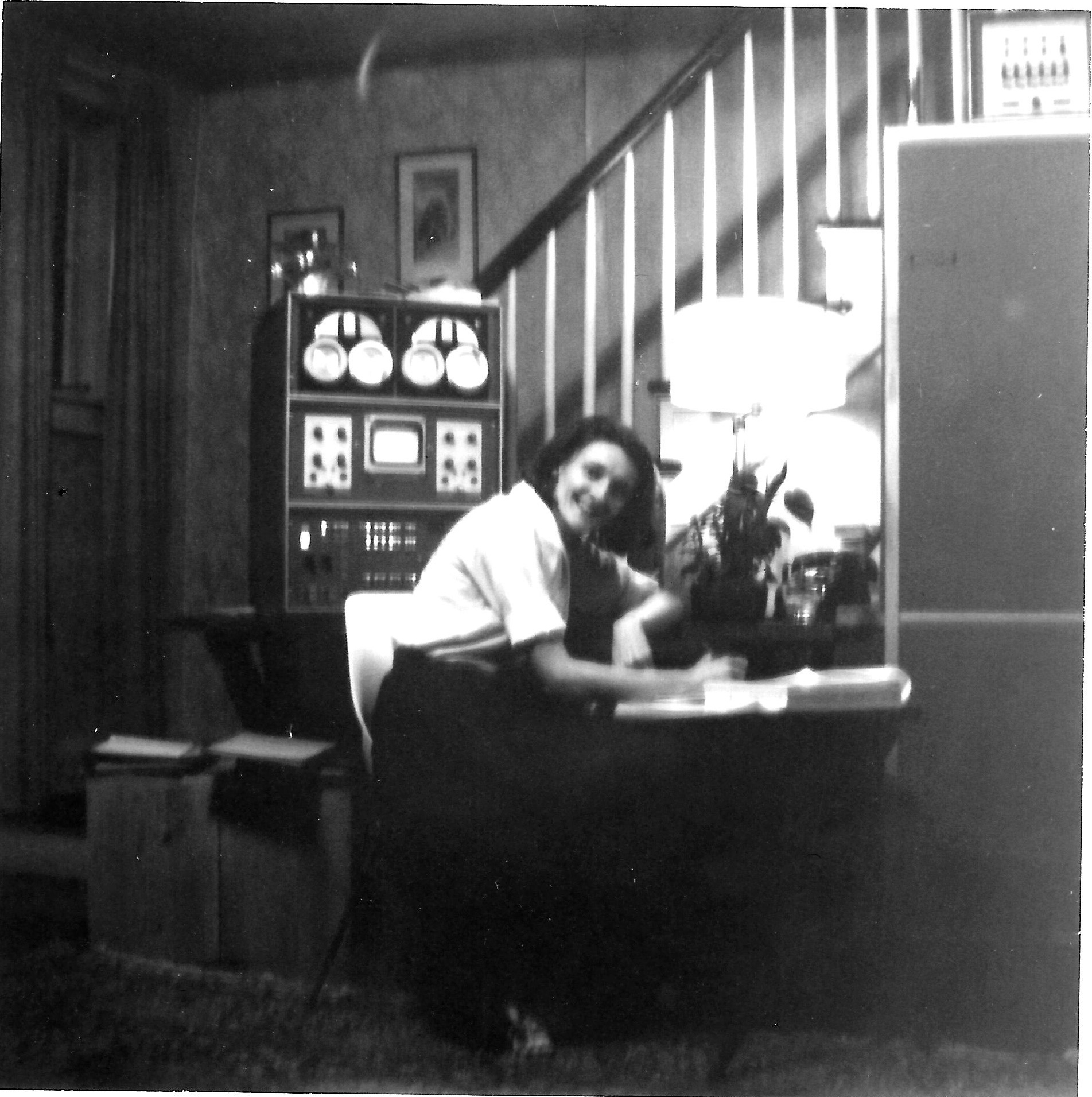
O LINC em uso em uma casa

O LINC (Laboratory Instrument Computer) foi um dos primeiros minicomputadores produzidos em 1962 no Laboratório Lincoln do MIT. A máquina foi projetada para uso em aplicações de pesquisa biomédica. O LINC consistia em uma unidade grande que cabia em uma mesa com entrada de teclado e uma tela de monitor construída a partir de um osciloscópio, embora exigisse um segundo chassi do tamanho de um guarda-roupa que continha a CPU e a memória.
Apesar de seu tamanho, o LINC tinha as características incipientes de um computador pessoal, sendo uma das primeiras máquinas destinadas especificamente a atender a um único usuário, em vez de ser um recurso compartilhado. As máquinas da época eram, em geral, instalações fixas extremamente grandes. O LINC era (quase) portátil e podia ser levado para outro local por uma única pessoa. Era possível desmontar e colocar todo o aparato em um carro e montá-lo em um tempo razoável para uso em outro lugar sem o apoio de um laboratório de informática.

### Olivetti Programma 101

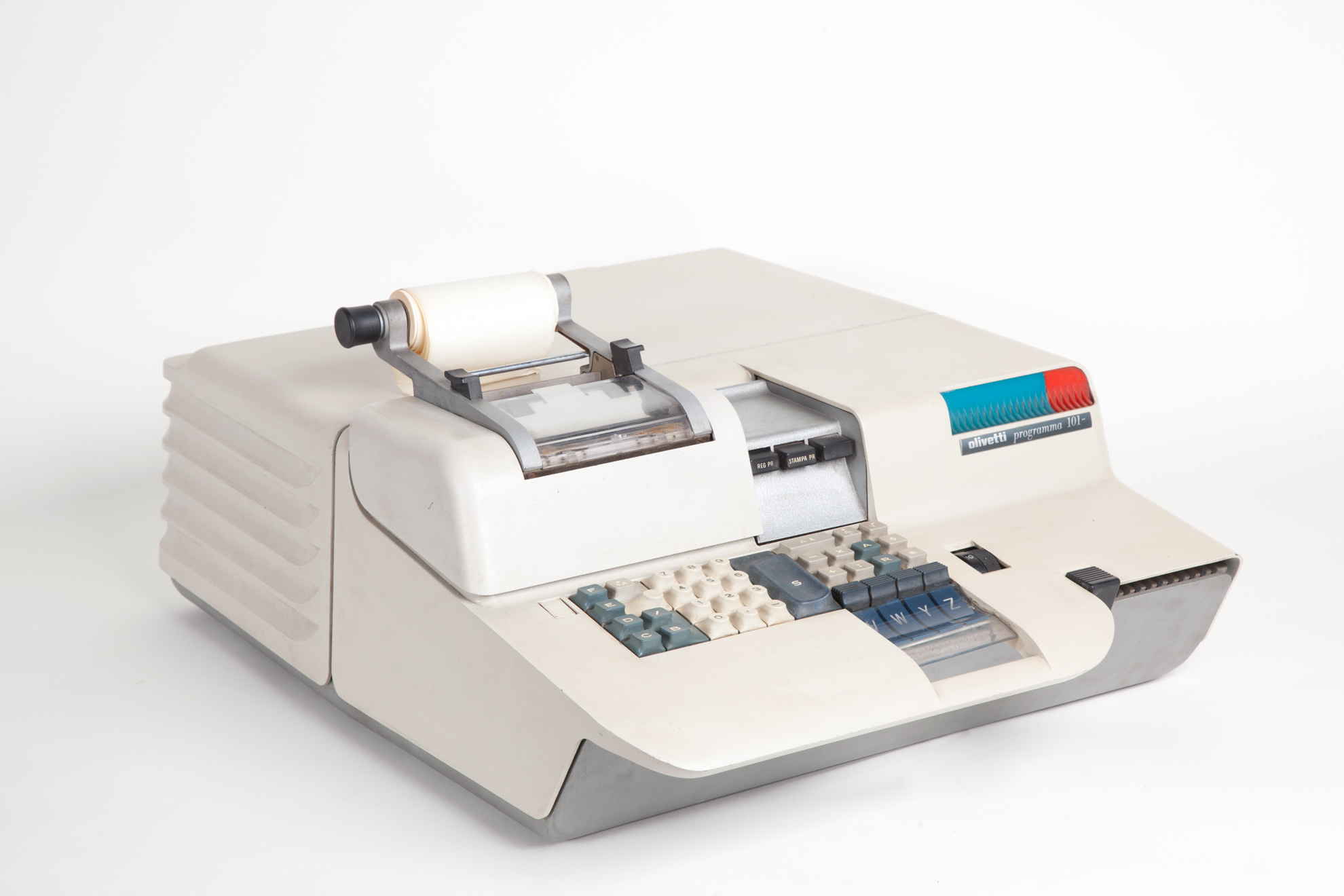
Olivetti Programma 101

A Programma 101, lançada em 1965 pela empresa italiana Olivetti, foi uma das primeiras calculadoras programáveis para impressão. O dispositivo de mesa incluía a capacidade de saltos condicionais com uma memória de linha de atraso de 240 bytes que permitia a gravação de software. Parte do projeto foi baseada em um computador experimental anterior produzido por um jovem Federico Faggin, que mais tarde projetaria o primeiro microprocessador comercial da Intel.
O Programma 101 foi apresentado na Feira Mundial de Nova York de 1965 após dois anos de trabalho (1962-1964) e foi um sucesso comercial com mais de 44.000 unidades vendidas em todo o mundo; nos EUA, seu custo de lançamento foi de US$ 3.200. Ele foi direcionado a escritórios e entidades científicas para seu trabalho diário devido a seus recursos de computação em um espaço pequeno com um custo relativamente baixo; a NASA estava entre seus primeiros proprietários. Construído sem circuitos integrados ou microprocessadores, usava apenas transistores, resistores e condensadores para seu processamento, o Programma 101 tinha recursos encontrados em computadores pessoais modernos, como memória, teclado, unidade de impressão, leitor/gravador de cartão magnético, unidade de controle e aritmética. Mais tarde, a HP copiou a arquitetura do Programma 101 para sua série HP9100.

### Datapoint 2200

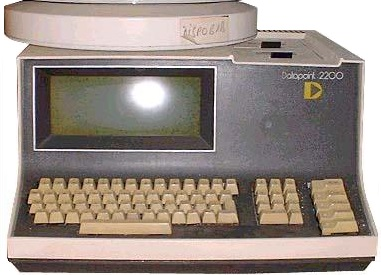
1970: Datapoint 2200

Lançado em junho de 1970, o terminal programável chamado Datapoint 2200 está entre os primeiros dispositivos conhecidos que têm uma semelhança significativa com o PC moderno, com uma tela CRT, teclado, capacidade de programação e armazenamento de programas. Ele foi fabricado pela Computer Terminal Corporation (CTC, agora conhecida como Datapoint) e era um sistema completo em um estojo com o tamanho aproximado de uma máquina de escrever IBM Selectric.
A CPU do sistema foi construída com cerca de cem componentes lógicos TTL (em sua maioria), que são grupos de portas, travas, contadores etc. A empresa havia encomendado à Intel o desenvolvimento de uma solução de chip único com funcionalidade semelhante. No final, o chip não atendeu aos requisitos da CTC e não foi usado. Foi feito um acordo para que, em troca de não cobrar da CTC pelo trabalho de desenvolvimento, a Intel pudesse vender o processador como seu próprio produto (juntamente com os CIs de suporte que havia desenvolvido). Assim surgiu o Intel 8008.
Embora o design da CPU serial de bits baseada em TTL do Datapoint 2200 e o Intel 8008 fossem tecnicamente muito diferentes, eles eram amplamente compatíveis com o software. Do ponto de vista do software, o Datapoint 2200, portanto, funcionava como se estivesse usando um 8008.

### Kenbak-1
O Kenbak-1, lançado no início de 1971, é considerado pelo Museu da História do Computador como o primeiro PC do mundo. Ele foi projetado e inventado por John Blankenbaker, da Kenbak Corporation, em 1970, e foi vendido pela primeira vez no início de 1971. Diferentemente de um computador pessoal moderno, o Kenbak-1 foi construído com circuitos integrados de pequena escala e não usava um microprocessador. O sistema foi vendido pela primeira vez por US$ 750. Apenas cerca de 40 máquinas foram construídas e vendidas. Em 1973, a produção do Kenbak-1 foi interrompida com a falência da Kenbak Corporation.
Com apenas 256 bytes de memória, um tamanho de palavra de 8 bits, entrada e saída restritas a luzes e interruptores e nenhuma maneira aparente de aumentar sua potência, o Kenbak-1 era mais útil para aprender os princípios de programação, mas não era capaz de executar programas aplicativos. É interessante notar que 256 bytes de memória, tamanho de palavra de 8 bits e E/S limitada a interruptores e luzes no painel frontal também são características do Altair 8800 de 1975, cujo destino foi diametralmente oposto ao do Kenbak. O fator de diferenciação pode ter sido a extensibilidade do Altair, sem a qual ele era praticamente inútil.

### A CPU de chip único

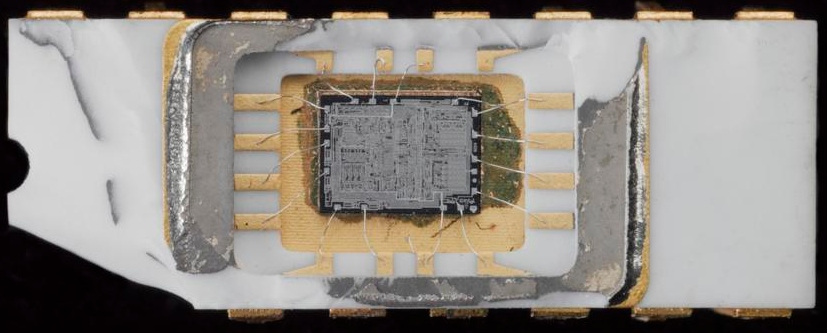
Intel 4004 com o chip exposto

Em 1967, o engenheiro italiano Federico Faggin ingressou na SGS-Fairchild da Itália, onde trabalhou em circuitos integrados de MOS que tinham velocidades de comutação mais altas e menor consumo de energia do que as alternativas. Mais tarde, ele foi enviado para uma divisão na Califórnia. Lá, ele desenvolveu a tecnologia de porta de silício autoalinhada (a partir de uma ideia original dos Bell Labs), que melhorou a confiabilidade dos transistores MOS e ajudou na viabilidade comercial do processo. Ele também desenvolveu tecnologias importantes que melhoraram a densidade dos circuitos dos chips, como a técnica de "contato enterrado".
A Fairchild não estava usando o trabalho de Faggin e, em 1970, ele foi para a recém-fundada Intel. Lá, ele se juntou a uma equipe que desenvolvia o primeiro microprocessador disponível comercialmente, o Intel 4004 de 4 bits. A empresa japonesa de eletrônicos Busicom procurou a Intel em 1969 para obter um conjunto de vários chips separados para implementar uma CPU para seus produtos de calculadora. A ideia era construir a calculadora a partir de um computador de uso geral padronizado que pudesse ser reprogramado para implementar diferentes modelos para uso em diferentes mercados. De acordo com Tadashi Sasaki, da Busicom, o conceito do que viria a ser a arquitetura 4004 veio de uma mulher cujo nome ele não lembrava, formada pela Universidade Feminina de Nara, no Japão. Marcian Hoff, funcionário da Intel, percebeu que o projeto seria muito caro. Ele sugeriu combinar os vários chips de CPU solicitados pelo Busicom em um único chip (uma técnica que geralmente reduz o custo do produto porque há custos fixos associados à produção de cada dispositivo individual) e também reduzir a complexidade. Esse projeto foi aprimorado posteriormente por Stanley Mazor. Faggin trouxe a experiência em design de silício para a equipe e, usando suas técnicas mais recentes que melhoraram a densidade do dispositivo, conseguiu colocar tudo em um único chip.
A Busicom estava com problemas financeiros e a Intel fez um acordo que lhe permitiu vender a CPU como um produto em troca da redução dos custos para a Busicom. Essa CPU foi então comercializada como Intel 4004 em 1971 e foi o primeiro microprocessador comercial de chip único. Coincidentemente, a Computer Terminal Corporation (CTC) havia procurado a Intel também em 1969 com uma solicitação para reduzir o número de chips em uma de suas linhas de terminais Datapoint, resultando em um projeto semelhante de CPU de chip único. A CTC acabou recusando o dispositivo, deixando a Intel com a propriedade intelectual. Isso resultou no Intel 8008, lançado em 1972, que viria a se tornar a base da linha de CPUs para computadores pessoais da Intel. Ele foi seguido pelo Intel 8080 em 1974, pelo Intel 8086 em 1978 e pelo 8088 de custo reduzido em 1979, usado no IBM PC original.
A CPU de chip único reduziu significativamente os custos (e o tamanho) dos computadores e colocou os dispositivos ao alcance do poder aquisitivo das pessoas. Em apenas alguns anos, vários outros fabricantes estavam produzindo CPUs de chip único concorrentes, incluindo o Motorola 6800 (1974), o Fairchild F8 (1974), o MOS Technology 6502 (1975) e o National Semiconductor SC/MP (1976). Federico Faggin viria a ser cofundador da Zilog, que produziria o Z80 em 1976. Algumas dessas CPUs seriam amplamente usadas nos primeiros computadores pessoais e em outros aplicativos.

### Q1
Em dezembro de 1972, a Q1 Corporation vendeu o primeiro microcomputador Q1, baseado no microprocessador Intel 8008. Ele tinha 16 KB de memória e funcionava a 800 kHz, com uma tela plana de plasma.

### Micral N

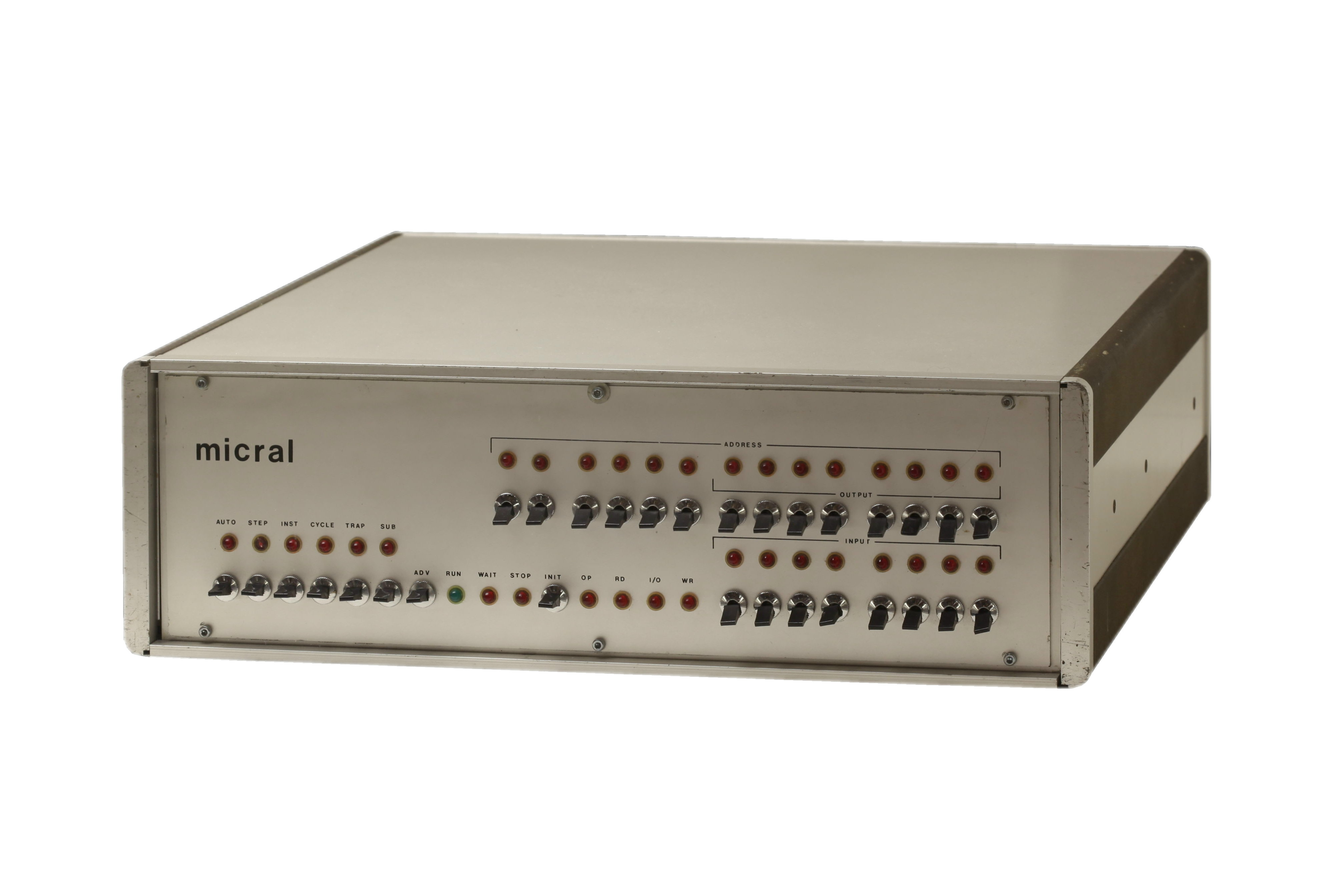
O Micral N

A empresa francesa R2E foi formada por dois ex-engenheiros da empresa Intertechnique para vender seus projetos de microcomputadores baseados no Intel 8008, começando com o Micral N em 1973. O sistema foi originalmente desenvolvido para o Instituto Nacional de Pesquisa Agronômica para automatizar as medições higrométricas das culturas. O Micral N é considerado o primeiro microcomputador disponível comercialmente a apresentar uma CPU de chip único. Era possível usar o Micral como um computador pessoal, mas a maioria foi vendida para uso como controladores em aplicações de automação.
O Micral N funcionava a 500 kHz, incluía 16 KB de memória e era vendido por 8.500 francos. Foi introduzido um barramento, chamado Pluribus, que permitia a conexão de até 14 placas. As placas para E/S digital, E/S analógica, memória e disquete estavam disponíveis na R2E. O sistema operacional Micral foi inicialmente chamado de Sysmic e, posteriormente, renomeado para Prologue.
A R2E foi absorvida pelo Groupe Bull em 1978. Embora o Groupe Bull tenha continuado a produção dos computadores Micral, ele não estava interessado no mercado de computadores pessoais, e os computadores Micral foram confinados principalmente a pedágios de rodovias (onde permaneceram em serviço até 1992) e a nichos de mercado semelhantes.

### Intel Intellec

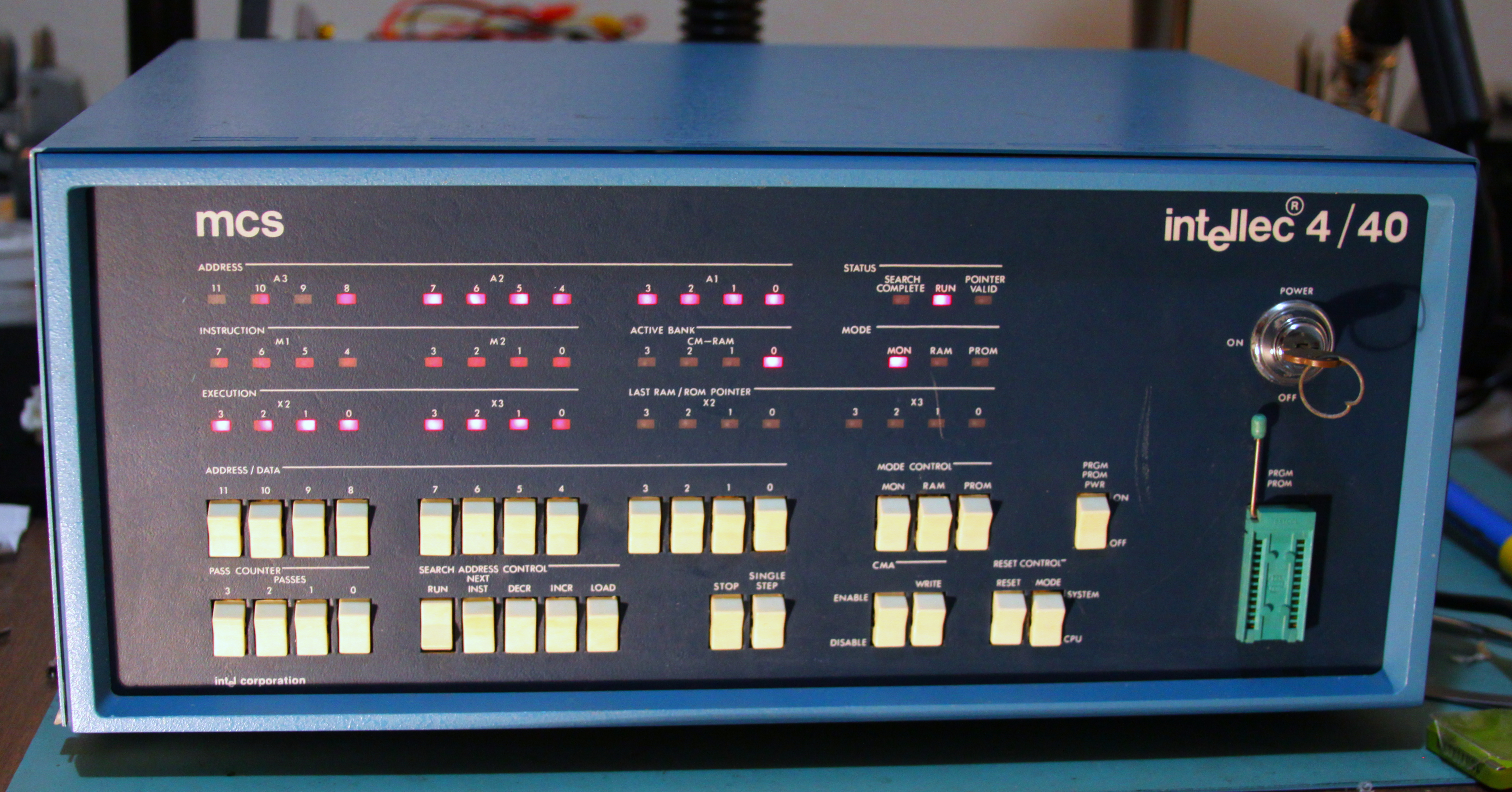
Intellec 4 Mod 40

O Intellec foi um microcomputador lançado pela Intel em 1973 com o objetivo de ser uma plataforma de suporte ao desenvolvimento de software para sua série recém-lançada de microprocessadores, do 4004 ao 8080. As máquinas não eram comercializadas abertamente para o público e eram voltadas principalmente para desenvolvedores. O Intellec apresentava um soquete ZIF no painel frontal para programação de chips EPROM. A intenção era que os chips EPROM fossem usados em dispositivos incorporados. O Intellec tinha uma semelhança com o Altair 8800, que seria lançado cerca de dois anos depois. Embora pudesse ser usado como um microcomputador de uso geral, essa não era a intenção da Intel.

### O painel frontal
Um painel frontal, composto por LEDs e chaves de alternância, era um recurso característico de muitos computadores pessoais da década de 1970 que normalmente não é visto em máquinas modernas. O painel podia ser usado para inserir programas na máquina, mas o processo é particularmente trabalhoso. Um endereço de memória pode ser definido nas chaves de alternância em binário, seguido pelos dados a serem armazenados nesse local de memória, também definidos em binário por meio das chaves. As fileiras de LEDs podem ser usadas para exibir o conteúdo de um endereço de memória específico.
Em alguns aspectos, o painel frontal era simplesmente a continuação de um recurso comum fornecido nos minicomputadores da época, mas tinha alguns usos práticos. Teclados, monitores e terminais eram periféricos muito caros e o painel frontal representava uma forma barata de interagir com o computador que poderia ser fornecida com a máquina como padrão. Assim, um hobbista poderia fazer uso imediato de sua nova aquisição, assim que ela saísse da caixa. Além disso, o painel frontal costumava ser usado para inicialização. Quando ligado inicialmente, um computador precisa saber como ler seu programa inicial (como um sistema operacional) a partir do disco. As máquinas mais antigas não continham o software relevante para fazer isso e a máquina não fazia nada quando era ligada pela primeira vez. Um programa simples que informava à máquina como ler um programa maior do armazenamento conectado podia ser inserido no painel frontal.

### Xerox Alto e Star

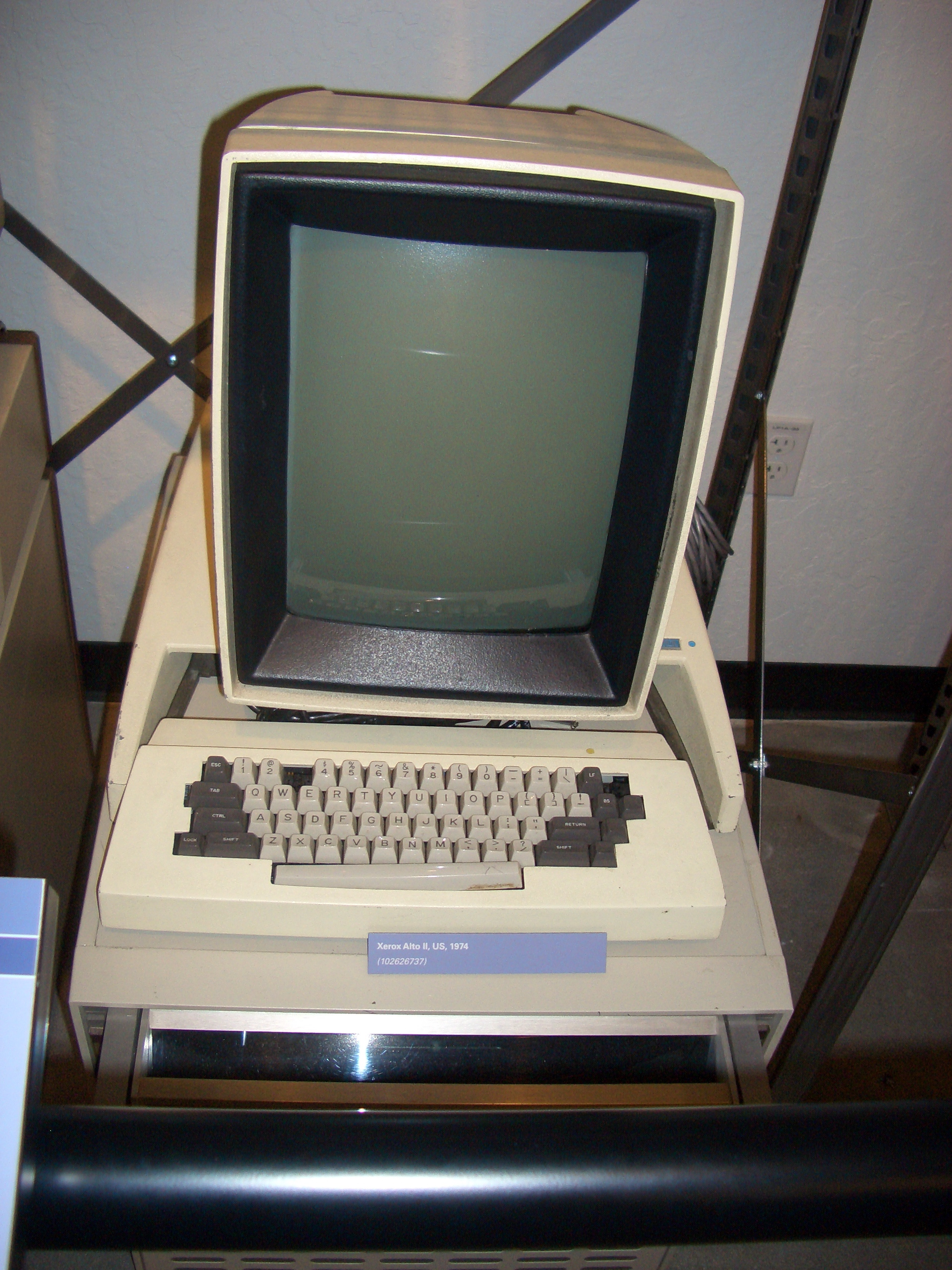
1973: Xerox Alto

O Xerox Alto, desenvolvido na Xerox PARC em 1973, foi o primeiro computador a usar um mouse, a metáfora da área de trabalho e uma interface gráfica do usuário (GUI), conceitos introduzidos pela primeira vez por Douglas Engelbart na International. Foi o primeiro exemplo do que hoje seria reconhecido como um PC completo. As primeiras máquinas foram lançadas em 1º de março de 1973.
Em 1981, a Xerox Corporation lançou a estação de trabalho Xerox Star, oficialmente conhecida como "8010 Star Information System". Com base em seu antecessor, o Xerox Alto, foi o primeiro sistema comercial a incorporar várias tecnologias que hoje se tornaram comuns em computadores pessoais, incluindo uma tela com mapas de bits, uma interface gráfica de usuário baseada no Windows, ícones, pastas, mouse, rede Ethernet, servidores de arquivos, servidores de impressão e e-mail.
Embora seu uso fosse limitado aos engenheiros da Xerox PARC, o Alto tinha recursos que estavam anos à frente de seu tempo. Tanto o Xerox Alto quanto o Xerox Star inspirariam o Apple Lisa e o Macintosh.

### IBM SCAMP
Em 1972-1973, uma equipe liderada pelo Dr. Paul Friedl no Centro Científico Los Gatos da IBM desenvolveu um protótipo de computador portátil chamado SCAMP (Special Computer APL Machine Portable) baseado no processador IBM PALM com uma unidade de cassete compacta da Philips, um pequeno CRT e um teclado de função completa. O SCAMP emulava um minicomputador IBM 1130 para executar o APL\1130. Em 1973, o APL estava disponível apenas em computadores mainframe e a maioria dos microcomputadores de mesa, como o Wang 2200 ou o HP 9800, oferecia apenas o BASIC. Por ter sido o primeiro a emular o desempenho do APL\1130 em um computador portátil de usuário único, a PC Magazine, em 1983, considerou o SCAMP um "conceito revolucionário" e "o primeiro computador pessoal do mundo". O protótipo está no Instituto Smithsoniano.

### CP/M

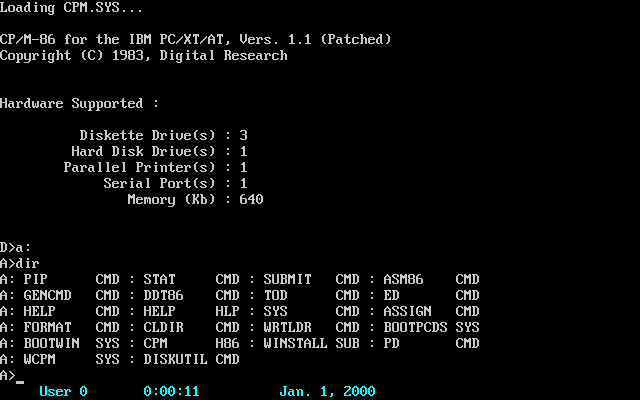
Captura de tela do CP/M-86

Até o final da década de 1970, um sistema operacional (O/S) era uma opção extra para PCs. Era comum executar software diretamente na máquina sem nenhum O/S carregado. Um aplicativo era carregado do disco ou da fita e, quando um aplicativo diferente era necessário, a máquina era reiniciada e um disco diferente era inserido. Os softwares de jogos, em especial, operavam dessa forma para recuperar a memória que o sistema operacional usava.
As unidades de disco eram relativamente complicadas de controlar e era útil para a compatibilidade cruzada entre softwares comerciais que os arquivos fossem sempre gravados da mesma forma por cada software. O usuário também precisaria de um conjunto de ferramentas para copiar, renomear e mover arquivos entre discos. Um grande número de computadores pessoais totalmente diferentes surgiria com hardware incompatível, e era útil ter uma plataforma unificada em que o software pudesse ser escrito uma vez e executado em todos eles. À medida que o custo da memória diminuía, aumentava a demanda por ter mais de um programa carregado simultaneamente. Um sistema operacional ajudaria a resolver esses problemas.
Os sistemas operacionais eram comuns em mainframes e minicomputadores, mas no espaço nascente dos computadores pessoais, havia pouca coisa disponível além de um monitor. Embora esse termo agora se refira mais comumente ao hardware de exibição, na época ele se referia a um pequeno programa específico para cada computador, capaz de iniciar outro software, fazer alguma depuração e talvez salvar o conteúdo da memória em locais específicos em um dispositivo de armazenamento. Gary Kildall desenvolveu o CP/M em 1974 como um sistema operacional para o Intellec e fundou sua empresa, a Digital Research, no mesmo ano. Originalmente, CP/M significava "Control Program/Monitor" (Programa de Controle/Monitor), mas depois se tornou "Control Program for Microcomputers" (Programa de Controle para Microcomputadores). Ele foi licenciado pela primeira vez para um pequeno fabricante chamado Gnat Computers em 1977. Naquele ano, o número de fornecedores de computadores estava aumentando e a demanda por um sistema operacional padronizado cresceu. O CP/M 2.0 foi desenvolvido em 1978. Em 1981, mais de 250.000 cópias haviam sido vendidas e o sistema operacional tinha uma grande biblioteca de softwares compatíveis escritos para ele.

### IBM 5100

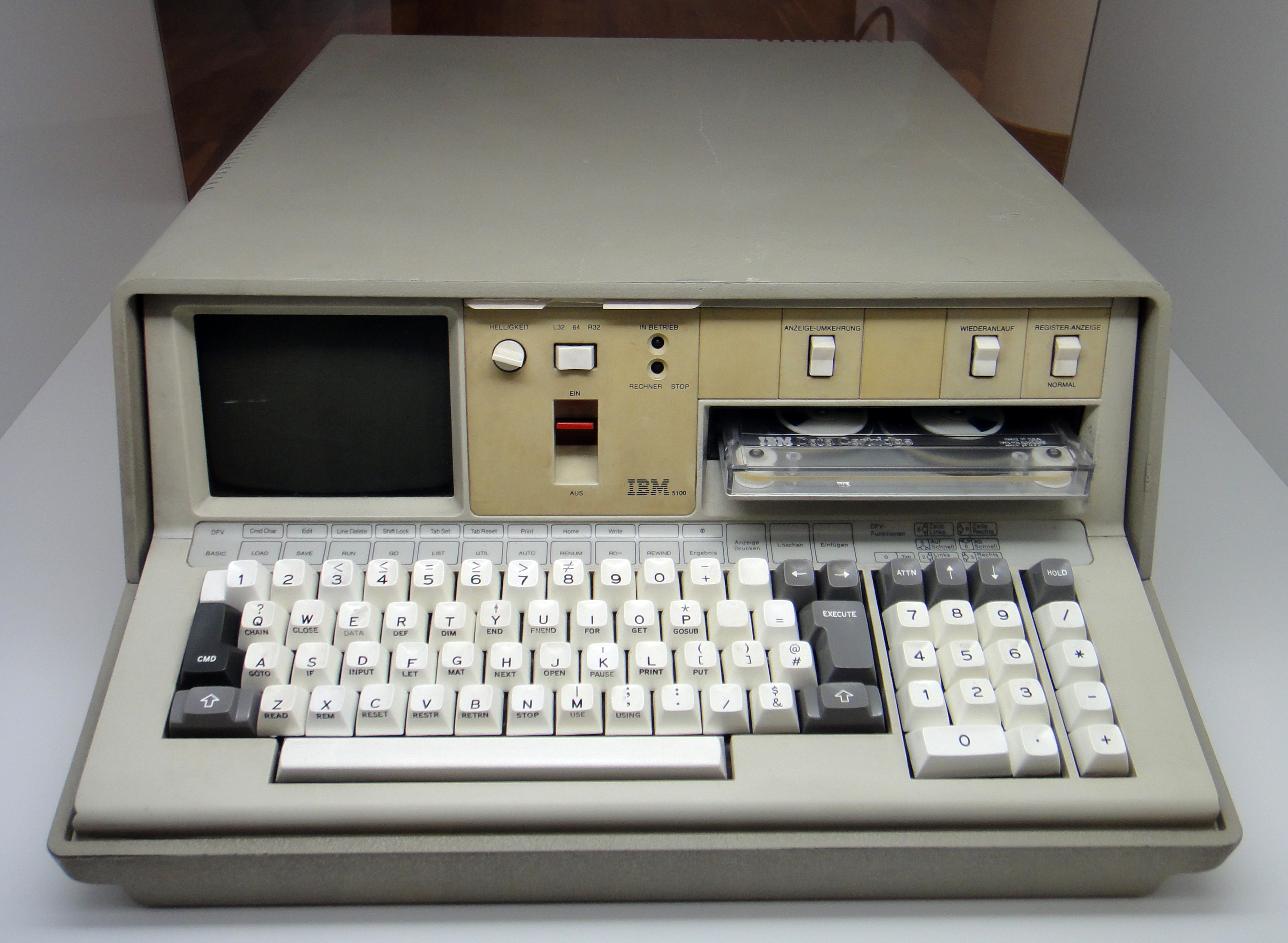
1975: IBM 5100

O IBM 5100 foi um computador de mesa lançado em setembro de 1975, seis anos antes do IBM PC. Ele foi a evolução do SCAMP (Special Computer APL Machine Portable) que a IBM demonstrou em 1973. Em janeiro de 1978, a IBM anunciou o IBM 5110, seu primo maior. O 5100 foi retirado de circulação em março de 1982.
Quando o PC foi lançado em 1981, ele foi originalmente designado como IBM 5150, colocando-o na série "5100", embora sua arquitetura não fosse diretamente descendente do IBM 5100.

### Computadores de kit

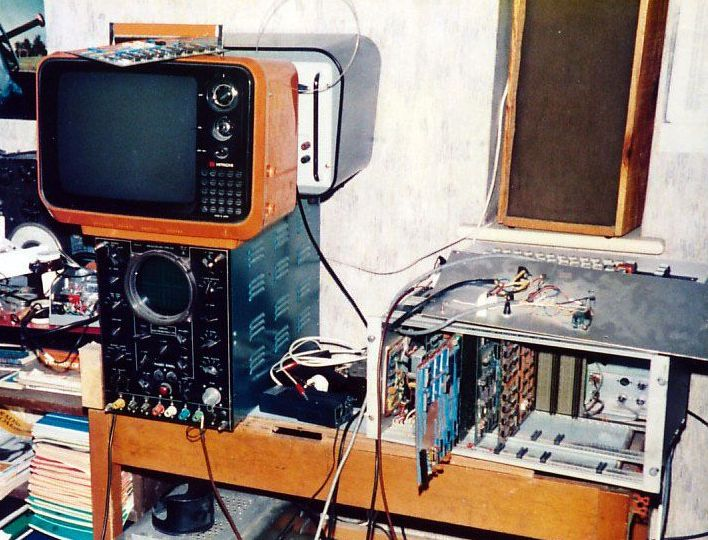
Um kit de computador Newbear 77-68 produzido por amadores (à direita) mostrado ao lado de um osciloscópio (à esquerda) usado na construção com uma televisão doméstica na parte superior usada como tela do computador. Um teclado é visível na parte superior da máquina

O desenvolvimento do microprocessador de chip único foi a porta de entrada para a popularização de computadores baratos, fáceis de usar e verdadeiramente pessoais. Em meados e no final da década de 1970, o interesse estava ganhando força entre os amadores em torno da ideia de que agora estava se tornando economicamente viável para uma pessoa possuir um computador pessoal. Para atender a essa demanda, várias publicações e organizações começaram a produzir projetos de computadores que podiam ser construídos por amadores.
Às vezes, os projetos eram disponibilizados montados, mas menos comumente eram produtos acabados e variavam de diagramas de circuitos impressos fornecidos em papel, passando pelo fornecimento de uma placa de circuito impresso com ou sem uma seleção de peças, até placas parcialmente completas com alguns componentes soldados. Por meio de kits, os computadores pessoais estavam agora, em teoria, facilmente disponíveis para o público em geral, mas, na prática, era necessário um conhecimento considerável para construir e usar esses produtos, o que restringia a aceitação apenas ao mercado de entusiastas. A montagem de um computador em kit exigia habilidades de solda, capacidade de identificar componentes eletrônicos, acesso a equipamentos de teste e conhecimento para encontrar falhas. No entanto, o formato de kit permitiu que pequenas organizações sem instalações ou experiência de fabricação lançassem uma máquina com pouco capital necessário e baixo risco comercial.

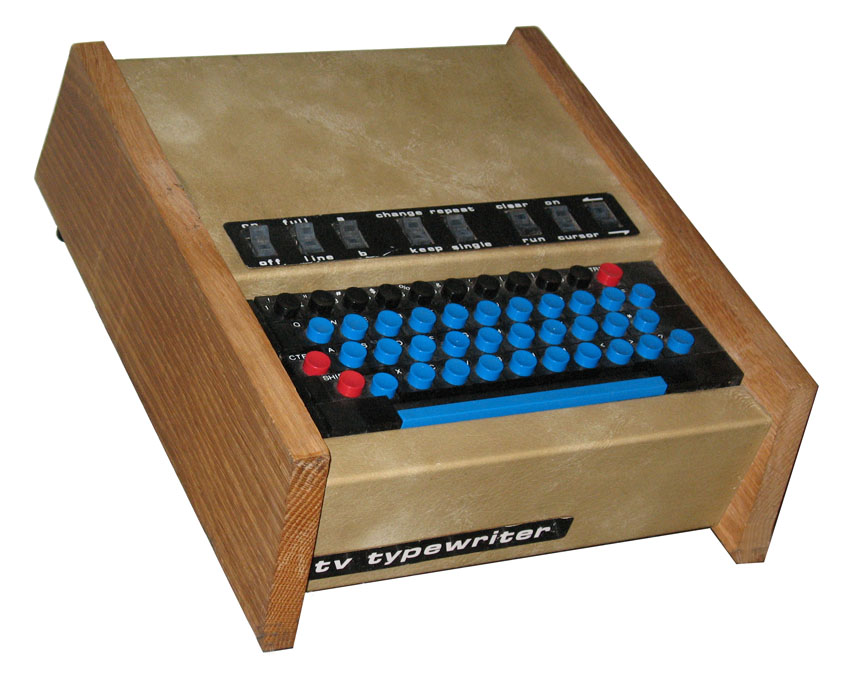
O protótipo original da TV Typewriter de 1973

Um precursor do kit de computador apareceu na forma da TV Typewriter, que foi publicada na revista Radio-Electronics em 1973. O dispositivo não era um computador, mas demonstrava como muitas técnicas que logo se tornariam recursos padrão dos computadores pessoais poderiam ser implementadas a um preço acessível. O dispositivo mostrou como os caracteres podiam ser digitados em um teclado, renderizados em um aparelho de televisão doméstico e editados de forma interativa. Terminais comerciais caros poderiam fazer isso, mas a TV Typewriter prometia um custo consideravelmente menor e foi um sucesso instantâneo entre os entusiastas da eletrônica. Vários milhares de cópias dos planos foram vendidos.
Uma evolução adicional dos computadores em kit ocorreu na forma de máquinas educacionais, como o MOS KIM-1, lançado em 1976 e posteriormente rebatizado como um produto da Commodore. Esses kits não se destinavam a ser computadores pessoais de uso geral, mas demonstravam os conceitos básicos de programação de computadores e hardware para entusiastas, amadores e usuários comerciais. Os kits educacionais incluíam apenas recursos limitados ou nenhum recurso para conexão de periféricos, mas, em vez disso, podiam incluir telas de LED e teclados do tipo calculadora para interação com a máquina. Em seguida, os kits passaram a ter designs mais avançados.
Dezenas de projetos de computadores em kit foram produzidos, incluindo o Mark-8 (1974) publicado na revista Radio-Electronics, o Altair 8800 (1975), o COSMAC ELF (1976) na revista Popular Electronics, o Newbear 77-68 (1977) e o Transam Triton (1978) da revista Electronics Today International. O primeiro produto da Apple, o Apple I (1976), era parcialmente um computador de kit, exigindo o fornecimento de alguns componentes adicionais, embora a placa principal estivesse disponível montada.
No final da década de 1970, mais máquinas estavam se tornando disponíveis como produtos acabados. O Sinclair ZX80 (1980) estava disponível em ambos os formatos, como um produto montado ou como um kit eletrônico a um preço mais baixo. No início da década de 1980, muitas opções de computadores pessoais fabricados profissionalmente estavam disponíveis a preços acessíveis e as máquinas em kit desapareceram em grande parte.

### Altair 8800

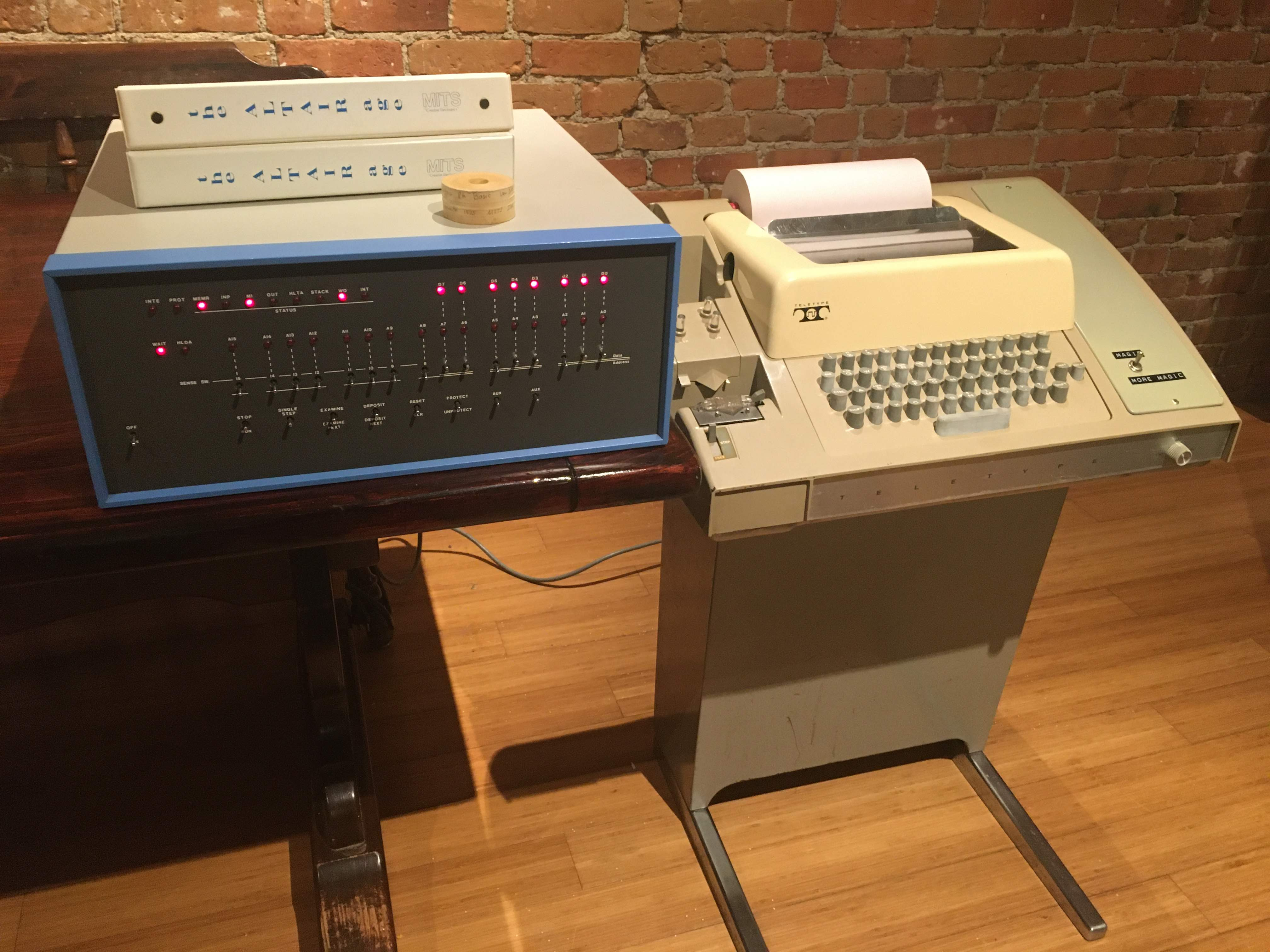
MITS Altair 8800 (esquerda) com um teletipo ASR 33 (direita)

Era apenas uma questão de tempo até que um projeto de computador pessoal conseguisse atingir o ponto ideal em termos de preço e desempenho, e essa máquina é geralmente considerada o Altair 8800, da MITS, uma pequena empresa que produzia kits eletrônicos para amadores.
O Altair 8800 foi apresentado em um artigo da revista Popular Electronics na edição de janeiro de 1975 (publicada no final de 1974). De acordo com os projetos anteriores da MITS, o Altair foi vendido em forma de kit, embora relativamente complexo, composto por quatro circuitos impressos e muitas peças. Com um preço de apenas US$ 400, o Altair aproveitou a demanda reprimida e surpreendeu seus criadores quando gerou milhares de pedidos no primeiro mês. Incapaz de acompanhar a demanda, a MITS vendeu o projeto após o envio de cerca de 10.000 kits.
O lançamento do Altair gerou todo um setor baseado no layout básico e no design interno. Novas empresas, como a Cromemco, começaram a fornecer kits complementares. Logo depois, vários projetos completos de "clones", tipificados pelo IMSAI 8080, apareceram no mercado. Isso levou a uma ampla variedade de sistemas baseados no barramento S-100 introduzido com o Altair, máquinas com desempenho, qualidade e facilidade de uso geralmente melhores.
O Altair era relativamente difícil de usar. Nenhum periférico era fornecido com a máquina. Ele não incluía um teclado ou uma tela, nem mesmo qualquer circuito que pudesse controlar esses dispositivos. Um modo possível de operação era por meio de um terminal de teletipo com a adição de uma placa de interface serial. O modelo ASR 33 da Teletype Corporation era uma escolha popular, sendo comumente usado com minicomputadores da época, mas era caro e difícil de ser obtido por um indivíduo. O teletipo custava várias vezes o preço do Altair e o fabricante não estava acostumado com vendas no varejo. Muitas vezes, os teletipos tinham de ser adquiridos em mercados secundários.
O Altair não continha sistema operacional ou outro software em ROM, portanto, para iniciá-lo, era necessário inserir manualmente um programa em linguagem de máquina por meio de interruptores no painel frontal, um local de cada vez. Em geral, o programa era um pequeno driver para um leitor de fita cassete conectado, que seria usado para ler um programa maior. Os sistemas posteriores adicionaram código de inicialização para melhorar esse processo e executaram o sistema operacional CP/M carregado do disquete.

### Homebrew Computer Club
O Homebrew Computer Club foi criado por Gordon French para reunir amadores interessados em computação para que pudessem trocar informações. A primeira reunião ocorreu em março de 1975, em Menlo Park, na Califórnia, e incluiu uma demonstração do Altair 8800.
O clube foi relativamente influente no desenvolvimento dos primeiros computadores pessoais, e vários de seus participantes tiveram um impacto posterior no setor. Entre os membros notáveis estavam Steve Wozniak, que participou da primeira reunião e mais tarde demonstrou o Apple I no clube, e Ron Nicholson, que foi um dos projetistas do Amiga. Lee Felsenstein moderou as reuniões do clube e projetou o Sol-20 e o primeiro computador portátil Osborne 1, lançado por outro membro do clube, Adam Osborne. O participante Jerry Lawson projetaria o console de jogos Fairchild Channel F.

### Sol-20

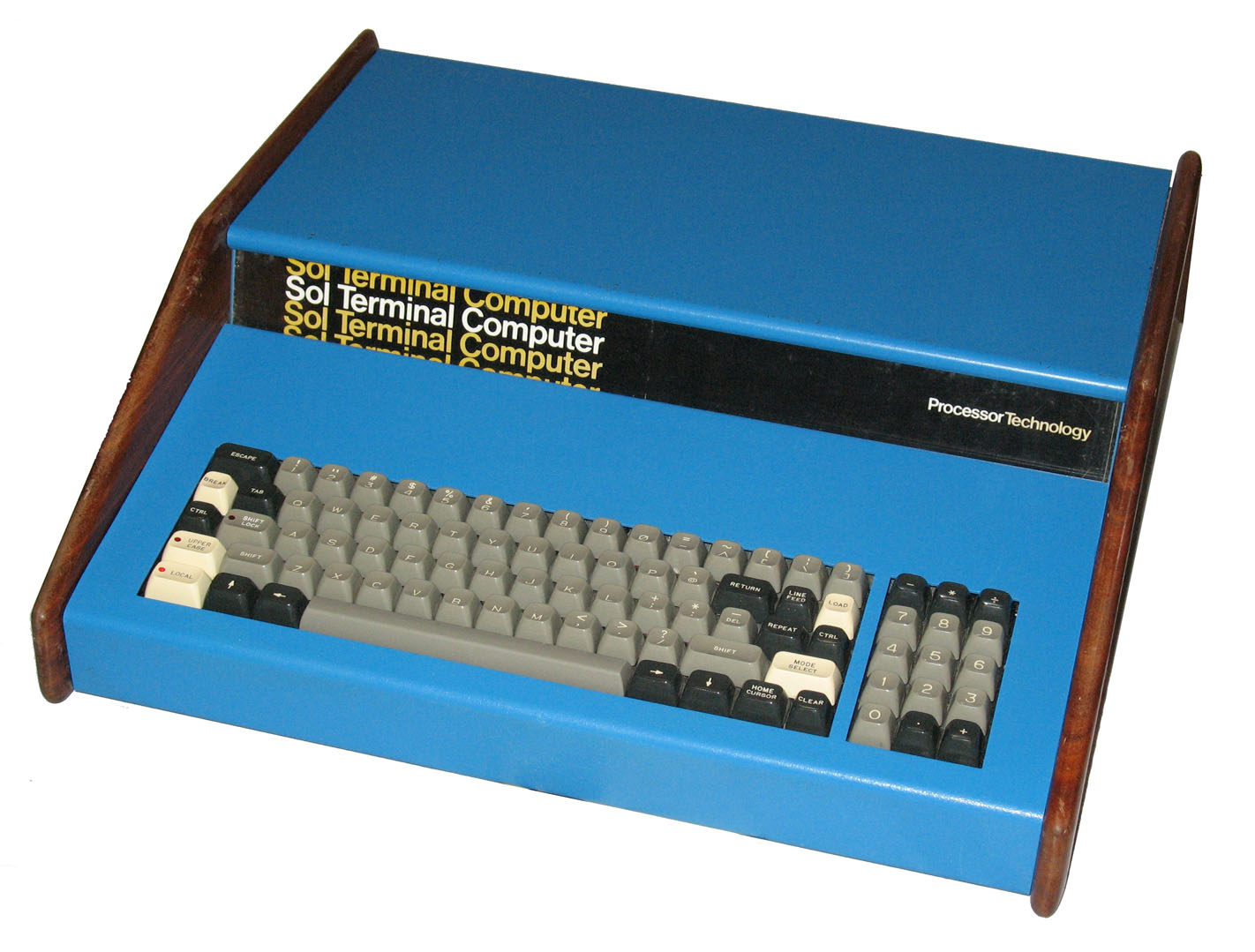
O Sol-20

O Altair 8800 não era uma máquina fácil de usar e não era fornecido como padrão com periféricos ou interfaces que permitissem o uso interativo, como seria de se esperar de um computador pessoal. O computador Sol-20 (lançado em 1976) corrigiria muitas dessas deficiências e reuniria as peças necessárias em uma unidade acabada. A máquina colocava um sistema S-100 completo, incluindo teclado QWERTY, CPU, placa de vídeo, memória e portas em uma única caixa conveniente. Os sistemas eram embalados com uma interface de fita cassete para armazenamento e um monitor de fósforo verde de 12". Completo com uma cópia do BASIC, o preço do sistema era de US$ 2.100 e foram vendidos até 12.000.

### BASIC e Microsoft
A linguagem de programação BASIC foi criada em 1963 na Faculdade de Dartmouth como uma linguagem destinada a estudantes de áreas não científicas, com o objetivo de ampliar o apelo dos computadores. As linguagens anteriores eram geralmente muito difíceis de aprender e somente aqueles com interesse especial em ciência da computação o faziam. O BASIC era adequado para minicomputadores devido aos requisitos muito baixos de memória e tornou-se uma linguagem amplamente conhecida. A facilidade de uso combinada com a baixa demanda de memória e a ampla adoção fizeram do BASIC uma linguagem atraente para os microcomputadores que viriam depois.
Paul Allen ouviu falar do kit de microcomputador Altair 8800 da MITS no final de 1974 em uma revista e mostrou-o a seu amigo Bill Gates. A dupla tinha experiência com computadores e já havia formado uma empresa que construiu um computador para processar dados de tráfego urbano. Eles reconheceram a relevância que a linguagem BASIC poderia ter e se ofereceram corajosamente para demonstrar um BASIC para o Altair à MITS, apesar de não terem o BASIC nem acesso a um Altair. Allen desenvolveu um emulador de Altair para um minicomputador e, com a ajuda do amigo Monte Davidoff, conseguiu escrever um interpretador de BASIC em fita perfurada, que tinha 25 comandos e cabia em 4 KB de memória. Allen viajou para uma reunião com a MITS e, surpreendentemente, o interpretador funcionou, apesar de nunca ter sido testado em um Altair real. A MITS concordou em distribuir o BASIC e a Microsoft produziria três versões diferentes, acrescentando uma edição que exigia 8K de memória e uma edição "expandida" com mais recursos.
A Microsoft foi cofundada por Allen e Gates em 1976 para vender produtos BASIC para o mercado de computadores pessoais. Novas versões do Microsoft BASIC foram produzidas com maior sofisticação e o BASIC foi portado para várias CPUs e arquiteturas. O Microsoft BASIC foi amplamente utilizado em muitas máquinas das décadas de 1970 e 1980, incluindo o Apple II e o Commodore 64, embora às vezes tenha sido registrado com um nome diferente.
Em muitos computadores domésticos, o BASIC era fornecido em um chip ROM e era comum que as máquinas iniciassem o BASIC como padrão, como o primeiro programa que o usuário via ao ligar a máquina. Embora fosse uma implementação popular, o Microsoft BASIC não era a única variação em uso. O Tiny BASIC gratuito foi desenvolvido em 1975 como uma resposta direta à Microsoft, e muitos outros se seguiram. Vários fabricantes de computadores optaram por fornecer seu próprio BASIC, com diferentes graus de compatibilidade entre eles. As listas de software BASIC eram geralmente fornecidas com as alterações necessárias para diferentes versões de microcomputadores. Em particular, os métodos de produção de gráficos e som raramente eram padronizados entre as implementações do BASIC.

### Outras máquinas da época
Outras máquinas de 1977 que foram importantes para a comunidade de entusiastas na época incluíam a Exidy Sorcerer, a NorthStar Horizon, a Cromemco Z-2 e a Heathkit H8.

### Consoles de jogos e o computador pessoal

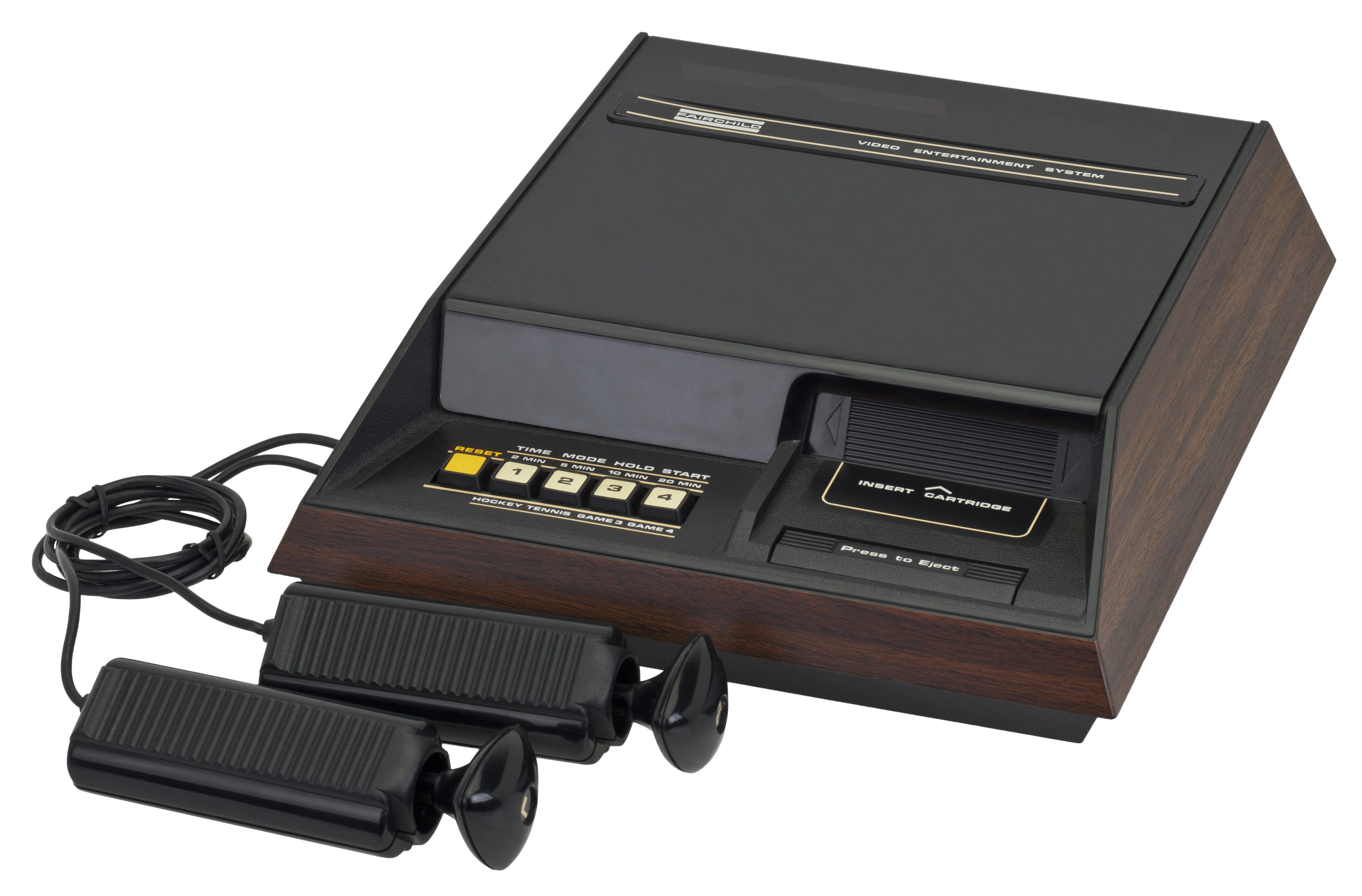
O console de jogos Fairchild Channel F de 1976

Os consoles de jogos programáveis surgiram na mesma época em que os computadores pessoais começaram a se tornar amplamente disponíveis. Os consoles de jogos já haviam sido lançados no mercado anteriormente (como o Magnavox Odyssey, lançado em 1972, e o Home Pong, em 1975), mas geralmente como dispositivos personalizados que só podiam reproduzir alguns jogos conectados à eletrônica. O aumento dos níveis de integração colocou os preços dos componentes de computador dentro da faixa acessível para dispositivos de entretenimento doméstico e os consoles de jogos ganharam novos recursos. O Fairchild Channel F foi lançado em 1976, baseado em CPU e usava cartuchos ROM intercambiáveis, e o Atari 2600, mais vendido, foi lançado em 1977.
Os consoles de jogos diferem dos computadores pessoais porque, em geral, não se destinam a ser programáveis pelo usuário, não incluem um dispositivo de entrada de teclado (pelo menos como padrão) e destinam-se principalmente a uma única classe de aplicativo e não a um software de uso geral. Entretanto, em outros aspectos, a arquitetura interna das máquinas não costuma ser diferente e os consoles de jogos quase sempre podem, em teoria, ser usados como um computador pessoal de uso geral com a adição de software e periféricos relevantes. Na verdade, alguns consoles de jogos posteriores seriam essencialmente idênticos aos modelos lançados de computadores pessoais, mas apenas apresentados em um formato diferente. O Commodore C64GS de 1990 era semelhante a um Commodore 64 e o Amiga CD32 de 1993 era semelhante a um Amiga 1200.

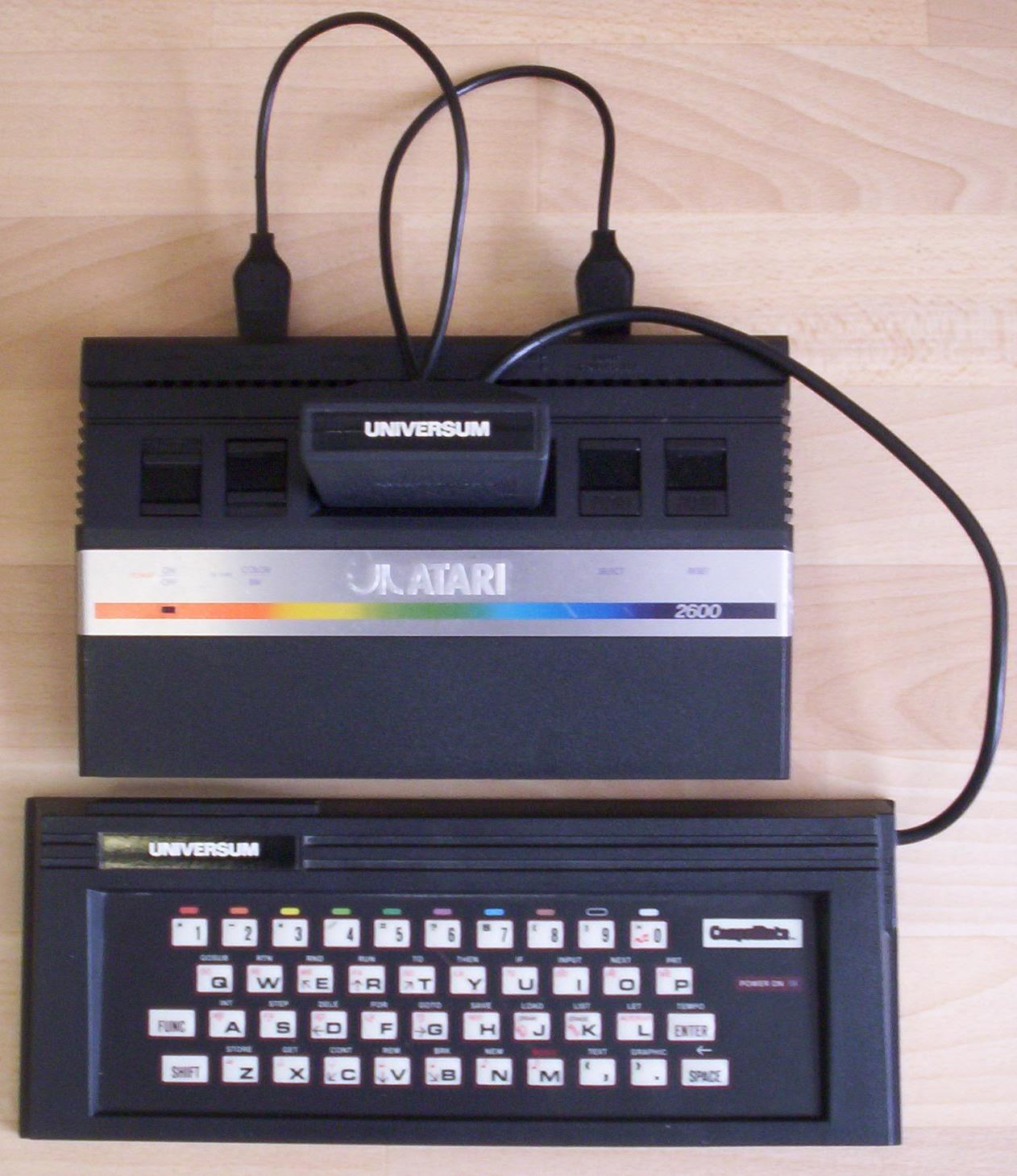
Uma versão alemã do CompuMate acoplada a um Atari 2600 Junior

Foram disponibilizados periféricos para vários consoles de jogos para converter os dispositivos em um computador pessoal completo. Já no Atari 2600, um adaptador chamado Atari Graduate foi concluído em 1983, expandindo a máquina com um teclado e recursos de E/S para uso com dispositivos de armazenamento. O Graduate nunca foi vendido, mas um adaptador semelhante de 1983 de um terceiro, chamado CompuMate, foi lançado. Um módulo de expansão chamado Adam para o ColecoVision foi lançado em 1983 e incluía um teclado e recursos de armazenamento (também estava disponível como um computador pessoal dedicado). Um produto chamado Family Basic foi lançado para o Nintendo NES em 1984 com um objetivo semelhante.
O conceito de conversão de consoles em computadores pessoais não desapareceu nos últimos tempos. O Sony PlayStation 3 de 2006 foi originalmente projetado especificamente para ter a opção de ser convertido em um computador pessoal de uso geral usando o recurso OtherOS, embora o recurso tenha sido removido de forma controversa em modelos posteriores. Os hackers de hardware têm se orgulhado rotineiramente de demonstrar que os consoles de jogos dedicados podem ser persuadidos a executar sistemas operacionais de computadores pessoais, como o Linux, em combinação com software de uso geral, apesar de não terem sido projetados para isso. A linha entre os consoles de jogos dedicados e os computadores pessoais também ficou confusa, com os dispositivos ganhando subconjuntos de recursos populares de computadores pessoais, como reprodução de vídeo e navegação na Internet.

### Armazenamento de fita cassete

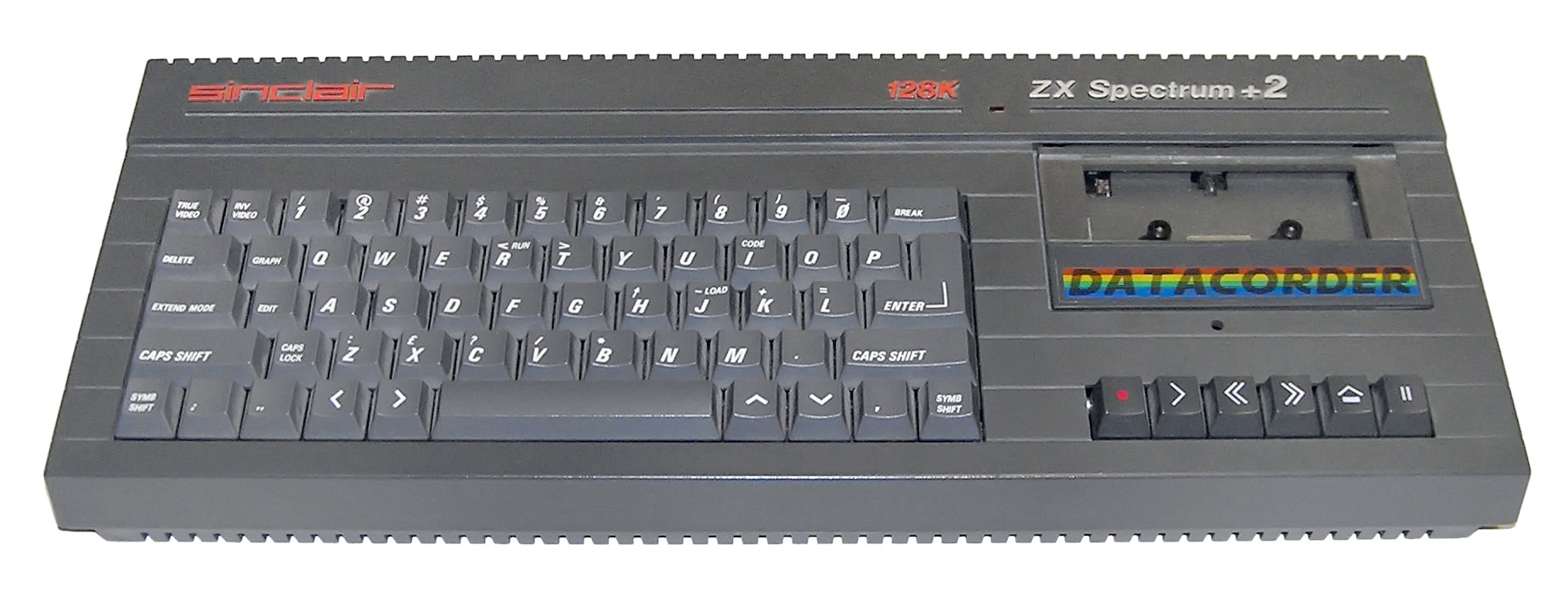
Sinclair ZX Spectrum +2 com um gravador de fita integrado.

A unidade de disquete esteve disponível durante a maior parte da história do computador pessoal amplamente disponível e, normalmente, era possível encontrar alguma forma de interface de disquete para a maioria das máquinas. No entanto, os periféricos eram inicialmente caros, muitas vezes custando tanto quanto ou significativamente mais do que o próprio computador. O custo das unidades de disco continuava proibitivo para muitos compradores em potencial, principalmente para clientes individuais no mercado de computadores domésticos. Sem um dispositivo de armazenamento, o computador era de pouca utilidade. A fita cassete de áudio preencheu a lacuna para os usuários de computador com orçamento limitado e, ao mesmo tempo, proporcionou uma melhoria na densidade de armazenamento e na conveniência em relação à fita de fita perfurada que era usada anteriormente. Até mesmo o primeiro modelo de IBM PC, voltado para o mercado empresarial relativamente bem financiado, incluía originalmente uma interface de fita cassete, devido à preocupação de que os compradores pudessem ser dissuadidos pelo preço de uma unidade de disco.
Os gravadores de áudio cassete já estavam presentes na maioria das residências e podiam ser simplesmente conectados a uma variedade de computadores domésticos. Muitas máquinas de baixo custo apresentavam conectores de áudio para um gravador de fita cassete. Alguns fabricantes optaram por fornecer sua própria unidade de cassete de marca (ou fornecer um dispositivo embutido), mas eles eram pouco diferentes de qualquer outro gravador de fita de áudio, além de serem pré-configurados e, às vezes, transferirem parte da interface eletrônica necessária do computador para a unidade de cassete.
O carregamento do software a partir da fita de áudio era um processo lento. As velocidades típicas eram de 300 a 1200 baud e o preenchimento de uma pequena memória de computador de apenas algumas dezenas de kilobytes era um processo que durava muitos minutos. Os protocolos de fita de computador geralmente não tinham a sofisticação da correção de erros de avanço e os erros de carregamento eram comuns, resultando na necessidade de repetir o processo, que já era frustrantemente lento. A fita de áudio não é de acesso aleatório; ao armazenar vários arquivos em uma fita cassete, o usuário precisava avançar manualmente a fita até o local relevante do arquivo para evitar esperar que o dispositivo lesse toda a extensão da fita (o que poderia levar 30 minutos ou mais). Para ajudar no processo, seria fornecido um contador de fita para que o usuário pudesse anotar a posição do arquivo na fita.
Para fazer uso confiável da fita de áudio, os dados eram armazenados dentro da faixa de largura de banda de áudio convencional, o que significava que o mesmo sinal poderia ser armazenado em qualquer outra mídia de armazenamento de áudio. Os dados da fita de áudio eram ocasionalmente encontrados como novidade em discos de vinil e CDs de áudio (como áudio, não como dados digitais e sem relação com CD-ROM). Atualmente, entusiastas retrô reproduzem dados de áudio em sistemas antigos usando reprodutores de áudio digital mais confiáveis.
No final da década de 1980, o custo de uma unidade de disco havia caído para preços que estavam dentro do orçamento até mesmo do comprador mais consciente dos custos, e as memórias dos computadores haviam excedido toda a capacidade dos cassetes de áudio. Consequentemente, o uso da fita diminuiu como meio de armazenamento primário. No entanto, a tecnologia de fita continuou a avançar e as unidades de fita digital de alta densidade continuam a ser usadas em aplicativos especializados de backup de dados, mas com menos frequência em computadores pessoais.

## 1977 e o surgimento da "Trindade"

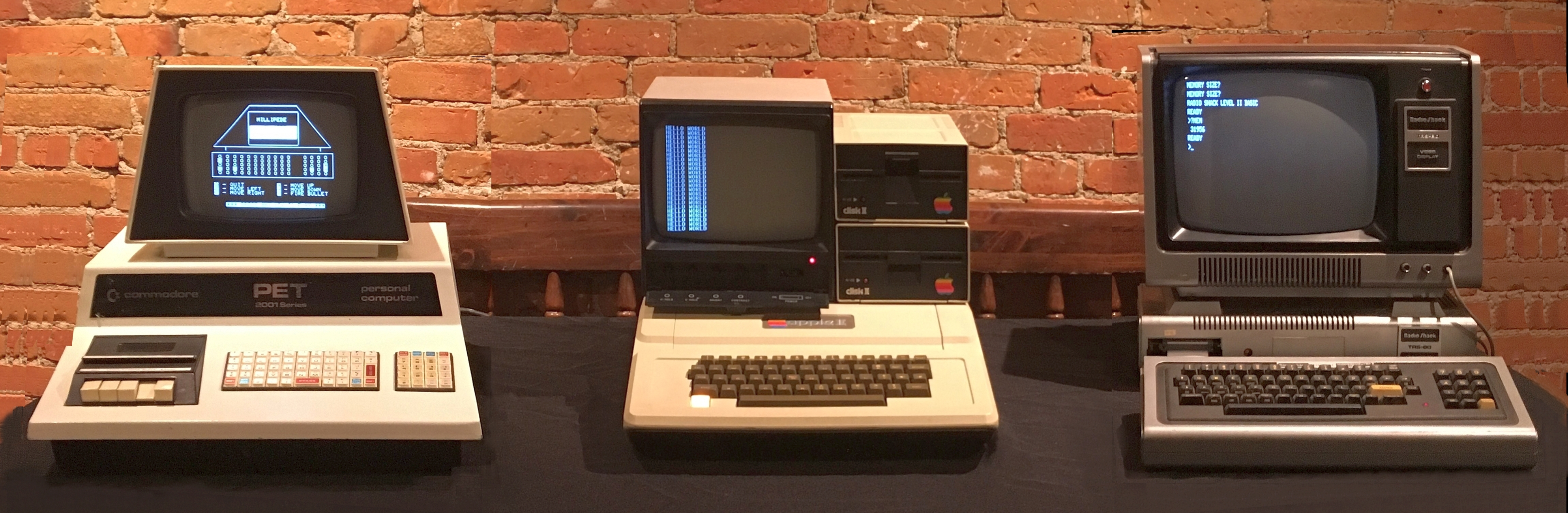
Os três computadores cujos fabricantes foram chamados pela revista Byte de "Trindade de 1977" - da esquerda para a direita: o Commodore PET 2001, o Apple II e o Tandy/Radio Shack TRS-80 Model 1

Em 1976, havia várias empresas correndo para lançar os primeiros computadores pessoais comerciais realmente bem-sucedidos. Três máquinas, o Apple II, o PET 2001 e o TRS-80, foram lançadas em 1977, tornando-se as mais populares no final de 1978. Mais tarde, a revista Byte se referiu à Commodore, à Apple e à Tandy como a "Trindade de 1977".

### Apple II

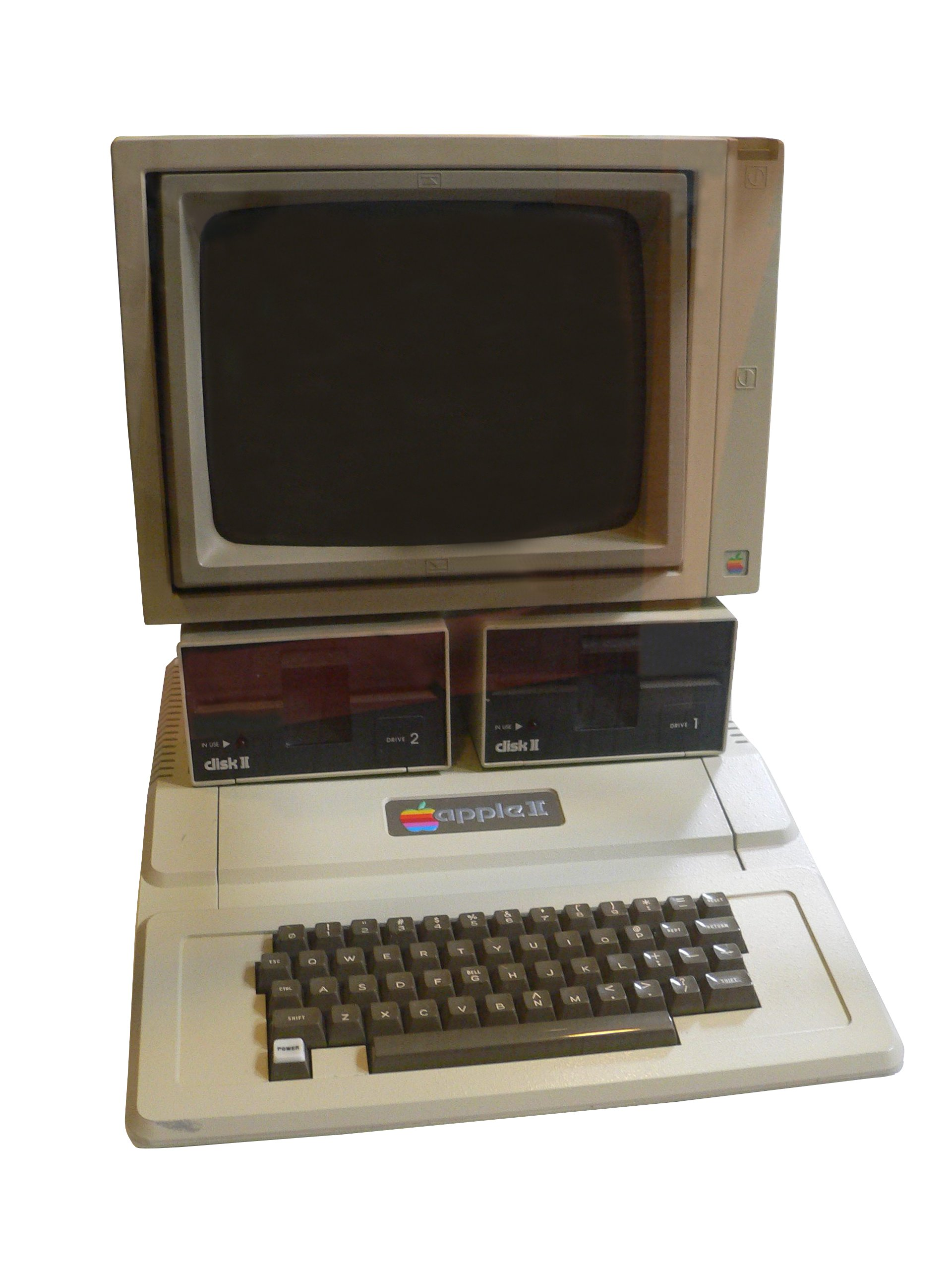
Abril de 1977: Apple II

Steve Wozniak (conhecido como "Woz"), um frequentador assíduo das reuniões do Homebrew Computer Club, projetou o computador Apple I de placa única e o demonstrou pela primeira vez. Com as especificações em mãos e um pedido de 100 máquinas a US$ 500 cada da Byte Shop, Woz, Steve Jobs e seu sócio Ronald Wayne fundaram a Apple Computer.
Cerca de 200 das máquinas foram vendidas antes de a empresa anunciar o Apple II como um computador completo. Ele tinha gráficos coloridos, um teclado QWERTY completo e slots internos para expansão, que eram montados em um gabinete de plástico de alta qualidade. O monitor e os dispositivos de E/S eram vendidos separadamente. O sistema operacional original do Apple II era apenas o interpretador BASIC integrado contido na ROM. O Apple DOS foi adicionado para suportar a unidade de disquete; a última versão foi o "Apple DOS 3.3".
O alto preço do Apple II, a falta do BASIC de ponto flutuante e a distribuição limitada no varejo fizeram com que suas vendas ficassem atrás das outras máquinas Trinity. Entretanto, em 1979, ele ultrapassou o Commodore PET, recebendo um impulso de vendas atribuído ao lançamento da planilha eletrônica VisiCalc, extremamente popular, que inicialmente era exclusiva da plataforma. Ele foi novamente empurrado para o quarto lugar quando a Atari lançou seus populares sistemas Atari de 8 bits.
Apesar das vendas iniciais lentas, a vida útil do Apple II foi cerca de oito anos mais longa do que a das outras máquinas e, portanto, acumulou o maior total de vendas. Em 1985, 2,1 milhões haviam sido vendidos e mais de 4 milhões de Apple IIs foram enviados até o final de sua produção em 1993.

### PET

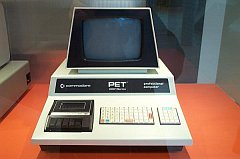
Outubro de 1977: Commodore PET

Chuck Peddle projetou o Commodore PET (abreviação de Personal Electronic Transactor) com base em seu processador MOS 6502. Era essencialmente um computador de placa única com um circuito simples de driver CRT baseado em TTL que acionava um pequeno monitor monocromático embutido com gráficos de 40×25 caracteres. A placa do processador, o teclado, o monitor e a unidade de fita cassete eram montados em um único gabinete de metal. Em 1982, a Byte se referiu ao projeto do PET como "o primeiro computador pessoal do mundo".
O PET era fornecido em dois modelos: o 2001-4, com 4 KB de RAM, e o 2001-8, com 8 KB. A máquina também incluía um Datassette embutido para armazenamento de dados localizado na parte frontal do gabinete, o que deixava pouco espaço para o teclado. O 2001 foi anunciado em junho de 1977 e as primeiras 100 unidades foram despachadas em meados de outubro de 1977. No entanto, as encomendas continuaram atrasadas por meses e, para facilitar as entregas, a versão de 4 KB acabou sendo cancelada no início do ano seguinte.
Embora a máquina tenha sido bem-sucedida, houve reclamações frequentes sobre o minúsculo teclado semelhante a uma calculadora, muitas vezes chamado de "teclado chiclete" devido à semelhança das teclas com o popular chiclete. Isso foi resolvido nas versões atualizadas "dash N" e "dash B" do 2001, que colocaram o cassete fora do gabinete e incluíram um teclado muito maior com um movimento de curso completo sem clique. Internamente, foi usada uma placa-mãe mais nova e mais simples, além de uma atualização da memória para 8, 16 ou 32 KB, conhecida como 2001-N-8, 2001-N-16 ou 2001-N-32, respectivamente.
A PET foi a menos bem-sucedida das máquinas da Trindade de 1977, com menos de 1 milhão de vendas.

### TRS-80

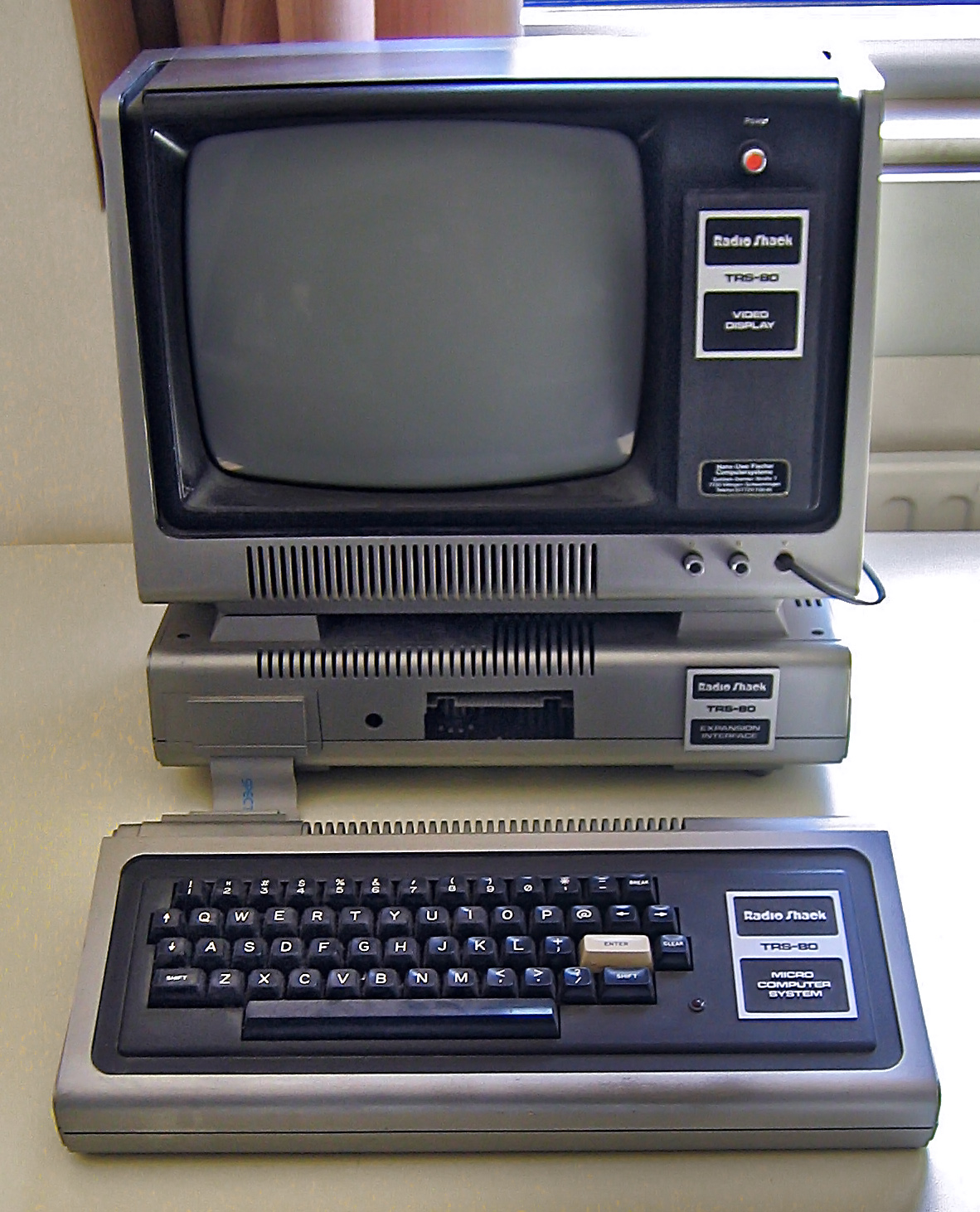
Novembro de 1977: TRS-80 Model I (com interface de expansão opcional abaixo do monitor)

A Tandy Corporation (RadioShack) lançou o TRS-80, conhecido retroativamente como Model I, pois a empresa expandiu a linha com modelos mais potentes. O Model I combinava a placa-mãe e o teclado em uma única unidade com um monitor preto e branco separado e uma fonte de alimentação. As mais de 3.000 lojas da Tandy na RadioShack garantiram que o computador teria ampla distribuição e suporte (serviços de reparo, atualização e treinamento) que nem a Apple nem a Commodore conseguiriam alcançar.
O Modelo I usava um processador Zilog Z80 com clock de 1,77 MHz (mais tarde, os exemplares foram fornecidos com o Z80A). O modelo básico era fornecido originalmente com 4 KB de RAM e BASIC de nível 1 produzido internamente. A RAM nas primeiras máquinas de 4 KB podia ser atualizada para 16 KB e o Microsoft BASIC de nível 2, que se tornou a configuração básica padrão. Uma interface de expansão fornecia soquetes para expansão adicional da RAM para 48 KB. Seus outros pontos fortes eram o teclado QWERTY de curso completo com teclado numérico (ausente nas primeiras unidades, mas atualizável), o tamanho pequeno, o BASIC de ponto flutuante da Microsoft bem escrito e a inclusão de um monitor de 64 colunas e um deck de fitas - tudo isso por aproximadamente metade do custo do Apple II. Eventualmente, unidades de disquete de 5,25 polegadas e discos rígidos com capacidade de megabytes foram disponibilizados pela Tandy e por terceiros. A interface de expansão permitia que até quatro unidades de disquete e discos rígidos fossem conectados em série, um slot para uma porta serial RS-232 e uma porta paralela para impressoras. Com o sistema operacional LDOS (mais recente), havia suporte para unidades de disquete de 80 trilhas de dupla face e recursos como Disk Basic com suporte para sobreposições e programas suspensos/em segundo plano, redirecionamento de dados independente do dispositivo, Job Control Language (processamento em lote), backup flexível e manutenção de arquivos, typeahead e macros de teclado.
O Model I não atendia às normas da FCC sobre interferência de rádio devido ao seu gabinete de plástico e aos cabos externos. A Apple resolveu o problema com uma película metálica interna, mas a solução não funcionou para a Tandy com o Model I. O Model I também teve problemas com o cabeamento entre a CPU e a interface de expansão (reinicializações espontâneas) e com o ressalto do teclado (as teclas pressionadas se repetiam aleatoriamente), e as primeiras versões do TRSDOS também tiveram problemas técnicos. Embora esses problemas tenham sido resolvidos rapidamente ou em algum momento, o computador sofreu em alguns setores com a reputação de má qualidade de construção. No entanto, todos os primeiros fabricantes de microcomputadores tiveram dificuldades semelhantes. Como o Model II e o Model III já estavam em produção em 1981, a Tandy decidiu parar de fabricar o Model I. A RadioShack vendeu cerca de 1,5 milhão de Model I. A linha continuou até o final de 1991, quando o TRS-80 Model 4 foi finalmente aposentado.

### A trindade japonesa
Da mesma forma que a trindade americana, o Japão tem um termo para suas próprias máquinas mais importantes daquela época: "o gosanke de oito bits" (8ビット御三家, hachi-bitto gosanke). Ela consiste no Hitachi Basic Master (1978-09), Sharp MZ-80K (1978-12) e NEC PC-8001 (anunciado em 1979-05, enviado em 1979-09). Cada uma delas foi a primeira de uma série de máquinas de cada fabricante; a NEC e a Sharp continuaram com essas linhas de 8 bits até o final da década de 1980, mas a Hitachi encerrou a série em 1984, quando foi substituída no gosanke pela Fujitsu.

## VisiCalc e o aplicativo matador
Durante a década de 1970, os computadores pessoais se mostraram populares entre os entusiastas da eletrônica e os amadores, mas não estava claro por que o público em geral poderia querer ter um. Essa percepção mudou em 1979 com o lançamento do VisiCalc da VisiCorp (originalmente Personal Software), que foi o primeiro aplicativo de planilha eletrônica.
As planilhas eram uma ferramenta comercial comum antes do computador pessoal, mas até então eram criadas à mão. A atualização de uma célula exigia o recálculo manual de todas as células de referência. Dan Bricklin estava assistindo a uma palestra na Harvard Business School em que uma planilha estava sendo tediosamente redesenhada à mão e percebeu que o processo poderia ser automatizado com um computador.
O VisiCalc se mostrou excepcionalmente popular entre a comunidade empresarial e, no final, foram vendidas 700.000 cópias. O VisiCalc foi lançado inicialmente para o Apple II e foi considerado um dos principais motivos do sucesso comercial final da máquina e, por extensão, da corporação Apple, pois estava disponível exclusivamente na plataforma nos primeiros 12 meses, o que deu ao hardware uma vantagem de vendas sobre os concorrentes. O VisiCalc foi descrito retroativamente como o primeiro aplicativo matador, pois era um software tão útil para os negócios que justificava a compra do hardware do computador pessoal, independentemente de todos os outros aplicativos.
Em uma anedota contada por Chuck Peddle, o VisiCalc poderia facilmente ter sido lançado primeiro para o Commodore PET em vez de para o Apple II. A VisiCorp possuía quatro máquinas Commodore PET, mas decidiu experimentar o mercado do Apple II e comprou uma única máquina. Em uma reviravolta do destino que pode ter mudado o curso da história dos computadores pessoais, no exato momento em que Dan Bricklin chegou, não havia nenhum PET disponível para uso e, portanto, um dos fundadores da VisiCorp, Dan Fylstra, sugeriu que ele experimentasse a máquina da Apple, pois ela tinha um BASIC semelhante.

## O início da década de 1980 e os computadores domésticos
Em janeiro de 1980, a Byte anunciou em um editorial que "a era dos computadores pessoais prontos para uso chegou". A revista afirmou que "um computador pessoal contemporâneo desejável tem 64 K de memória, cerca de 500 K bytes de armazenamento em massa on-line, qualquer arquitetura de computador antiga projetada com competência, terminal de vídeo com letras maiúsculas e minúsculas, impressora e linguagens de alto nível". O autor relatou que, quando precisou comprar rapidamente um computador desse tipo, ele o fez em uma loja local por US$ 6.000 em dinheiro e o citou como exemplo de "o que há de mais moderno no momento (...) como um produto produzido em massa". No início daquele ano, a RadioShack, a Commodore e a Apple fabricaram a grande maioria dos meio milhão de microcomputadores existentes. Como os preços dos componentes continuaram a cair, muitas empresas entraram no negócio de computadores. Isso levou a uma explosão de máquinas de baixo custo conhecidas como computadores domésticos, que venderam milhões de unidades antes de o mercado implodir em uma guerra de preços no início da década de 1980.

### Atari 400/800

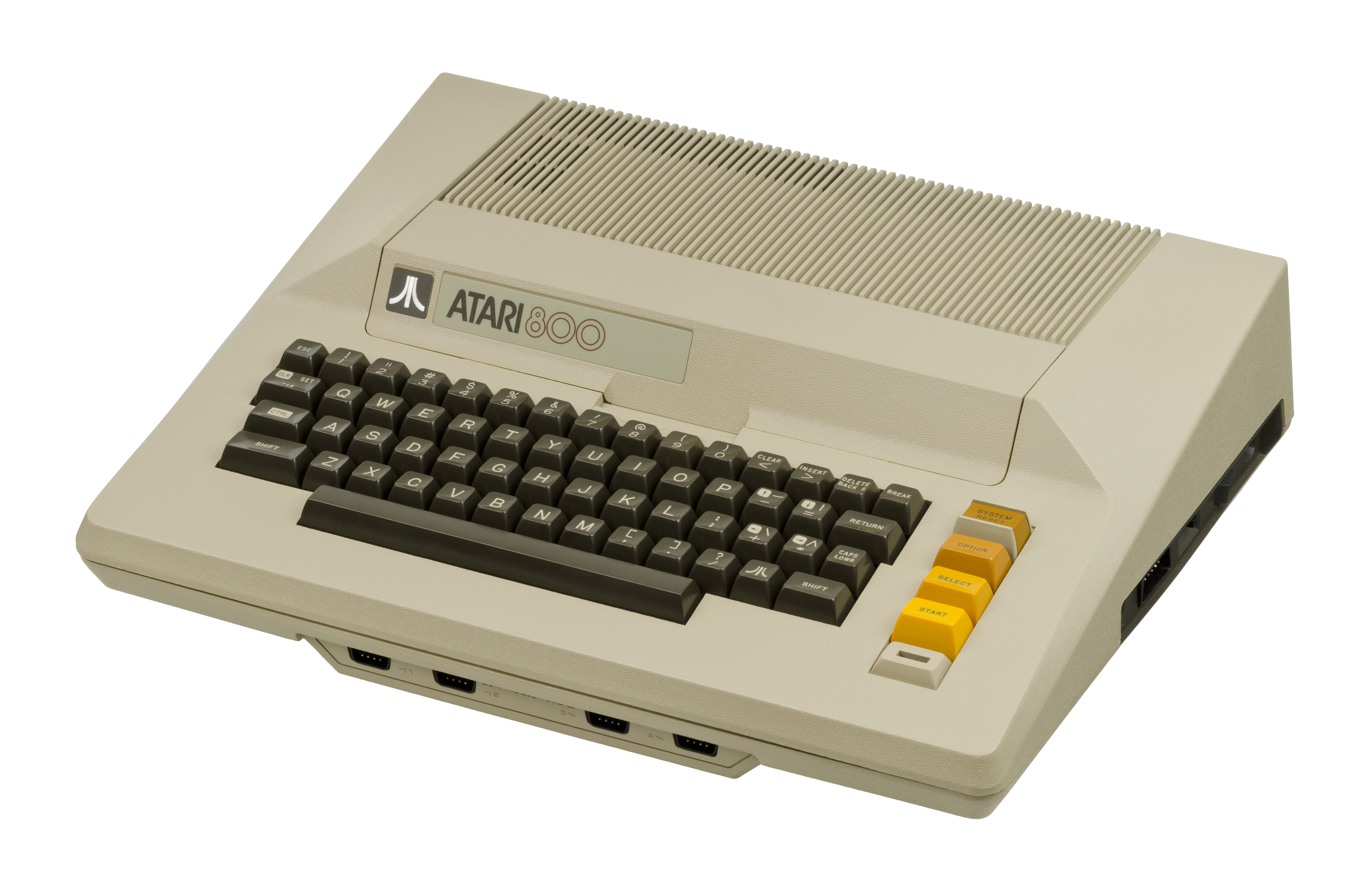
Atari 800

A Atari, Inc. era uma marca bem conhecida no final da década de 1970, tanto por seus jogos de fliperama de sucesso, como o Pong, quanto pelo console de jogos Atari VCS, de enorme sucesso. Percebendo que o VCS teria uma vida útil limitada no mercado antes do surgimento de um concorrente tecnicamente avançado, a Atari decidiu que seria esse concorrente e começou a trabalhar em um novo design de console muito mais avançado.
Enquanto esses designs estavam sendo desenvolvidos, as máquinas Trinity chegaram ao mercado com considerável alarde. A gerência da Atari decidiu mudar seu trabalho para um sistema de computador doméstico. Seu conhecimento do mercado doméstico por meio do VCS resultou em máquinas que eram quase indestrutíveis e tão fáceis de usar quanto uma máquina de jogos - bastava conectar um cartucho e pronto. As novas máquinas foram apresentadas pela primeira vez como Atari 400 e 800 em 1978, mas os problemas de produção impediram que as vendas se espalhassem até o ano seguinte.
Com um trio de coprocessadores gráficos e de som personalizados e uma CPU 6502 com clock ~80% mais rápido do que a maioria dos concorrentes, as máquinas Atari tinham recursos que nenhum outro microcomputador poderia igualar. Apesar de um início promissor, com cerca de 600.000 unidades vendidas em 1981, elas não conseguiram competir efetivamente com a introdução do Commodore 64 pela Commodore em 1982, e apenas cerca de 2 milhões de máquinas foram produzidas até o final de sua produção. O 400 e o 800 foram transformados em modelos superficialmente aprimorados - o 1200XL, o 600XL, o 800XL, o 65XE -, bem como o 130XE com 128K de RAM comutada por banco.

### Sinclair

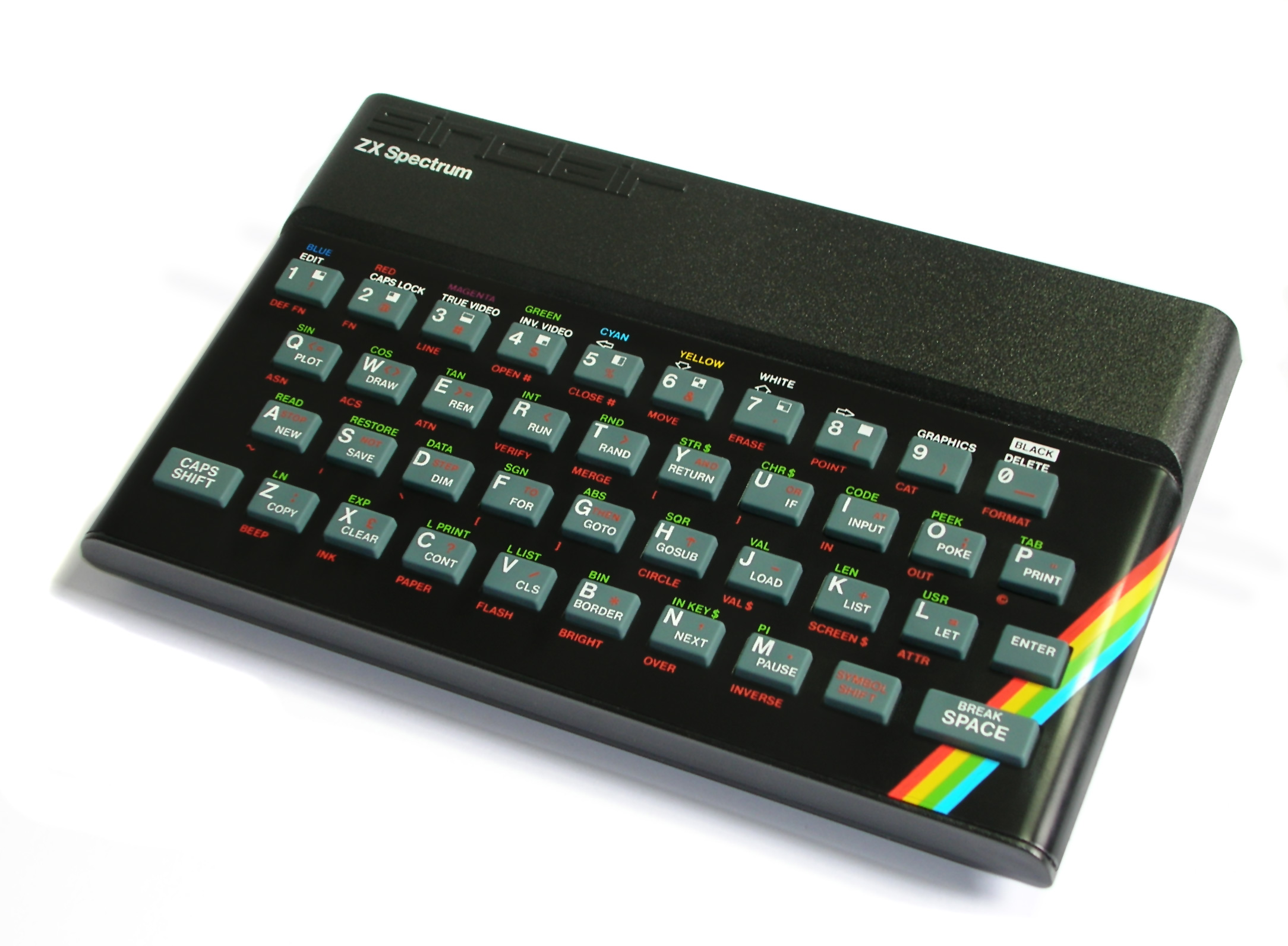
Sinclair ZX Spectrum

A Sinclair Research Ltd foi uma empresa britânica de eletrônicos de consumo fundada por Sir Clive Sinclair em Cambridge. Clive Sinclair havia fundado originalmente a Sinclair Radionics, mas em 1976 começou a perder o controle sobre a empresa e iniciou um novo empreendimento independente para realizar projetos sob sua própria direção. A nova empresa foi originalmente composta por Chris Curry (mais tarde cofundador da Acorn), que havia interessado Clive Sinclair no mercado de computadores. Após o sucesso comercial de um kit de computador em 1977 destinado a entusiastas da eletrônica, chamado MK14, a Sinclair Research (na época com o nome comercial de Science of Cambridge) entrou no mercado de computadores domésticos em 1980 com o ZX80 por £99,95. Na época, o ZX80 era o computador pessoal mais barato à venda no Reino Unido. Ele foi sucedido pelo mais conhecido ZX81 no ano seguinte (vendido como Timex Sinclair 1000 nos Estados Unidos). O ZX81 foi um dos primeiros computadores do Reino Unido voltado para o público em geral e foi colocado à venda nos principais canais de varejo de rua. Ele se tornaria um sucesso significativo, vendendo 1,5 milhão de unidades.
Em 1982, foi lançado o ZX Spectrum, que mais tarde se tornou o computador mais vendido do Reino Unido, competindo agressivamente com o Commodore e o Amstrad. Ele seria seguido por modelos aprimorados na forma do ZX Spectrum+ e do 128. A série ZX Spectrum venderia mais de 5 milhões de unidades. A máquina foi amplamente usada como plataforma de jogos domésticos, com mais de 3.500 títulos de jogos lançados.

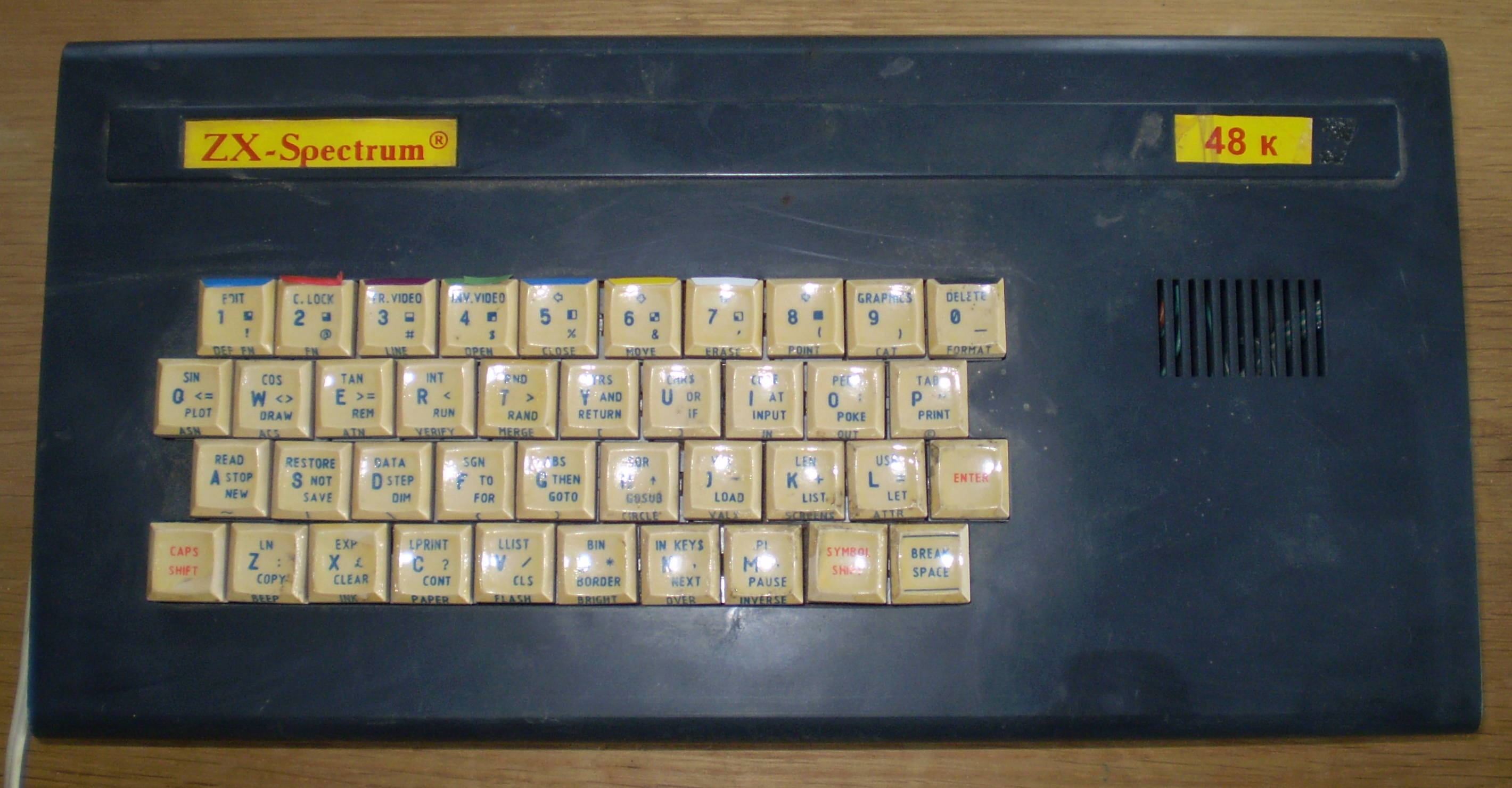
Clone soviético do Sonet Baltica ZX Spectrum

O ZX Spectrum foi amplamente clonado em muitos países, algumas máquinas com o envolvimento da Sinclair Research, mas um grande número delas sem nenhuma aprovação oficial. Os clones eram particularmente populares nos países do Bloco Oriental, que na época tinham acesso limitado aos mercados ocidentais, com dezenas de variantes do Spectrum sendo produzidas.
O Sinclair QL foi lançado em 1984. Essa máquina era voltada para o usuário doméstico sério e para os mercados profissionais. Ela era diferente da arquitetura da série ZX Spectrum, usando um processador Motorola 68008 e não era compatível com sua antecessora. O QL era particularmente distinto devido a uma escolha incomum de dispositivo de armazenamento. Ele foi fornecido com dois microdrives integrados, um sistema de fita de loop contínuo destinado a ter um desempenho entre o disco e o cassete, mas a um preço mais baixo do que uma unidade de disco. O QL não foi um sucesso comercial, em parte devido a problemas de confiabilidade, mas também devido à ascensão do IBM PC nos negócios, com o qual não era compatível. A produção foi interrompida em 1985. A mesma tecnologia foi posteriormente reutilizada no dispositivo integrado de telefone/computador ICL One Per Desk. O QL ganhou alguma notoriedade devido ao fato de Linus Torvalds ter creditado a ele o fato de ter sido a máquina na qual ele adquiriu prática em programação antes de desenvolver o Linux, em parte devido ao suporte limitado ao software.

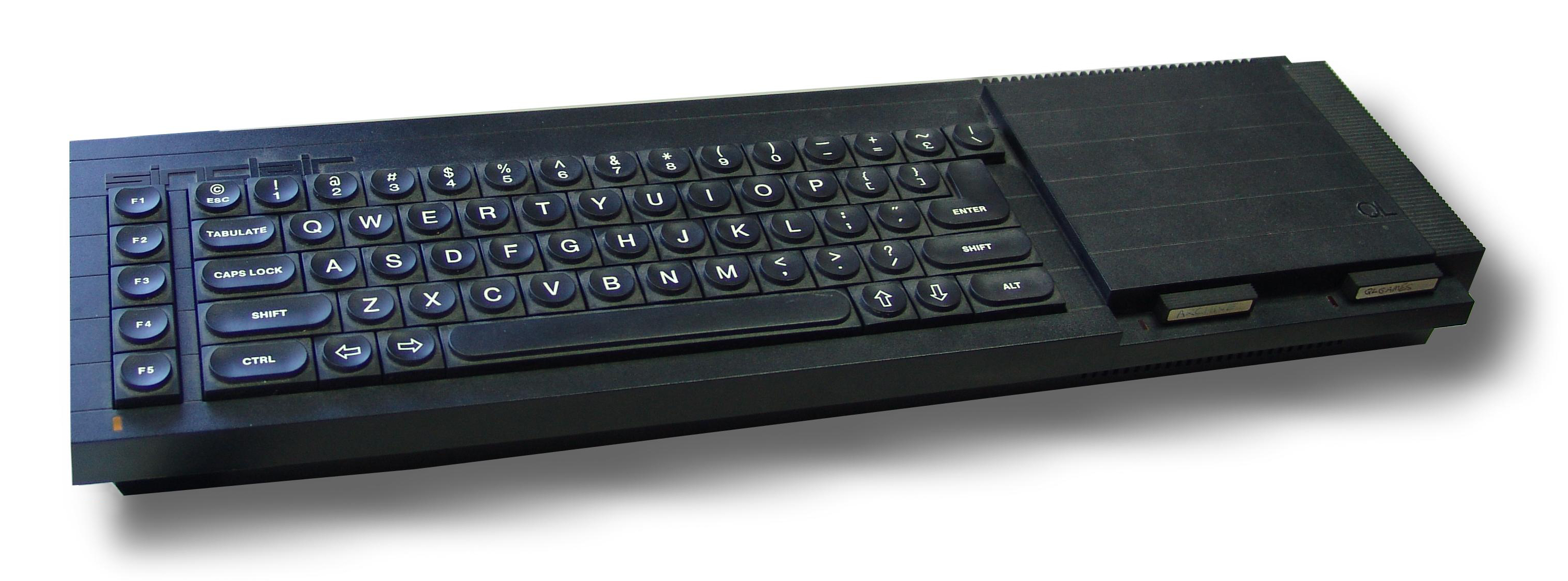
Sinclair QL

A combinação do fracasso de mercado do Sinclair QL e de um produto de TV portátil chamado TV80 levou a Sinclair Research a dificuldades financeiras em 1985. Um ano depois, a Sinclair vendeu os direitos dos produtos de computador para a Amstrad. Quatro outros modelos da linha Spectrum seriam lançados pela Amstrad usando o nome da marca Sinclair. O ZX Spectrum +2 incluía um gravador de fita integrado e o modelo +3 incorporava uma unidade de disco CF2 de 3 polegadas. A produção continuou com a Amstrad até 1992. A Miles Gordon Technology tentou lançar um sucessor para o Spectrum conhecido como SAM Coupé em 1989, mas não foi um sucesso comercial.
A Sinclair Radionics também projetaria um computador pessoal de forma independente, sem relação com a Sinclair Research, mas com o envolvimento de Clive Sinclair. Após a venda dos ativos da Sinclair Radionics, esse projeto acabaria sendo produzido em 1982 como o Grundy NewBrain.

### TI-99/4A

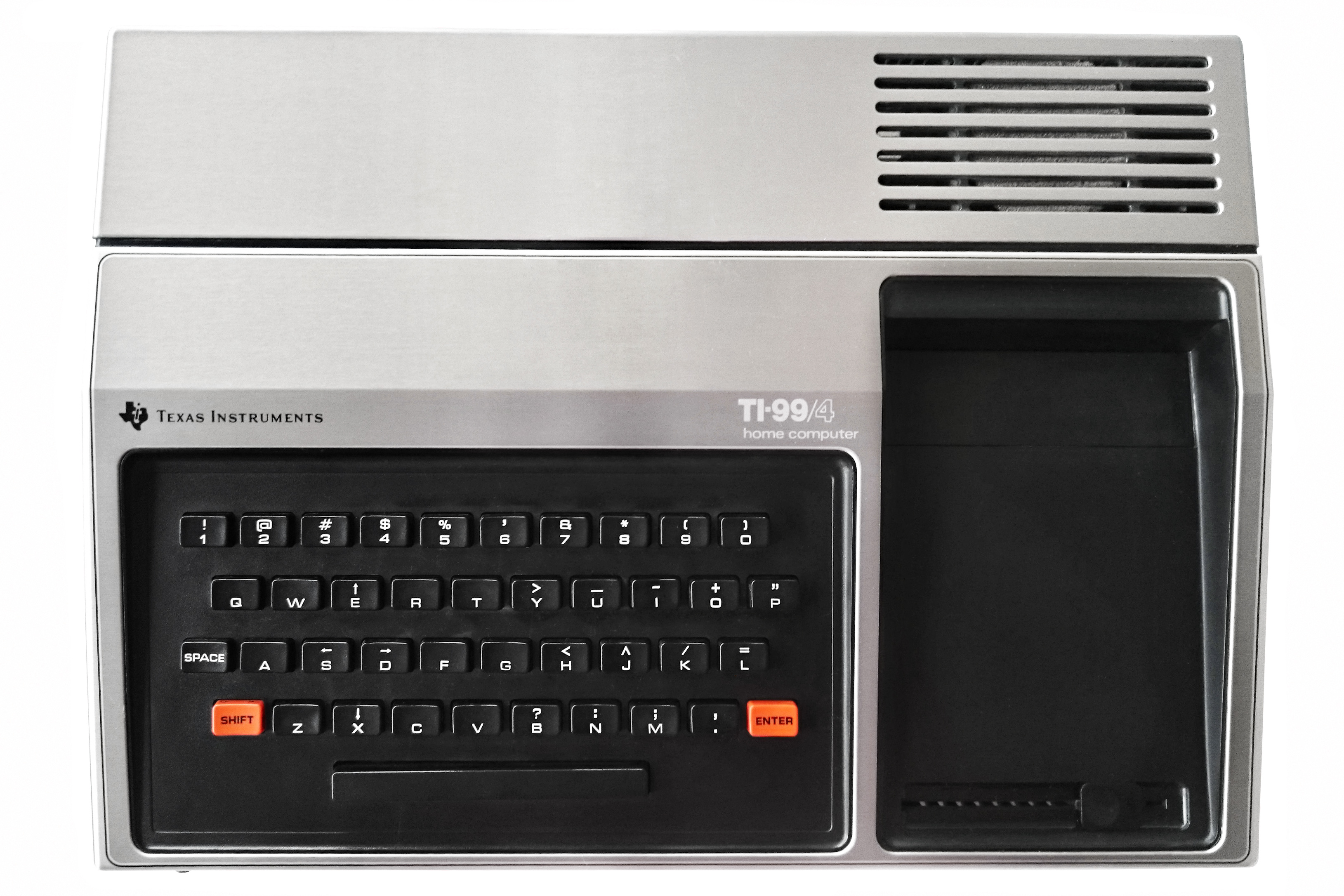
1979: a TI-99/4 da Texas Instruments

A Texas Instruments, na época a maior fabricante de chips do mundo, decidiu entrar no mercado de computadores domésticos com o TI-99/4. O primeiro computador doméstico projetado com um microprocessador de 16 bits, suas especificações no papel estavam muito à frente da concorrência, e a Texas Instruments tinha enormes reservas de caixa e capacidade de desenvolvimento.
Quando foi lançado no final de 1979, a Texas Instruments inicialmente se concentrou nas escolas. Apesar do processador de 16 bits e do processador de vídeo personalizado com suporte a sprite, as restrições arquitetônicas impediram que ele atendesse às expectativas. Ele foi atualizado para o TI-99/4A em 1981. Um total de 2,8 milhões de unidades foram vendidas entre os dois modelos, muitas delas a preços baixos, resultado de uma guerra de preços com a Commodore em 1982-83, antes de o TI-99/4A ser descontinuado em março de 1984.

### VIC-20 e Commodore 64

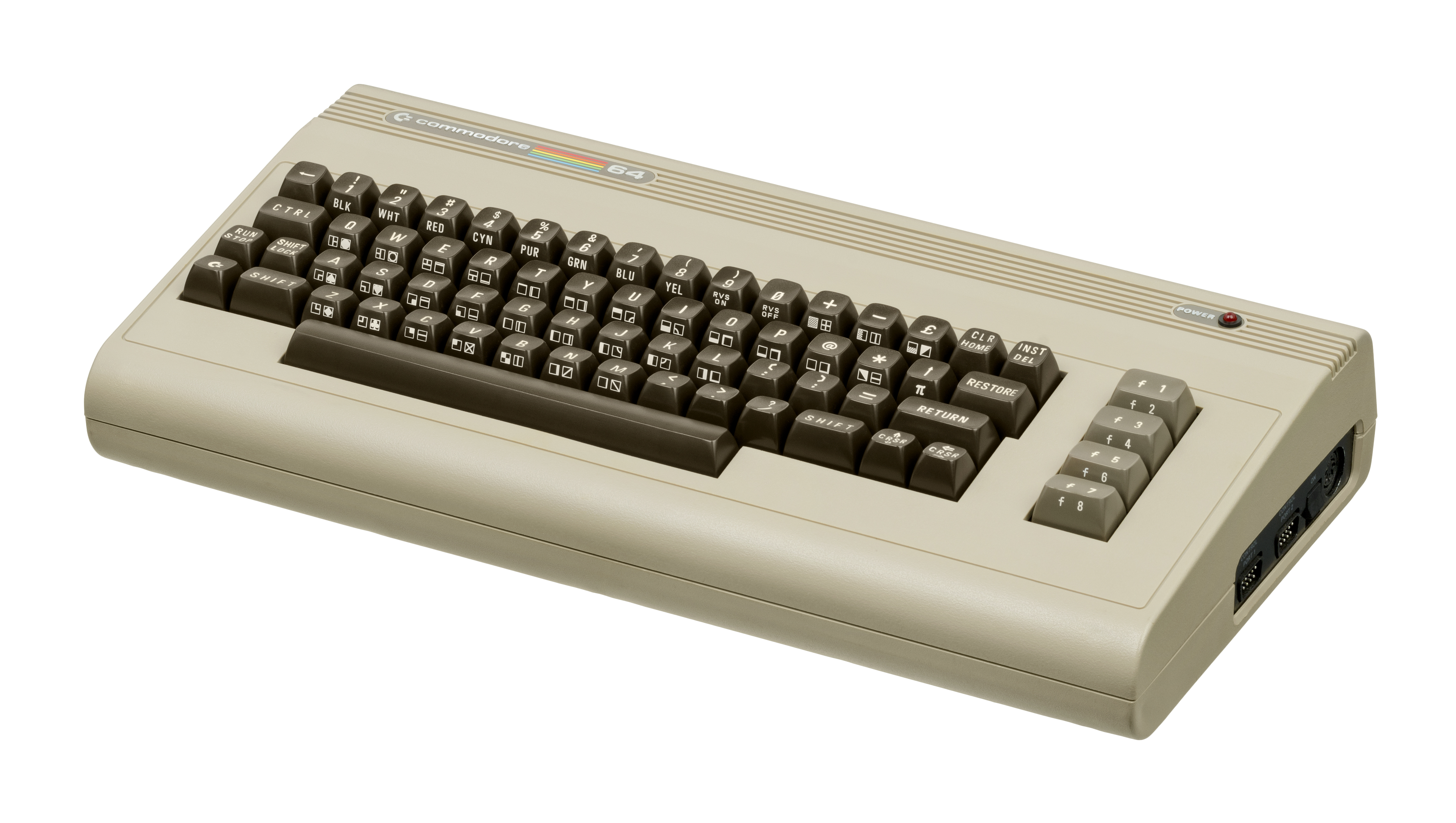
1982: Commodore 64

Percebendo que o PET monocromático não poderia competir facilmente com máquinas coloridas como o Apple II e a linha Atari de 8 bits, a Commodore lançou o VIC-20 colorido em 1980 para atender ao mercado doméstico. A máquina oferecia apenas 5 KB de memória, o que era pequeno até mesmo para a época, mas o uso da SRAM, mais cara, reduziu a complexidade do projeto em comparação com a DRAM, mais barata e mais difícil de usar. A distribuição de jogos em cartuchos ROM ajudou a compensar a pequena memória e também foram lançados cartuchos de expansão de RAM. A máquina foi vendida a um preço competitivo e alcançou grandes vendas, tornando-se o primeiro computador pessoal a vender 1 milhão de unidades e, por fim, a vender pelo menos 2,5 milhões.
A Commodore resolveria as limitações de memória com o lançamento, em 1982, do Commodore 64, cujo nome anunciava a inclusão de 64 KB de memória, que era mais comparável e, em muitos casos, superava os computadores domésticos contemporâneos. A máquina era baseada no MOS 6510 e foi particularmente elogiada pelo chip de áudio relativamente avançado (o MOS 6581 ou "SID") e pelo desempenho gráfico competente em um pacote de baixo custo, o que a tornou uma plataforma ideal para lançamentos de jogos. Pelo menos 5.600 títulos foram lançados no final. O fato de a Commodore ser proprietária da fabricante de chips MOS Technology foi um fator que permitiu ao C64 reduzir a concorrência em termos de preço, já que a Commodore podia ser sua própria fornecedora de vários componentes importantes. O livro Guinness de recordes mundiais estimou que a máquina foi o modelo de computador pessoal de mesa mais vendido de todos os tempos, com algo entre 12,5 milhões e 17 milhões de unidades vendidas, sendo que o recorde ainda permanecerá em 2023.

### BBC Micro

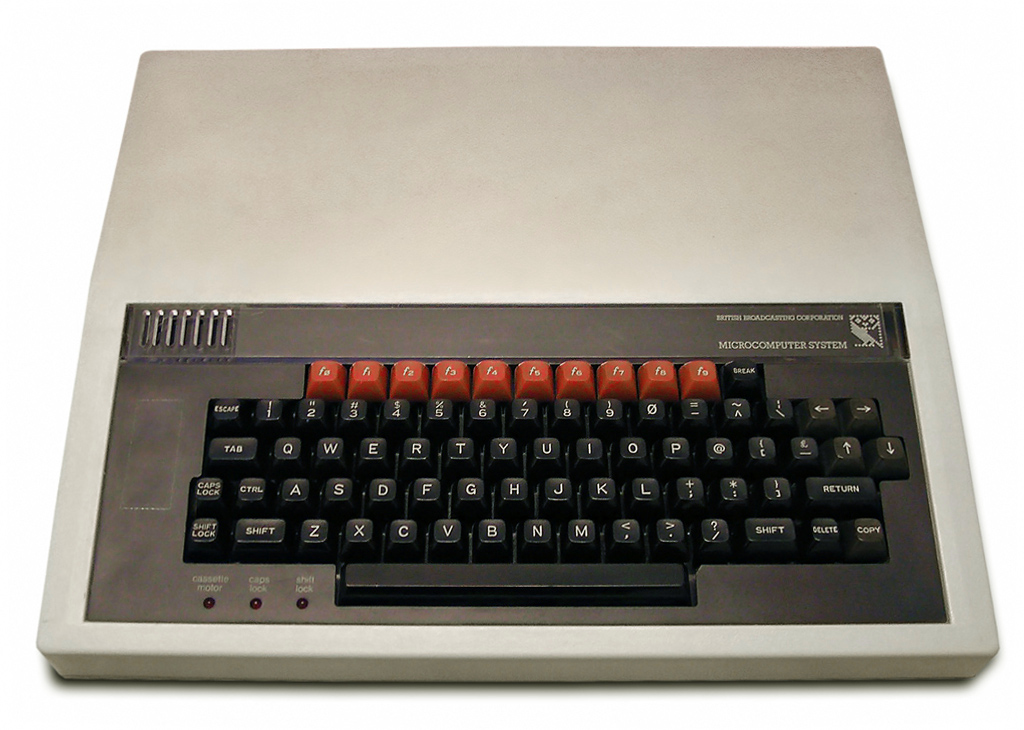
BBC Micro Model B

No início da década de 1980, a BBC se interessou em realizar uma série de programas educacionais de alfabetização em informática na TV e lançou uma licitação para a compra de um computador pessoal para acompanhar o projeto. Depois de examinar vários participantes, o então conhecido como Proton, da Acorn Computers, foi selecionado. Foram feitas algumas pequenas alterações que resultaram no BBC Micro (lançado em 1981). A máquina era baseada em MOS 6502 e foi originalmente vendida como uma opção do modelo A com 16 KB de memória ou do modelo B, mais popular, com 32 KB. A máquina alcançou grande sucesso no setor educacional do Reino Unido e o sistema vendeu mais de 1,5 milhão de unidades. Uma versão de custo reduzido chamada Electron seria lançada em 1983 e vários outros modelos apareceriam na linha, incluindo o BBC Master em 1986.
O BBC Micro incluía uma série de recursos inovadores menos comuns em outros computadores domésticos contemporâneos, incluindo a rede local na forma de Econet, que foi amplamente implantada no setor educacional. Um chip de teletexto era padrão e, quando combinado com um adaptador, permitia que o software (conhecido como telesoftware) e outras informações fossem baixadas dos sinais de transmissão de televisão.
O BBC Micro foi arquitetado para ser multiprocessador como padrão. CPUs adicionais podiam ser conectadas por meio da interface "Tube" incluída, que foi projetada para essa finalidade. Os adaptadores para as CPUs Z80 e NS32016 de 32 bits seriam lançados para a máquina. Posteriormente, a Acorn usou a interface Tube para desenvolver o processador ARM (que, na época, significava Acorn RISC Machine) para alimentar projetos futuros e lançou um sistema de desenvolvimento ARM para o BBC Micro. A CPU teve seu primeiro uso comercial no Acorn Archimedes. Atualmente, as CPUs ARM estão amplamente implantadas na maioria dos smartphones e tablets, entre uma vasta coleção de outros dispositivos.

### Guerra de preços e quebra da Commodore
O mercado atual de computadores pessoais tem aproximadamente o mesmo tamanho que o mercado total de chips de batata. No próximo ano, ele terá cerca de metade do tamanho do mercado de alimentos para animais de estimação e está se aproximando rapidamente do total de vendas mundiais de meias-calças.
- James Finke, Presidente da Commodore International, fevereiro de 1982
Em 1982, o TI 99/4A e o Atari 400 custavam US$ 349, o Color Computer da Radio Shack era vendido a US$ 379 e a Commodore havia reduzido o preço do VIC-20 para US$ 199 e do Commodore 64 para US$ 499 logo após o lançamento do C64. No início da década de 1970, a Texas Instruments havia forçado a Commodore a sair do mercado de calculadoras ao reduzir o preço das calculadoras de sua própria marca para menos do que o custo dos chipsets que vendia a terceiros para fazer o mesmo projeto. O CEO da Commodore, Jack Tramiel, prometeu que isso não aconteceria novamente e comprou a MOS Technology em 1976 para garantir o fornecimento de chips. Com o fornecimento garantido e um bom controle sobre os preços dos componentes, Tramiel iniciou uma guerra contra a Texas Instruments logo após o lançamento do Commodore 64.
Em 1983, o VIC-20 podia ser comprado por apenas US$ 90. Com um preço decrescente e uma forte produção, o VIC-20 continuou a dominar as vendas da Commodore até 1983, à medida que o interesse pelo C64 aumentava. A Commodore baixou o preço de varejo do C64 para US$ 300 na Consumer Electronics Show de junho de 1983, e as lojas o vendiam por apenas US$ 199. Em um determinado momento, a empresa estava vendendo tantos computadores quanto o restante do setor em conjunto. A Commodore, que até mesmo descontinuou os preços de tabela, podia lucrar ao vender o C64 por um preço de varejo de US$ 200 devido à integração vertical, a prática de uma empresa ser proprietária de muitos de seus fornecedores. Particularmente, a propriedade da MOS Technology colocou a Commodore em uma posição dominante, já que ela também era fornecedora de chips para alguns de seus concorrentes, incluindo a Atari e a Apple. As quedas bruscas e repentinas de preços da Commodore nem sempre agradavam aos varejistas, que ficavam com estoques que davam prejuízo, e a Commodore às vezes era forçada a compensá-los.
Os concorrentes também reduziram os preços em resposta à Commodore. O preço do Atari 800 em julho era de US$ 165, e quando a Texas Instruments estava pronta em 1983 para lançar o computador 99/2 (projetado para ser vendido por US$ 99) e o TI-99/4A foi vendido por US$ 99 em junho. O 99/4A havia sido vendido por US$ 400 no outono de 1982, causando um prejuízo de centenas de milhões de dólares para a Texas Instruments. Um executivo da Service Merchandise declarou: "Estou no varejo há 30 anos e nunca vi nenhuma categoria de produtos entrar em um padrão de autodestruição como esse". Esses preços baixos provavelmente prejudicaram a reputação dos computadores domésticos; um executivo do varejo disse o seguinte sobre o 99/4A: "Quando eles passaram para US$ 99, as pessoas começaram a perguntar 'O que há de errado com ele?" O fundador da Compute! declarou em 1986 que "nosso mercado caiu de um crescimento de 300% ao ano para 20%".
Embora o alvo de Tramiel fosse a TI, muitos concorrentes no mercado de computadores domésticos estavam sujeitos a dificuldades financeiras como resultado da Commodore. Até mesmo as finanças da própria Commodore mostraram dificuldades com as demandas de financiamento da expansão maciça do prédio necessária para entregar as máquinas. O corte de preços foi um dos fatores que levaram Tramiel a desenvolver um relacionamento difícil com o principal investidor da Commodore, Irving Gould. Devido a uma combinação de outras discordâncias com Gould sobre o estilo de gerenciamento, Tramiel surpreendeu a muitos ao deixar a Commodore no início de 1984, apesar de sua estratégia de negócios com o C64 ter sido um sucesso substancial.

### Computadores japoneses
Do final da década de 1970 até o início da década de 1990, o mercado de computadores pessoais do Japão foi amplamente dominado por produtos de informática nacionais. A NEC se tornou líder de mercado após o lançamento do PC-8001 em 1979, continuando com as séries PC-88 de 8 bits e PC-98 de 16 bits na década de 1980, mas teve a concorrência inicial das séries Sharp MZ e Hitachi Basic Master e, mais tarde, das séries Fujitsu FM-7 de 8 bits, Sharp X1, MSX e MSX2 e FM Towns de 16 bits e Sharp X68000. Vários desses sistemas também foram lançados na Europa, e o MSX, em particular, ganhou popularidade lá.
Uma diferença importante entre os primeiros sistemas ocidentais e japoneses foi a resolução de tela mais alta dos últimos (640x200 a partir de 1979 e 640x400 a partir de 1985) para acomodar o texto em japonês. Os computadores japoneses também empregavam, desde o início da década de 1980, placas de som de síntese FM da Yamaha, que produziam som de melhor qualidade. Os computadores japoneses foram amplamente usados para produzir videogames, embora apenas uma pequena parte dos jogos de PC japoneses tenha sido lançada fora do país. O computador pessoal japonês de maior sucesso foi o PC-98 da NEC, que vendeu mais de 18 milhões de unidades até 1999.

## O IBM PC
A IBM era uma das maiores empresas de computadores do mundo e esperava-se que, em algum momento, ela entrasse no mercado de computadores pessoais, que se expandia rapidamente, o que aconteceu com o lançamento do IBM PC em agosto de 1981. Como os sistemas Apple II e S-100, ele se baseava em uma arquitetura aberta, baseada em cartões, que permitia que terceiros desenvolvessem para ele. Ele usava a CPU Intel 8088, que funcionava a 4,77 MHz e continha 29.000 transistores. O primeiro modelo usava um cassete de áudio para armazenamento externo, embora houvesse uma opção cara de disquete. A opção do cassete nunca foi popular e foi removida no PC XT de 1983. O XT adicionou um disco rígido de 10 MB no lugar de um dos dois disquetes e aumentou o número de slots de expansão de 5 para 8. Embora o projeto original do PC pudesse acomodar apenas até 64 KB na placa principal, a arquitetura era capaz de acomodar até 640 KB de RAM, com o restante em cartões. Revisões posteriores do projeto aumentaram o limite para 256 KB na placa principal.
Em 1980, a IBM procurou a Digital Research (cofundada por Gary Kildall) para obter uma versão do CP/M para seu futuro IBM PC, por sugestão de Bill Gates, da Microsoft, que já estava fornecendo um interpretador BASIC entre outros softwares para o PC. O CP/M era um sistema operacional popular e amplamente suportado para computadores pessoais na época e não teria sido uma escolha inesperada para a máquina IBM. Persiste um antigo mito no setor de que a IBM não conseguiu negociar um acordo de confidencialidade com Dorothy McEwen, cofundadora da Digital Research e esposa de Kildall, que cuidava de grande parte da parte comercial da empresa, e foi embora. Na realidade, a barreira foi superada e Kildall se reuniu pessoalmente com a IBM, apesar de um segundo mito de que ele estava fora em seu avião pessoal. Na verdade, ele estava em uma reunião pré-agendada com um cliente na manhã em que a IBM chegou, mas estava disponível no final do dia. Kildall ofereceu o sistema operacional MP/M mais avançado da Digital Research, mas a IBM não se interessou. Kildall então ofereceu o CP/M-86, mas as negociações enfrentaram dificuldades quando a IBM exigiu uma taxa de licenciamento fixa de US$ 250.000 sem royalties. A Digital Research, de forma mais convencional, ofereceu um acordo de US$ 10 por cópia. Kildall estava preocupado com a possibilidade de alienar o grande número de outros licenciados do CP/M e também com a intenção da IBM de mudar a marca do CP/M para PC-DOS. No final, Kildall acreditava ter chegado a um acordo, mas a IBM voltou a negociar com Gates, que se ofereceu para fornecer o 86-DOS (originalmente conhecido como QDOS), um sistema operacional semelhante ao CP/M desenvolvido por Tim Paterson, da Seattle Computer Products. A IBM rebatizou a versão da Microsoft como PC-DOS. De forma crítica, a IBM não impediu que a Microsoft revendesse o produto DOS para outros fornecedores, o que seria fundamental para o futuro domínio da Microsoft no mercado de sistemas operacionais.
Quando a Digital Research tomou conhecimento das semelhanças entre o PC-DOS e o CP/M, levantou uma disputa com a IBM, que se ofereceu para resolver a questão enviando o PC sem incluir um sistema operacional. Três opções de sistema operacional seriam oferecidas para compra separada: PC-DOS, CP/M e UCSD p-System. A Digital Research aceitou esse acordo acreditando que o mercado escolheria sua versão, dada a grande base de suporte de software existente. No entanto, a IBM oferecia o PC-DOS por apenas US$ 40, mas o CP/M-86 era comercializado por US$ 240, o que tornava o último não competitivo e não era difícil portar software para o PC-DOS. Mais tarde, a Digital Research voltaria a competir com o MS-DOS na forma do produto DR-DOS compatível em 1988, que obteve algum sucesso.

### Clones do IBM PC

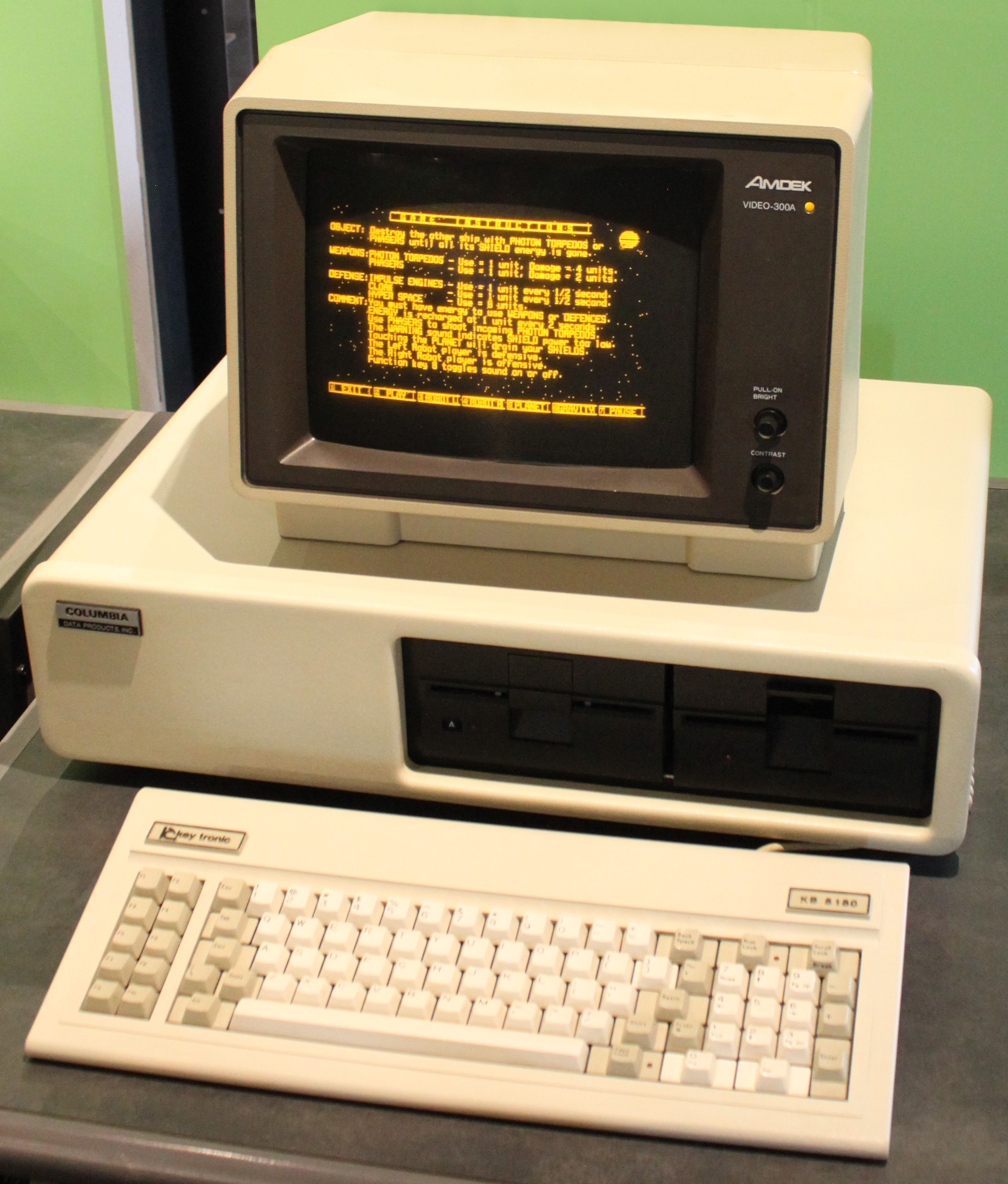
Columbia Data Products MPC 1600

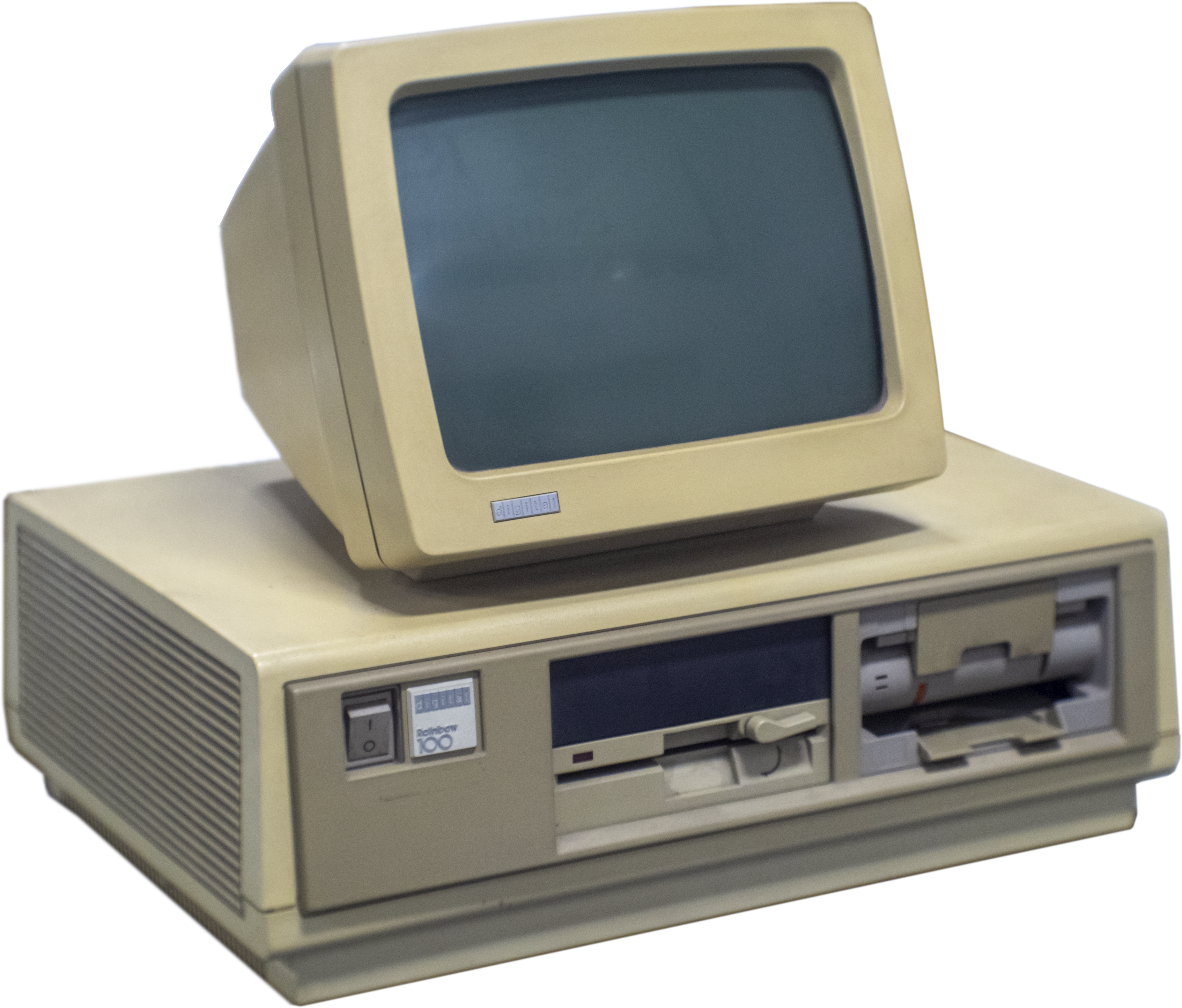
DEC Rainbow 100

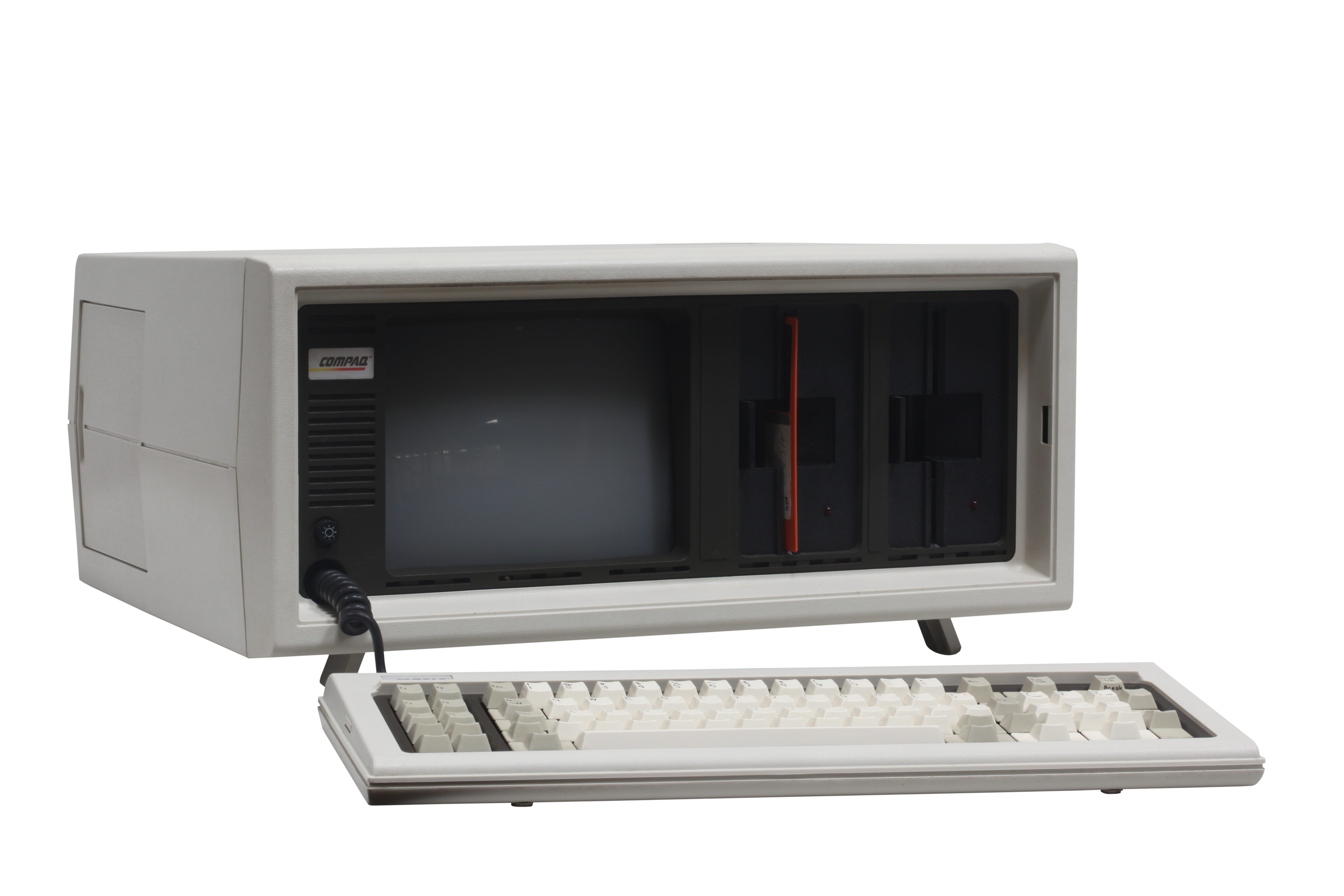
Compaq Portable

O poder de marketing da IBM tornou a plataforma PC uma perspectiva atraente para os fabricantes de clones, pois provavelmente teria um sucesso significativo e outros fabricantes poderiam ficar com uma fatia das vendas. A ideia de clonar computadores não era nova e a IBM não era a única plataforma que era alvo de fabricantes compatíveis. O Apple II também foi copiado, assim como muitas plataformas anteriores bem-sucedidas, como o Altair. Os minicomputadores maiores e mais caros também eram regularmente clonados pelos concorrentes.
Embora o PC e o XT incluíssem uma versão da linguagem BASIC na memória somente de leitura, a maioria era adquirida com unidades de disco e executada com um sistema operacional, sendo o mais popular o PC-DOS fornecido pela Microsoft. A Microsoft manteve os direitos de revender o PC-DOS separadamente para o IBM PC. Quando vendiam o produto, ele era marcado como MS-DOS, mas era idêntico em todos os aspectos.
O IBM PC era baseado em circuitos integrados facilmente disponíveis e o design básico do slot de cartão não era patenteado. A única parte do projeto que era de propriedade da IBM era o software BIOS incorporado na ROM. Descobrir como ele funcionava não foi difícil; uma cópia completa do código-fonte do BIOS com comentários e anotações foi impressa de forma útil no Manual de Referência Técnica da IBM para o 5150; o único problema para os fabricantes de clones era o fato de ele ser protegido por direitos autorais.
Um método chamado design clean room foi usado para superar a questão dos direitos autorais e produzir uma versão do BIOS funcionalmente idêntica que pudesse ser vendida legalmente. No entanto, nem todos os clonadores de PCs adotariam essa abordagem, com a IBM alegando que a Corona Data Systems e a Eagle Computer, entre outros, usavam sua versão protegida por direitos autorais. Com a disponibilidade comercial do MS-DOS e a possibilidade de aquisição de um BIOS, não havia mais barreiras para que os concorrentes produzissem imitações do IBM PC.
A Columbia Data Products lançou o MPC 1600 em 1982, que era um clone próximo do IBM PC modelo 5150 original, mas com mais RAM e mais slots de expansão. Também em 1982, a DEC lançou o Rainbow 100, que podia executar vários sistemas operacionais, inclusive o MS-DOS.
Em 1983, a Compaq lançou o Portable, que era uma versão (quase) portátil do IBM PC, projetado especificamente para atender aos requisitos de bagagem de mão das companhias aéreas. A máquina se assemelhava ao PC portátil anterior Osborne 1, baseado em CP/M. O Compaq Portable vendeu bem e ficou fortemente associado ao setor de clones da IBM.
Um grande número de outras empresas lançaria clones. Durante a década de 1980, as fontes de cada componente de um PC IBM foram gradualmente disponibilizadas no varejo, de modo que podiam ser simplesmente encaixadas sem a necessidade de qualquer produção eletrônica. Qualquer organização de qualquer tamanho poderia agora estar no negócio de clones, o que levou a uma proliferação de pequenas marcas que surgiam e desapareciam entre os nomes muito maiores. Os preços da IBM foram reduzidos a ponto de ela não ser mais uma força significativa no desenvolvimento, deixando apenas o padrão de PC que havia estabelecido. No entanto, a Microsoft ficou em uma posição comercial forte, pois era fornecedora da maioria dos clones e, em 1986, começou a oferecer versões OEM do MS-DOS voltadas para criadores de sistemas de pequena escala, em vez de empresas maiores.
Em 1984, a IBM lançou o IBM Personal Computer/AT (mais frequentemente chamado de PC/AT ou AT), construído com o microprocessador Intel 80286. Esse chip era muito mais rápido e podia endereçar até 16 MB de RAM, mas somente em um modo que rompia amplamente a compatibilidade com os 8086 e 8088 anteriores. Em particular, o sistema operacional MS-DOS não conseguiu aproveitar esse recurso. O barramento do PC/AT recebeu o nome de Industry Standard Architecture (ISA).
A posição enfraquecida da IBM no mercado de PCs ficou clara com a introdução do 80386 pela Intel, que apareceu pela primeira vez em uma máquina Compaq e não em uma IBM, o que fez com que a Compaq parecesse estar liderando a direção da arquitetura. A Compaq lançou o Deskpro 386 com a CPU em 1986. A IBM não ficaria de braços cruzados e veria o mercado de PCs desaparecer para os clonadores. A empresa entrava regularmente com ações judiciais (muitas vezes bem-sucedidas) contra os fabricantes de clones usando seu grande portfólio de patentes. Além disso, a IBM lançou a linha de computadores PS/2 em 1987 com o barramento Micro Channel proprietário, em uma tentativa de recuperar o controle do mercado cobrando licenças por um componente importante, mas não obteve sucesso. Ele recebeu apenas um suporte tímido de terceiros, e os clonadores de PCs continuaram com o ISA até o lançamento do barramento local VESA, que teve vida curta, e do PCI (Peripheral Component Interconnect), em 1992.

## Apple Lisa eMacintosh

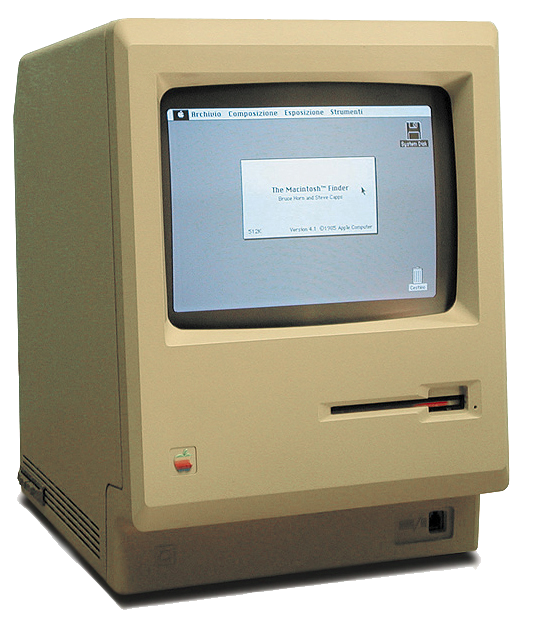
1984: Apple Macintosh

Em 1983, a Apple Computer lançou o primeiro microcomputador comercializado em massa com uma interface gráfica de usuário, o Lisa. O Lisa era executado em um microprocessador Motorola 68000 e vinha equipado com 1 megabyte de RAM, um monitor preto e branco de 12 polegadas (300 mm), duas unidades de disquete de 5¼ polegadas e um disco rígido Profile de 5 megabytes. No entanto, a baixa velocidade de operação e o alto preço do Lisa (US$ 10.000) levaram ao seu fracasso comercial.
Com base em sua experiência com o Lisa, a Apple lançou o Macintosh em 1984, com um anúncio durante o Super Bowl. O Macintosh foi o primeiro computador bem-sucedido do mercado de massa acionado por mouse com uma interface gráfica de usuário ou "WIMP" (Windows, Icons, Menus and Pointers). Baseado no microprocessador Motorola 68000, o Macintosh incluía muitos dos recursos do Lisa a um preço de US$ 2.495. O Macintosh foi lançado com 128 KB de RAM e, mais tarde naquele ano, um modelo de 512 KB de RAM foi disponibilizado. Para reduzir os custos em comparação com o Lisa, o Macintosh, um ano mais novo, tinha um design de placa-mãe simplificado, sem disco rígido interno e com uma única unidade de disquete de 3,5 polegadas. Os aplicativos que acompanhavam o Macintosh incluíam o MacPaint, um programa gráfico com mapeamento de bits, e o MacWrite, que demonstrava o processamento de texto WYSIWYG.
Embora não tenha sido um sucesso em seu lançamento, o Macintosh foi um computador pessoal bem-sucedido nos anos seguintes. Isso se deve principalmente à introdução da editoração eletrônica em 1985, por meio da parceria da Apple com a Adobe. Essa parceria apresentou a impressora LaserWriter e o Aldus PageMaker aos usuários do computador pessoal. Durante o hiato de Steve Jobs na Apple, vários modelos diferentes de Macintosh, incluindo o Macintosh Plus e o Macintosh II, foram lançados com grande sucesso. Toda a linha de computadores Macintosh foi a principal concorrente da IBM até o início da década de 1990.

## O Commodore Amiga

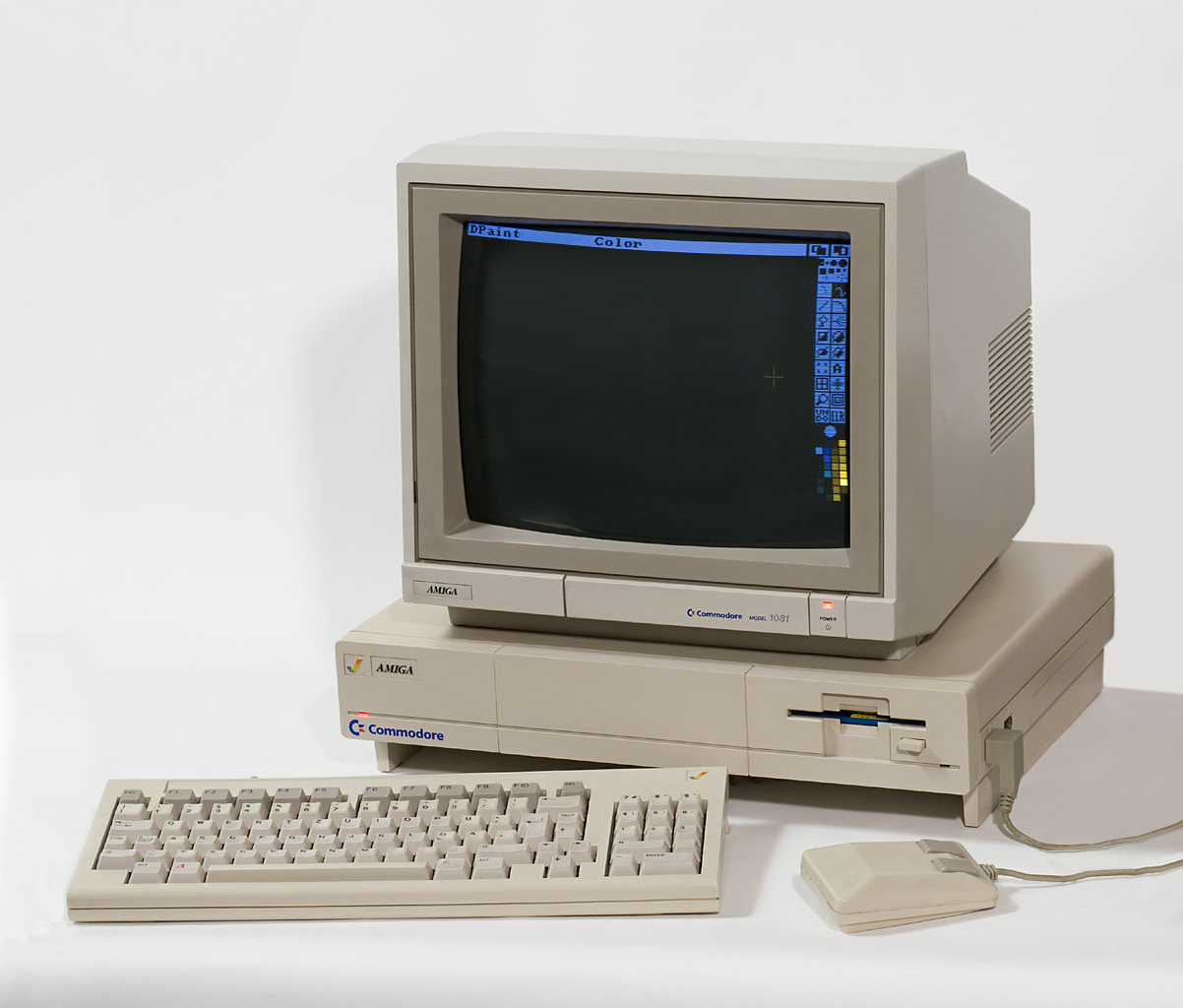
Commodore Amiga 1000

O Commodore Amiga foi uma linha de computadores lançada pela primeira vez em 1985 e conhecida pelos recursos gráficos e multimídia de alto desempenho. As máquinas obtiveram sucesso especial como plataformas de jogos e também na produção de vídeos. O Amiga alcançou popularidade em vários países europeus no final da década de 1980 e início da década de 1990, vendendo cerca de 4,8 milhões de unidades. As vendas foram relativamente fracas na América do Norte, mas ele encontrou alguns nichos nessa região.
Os computadores Amiga foram originalmente concebidos como um console de jogos. O cofundador da Activision Games, Larry Kaplan, tinha visto uma prévia do Nintendo NES em 1982 e queria produzir uma máquina mais capaz. Primeiro, ele entrou em contato com Doug Neubauer, funcionário da Atari, que havia trabalhado no chip de som da linha de computadores domésticos Atari de 8 bits e, mais tarde, recrutou Jay Miner, que também havia trabalhado no chip gráfico das mesmas máquinas. Eles formaram a Hi-Toro Corporation para desenvolver o novo console, que mais tarde seria renomeado para Amiga. Kaplan e Neubauer abandonaram a empresa e foram substituídos por Ron Nicholson, da Apple, e Joe Decuir, que havia trabalhado na Atari. Primeiro, eles venderam uma série de periféricos para arrecadar dinheiro para o novo empreendimento. Em 1983, a Amiga estava ficando sem dinheiro e procurou a Atari para obter um financiamento extra, que foi aceito. Em 1984, a Atari estava perdendo dinheiro e a Amiga tinha uma cláusula em seu contrato com a Atari que permitia a compra do controle da máquina por meio milhão de dólares. A Commodore estava procurando um novo design para substituir o C64 e concordou em financiar esse projeto. Posteriormente, o desenvolvimento do Amiga foi transferido para a Commodore.
As máquinas Amiga introduziram um conjunto sofisticado de chips personalizados que permitiam que as CPUs relativamente lentas da época acelerassem as operações gráficas (da mesma forma que uma placa gráfica moderna). Uma das principais funções era o "blitter", que foi sugerido por Nicholson e seria fundamental para o desempenho gráfico do Amiga. Esse era um chip para mover blocos de dados em alta velocidade e também podia modificar e combinar blocos simultaneamente de várias maneiras. Isso permitia que regiões de gráficos fossem copiadas muito rapidamente pela tela sem o envolvimento da CPU. O conceito não era novo, pois veio originalmente do Xerox Alto e já havia sido usado anteriormente no computador Mindset (1984), mas foi popularizado pelo Amiga. O blitter foi usado com efeito em uma demonstração do setor do Amiga em 1984, apresentando uma bola quadriculada rotativa pseudo-3D, que mais tarde seria conhecida como "boing ball" e se tornaria associada à marca Amiga. A fluidez do movimento de um gráfico daquele tamanho não havia sido vista em nenhuma outra máquina de custo competitivo da época. Os concorrentes permitiam que apenas sprites comparativamente minúsculos fossem desenhados com alguma velocidade. O blitter de hardware se tornaria um recurso padrão no setor.
Um clone típico do IBM PC da época exibia, no máximo, 16 cores e, geralmente, apenas 4 de uma paleta fixa. O Amiga oferecia 4096 cores com até 64 cores na tela ao mesmo tempo, mas, por meio de um truque inteligente de hardware chamado "modo HAM", era possível exibir todas as 4096 cores na tela simultaneamente em algumas situações. Essa foi uma façanha sem precedentes em qualquer máquina da mesma faixa de preço e possibilitou a novidade de exibir imagens foto-realistas em um computador doméstico acessível. Outra inovação foi a inclusão de um recurso de genlock que permitia que os gráficos do Amiga fossem misturados com um sinal de vídeo de televisão. Isso permitiu que o Amiga fosse competitivo na produção de vídeo contra rivais mais caros. O Amiga também incluía um sistema operacional gráfico completo, multitarefa e preventivo, chamado Workbench. Os sistemas operacionais de GUI concorrentes estavam apenas começando a ganhar força na época e geralmente não permitiam a execução de vários programas ao mesmo tempo.
O Commodore Amiga 1000 foi lançado como computador pessoal de mesa em 1985, em um evento que contou com a participação do artista Andy Warhol e da cantora Debbie Harry (conhecida profissionalmente como Blondie). A máquina tinha um processador Motorola 68000 e 256 KB de RAM em combinação com os chips personalizados. A série atingiria seu auge com o lançamento da versão A500, de custo reduzido, em 1987, que só foi descontinuada em 1992. Vários outros modelos se juntariam à série, inclusive versões voltadas para os mercados de gráficos e vídeo de alta qualidade, como o Amiga 3000 (1990). Na era do CD-ROM, uma versão para eletrodomésticos foi produzida na forma do CD-TV (1991) e uma versão para console de jogos dedicada, conhecida como CD32 (1993). A linha Amiga foi encerrada com a falência da Commodore em 1994, mas a série continua a ser cultuada por entusiastas.

## O surgimento da interface gráfica do usuário
O estilo de interface gráfica de usuário WIMP (Windows, Icons, Menus and Pointers), agora onipresente, foi desenvolvido a partir de ideias de pesquisa (pioneiras de Douglas Engelbart) em um produto totalmente funcional pela Xerox PARC no início da década de 1970. Em 1981, a Xerox lançou o Xerox Star como um produto comercial que apresentava uma interface gráfica de usuário completa com uma tela de mapa de bits. O Star foi desenvolvido a partir do Xerox Alto, desenvolvido em 1972. Com um preço de lançamento de mais de US$ 16.000, o Star não estava ao alcance da maioria dos compradores de computadores pessoais.
A empresa britânica de gráficos Quantel havia lançado o produto Paintbox, com GUI, em 1981, que se tornou um elemento básico do setor de televisão durante a década de 1980. Esse era um computador pessoal extremamente caro, destinado a um segmento de mercado muito específico (design gráfico) e não ao público em geral.
Vários funcionários da Apple conheceram o trabalho da Xerox, o que influenciou muito o Apple Lisa, com GUI, lançado em 1983. Simultaneamente ao Lisa, a VisiCorp (conhecida pela planilha eletrônica VisiCalc) estava trabalhando no ambiente de GUI Visi On (demonstrado pela primeira vez na COMDEX em 1982) e lançou sua versão para o IBM PC em 1983. Nem o Lisa nem o Visi On foram um sucesso comercial significativo, pois ambos exigiam hardware caro. O Apple Lisa foi seguido pelo primeiro Macintosh de maior sucesso em 1984, que reduziu os custos de hardware para a execução de uma GUI a um nível mais palatável.
Era comum que as versões individuais de software apresentassem elementos de uma GUI na década de 1980 sem exigir a instalação de um sistema operacional específico baseado em GUI. Muitos programas usavam um mouse e tinham menus e ícones, mas cada programa tinha seu próprio estilo e não havia uma aparência consistente. O usuário teria de aprender a usar cada título separadamente, em vez de compreendê-lo intuitivamente. Também não havia padrões ou consistência nos tipos de dispositivos apontadores suportados e uma determinada marca de mouse podia ou não funcionar. O surgimento de sistemas operacionais baseados em GUIs traria consistência à experiência do usuário e também forneceria uma caixa de ferramentas de rotinas de biblioteca úteis para o software utilizar. Cada título de software individual não precisaria mais codificar as rotinas necessárias para desenhar uma janela ou fontes em tamanhos variados.
O X Window System para Unix surgiu por volta de junho de 1984 (derivado do ambiente de janelas W anterior). Naquela época, os computadores pessoais Unix não eram muito comuns para o público em geral, sendo a maioria estações de trabalho muito caras encontradas em universidades e aplicativos especializados. O X Window System continuou a ser a implementação de janelas dominante nos sistemas operacionais do tipo Unix e ainda hoje é amplamente utilizado como o sistema de janelas subjacente em muitas distribuições Linux.
A Tandy lançou uma GUI primitiva para sua linha de PCs chamada DeskMate em 1984. O Microsoft Windows 1.0 foi lançado em 1985, mas nesse estágio oferecia apenas uma funcionalidade muito limitada (nem mesmo suportava janelas sobrepostas) e teve pouco impacto no mercado até a versão 3.0, lançada em 1990. Depois disso, o Windows começou a ganhar terreno e se tornou o sistema operacional de janelas dominante para os clones da IBM.
O GEM (Graphics Environment Manager) da Digital Research é uma GUI WIMP, lançada em 1985 para várias plataformas, incluindo o Atari ST, que vinha com o GEM como padrão. Vários PCs Amstrad foram fornecidos com o GEM para DOS. Apesar de não ser a inventora do estilo de interface WIMP, a Apple processou a Digital Research, resultando em um acordo que reduziu os recursos do GEM em 1986. A versão final para o varejo foi lançada em 1988.
A linha de máquinas Commodore Amiga incluía uma GUI WIMP chamada Workbench como padrão em 1985. Uma GUI também estava disponível para o Commodore 64, conhecida como GEOS. A linha Acorn Archimedes foi fornecida com a GUI Arthur em 1987, mais tarde conhecida como RISC OS.
A IBM desenvolveu seu próprio sistema operacional de janelas, em colaboração com a Microsoft, chamado OS/2, para coincidir com o lançamento da linha de PCs IBM PS/2. O OS/2 foi lançado em 1987 e ganhou uma GUI com a versão 1.1 em 1988. Mais tarde, ele ficou conhecido como OS/2 Warp. A Microsoft e a IBM encerraram sua colaboração no projeto em 1992 devido a uma disputa comercial e a Microsoft mudou o foco para sua própria plataforma MS Windows. Como o MS Windows geralmente vem junto com os PCs, o OS/2 não conseguiu ganhar força significativa no mercado, com exceção de nichos de mercado específicos em que a IBM tinha domínio, como o financeiro.
O BeOS é um sistema operacional de janelas desenvolvido pela Be Inc., fundada por Jean-Louis Gassée, ex-executivo da Apple. Ele foi fortemente considerado como um substituto para o Mac OS System 7, que estava em dificuldades, depois que o projeto interno da Apple, o Copland (que deveria ser o MacOS System 8), encontrou dificuldades. As negociações comerciais entre a Apple e a Be Inc. acabaram fracassando. O cofundador da Apple, Steve Jobs, havia iniciado um novo empreendimento de estação de trabalho chamado NeXT e, como resultado, desenvolveu um sistema operacional GUI chamado NeXTSTEP. A Apple acabou comprando a NeXT em 1996 e o sistema operacional formou a base dos futuros sistemas operacionais da Apple. Esse acordo também é notável como o momento em que Steve Jobs retornou à Apple e a empresa obteve um novo sucesso significativo sob sua liderança.

## Estações de trabalho

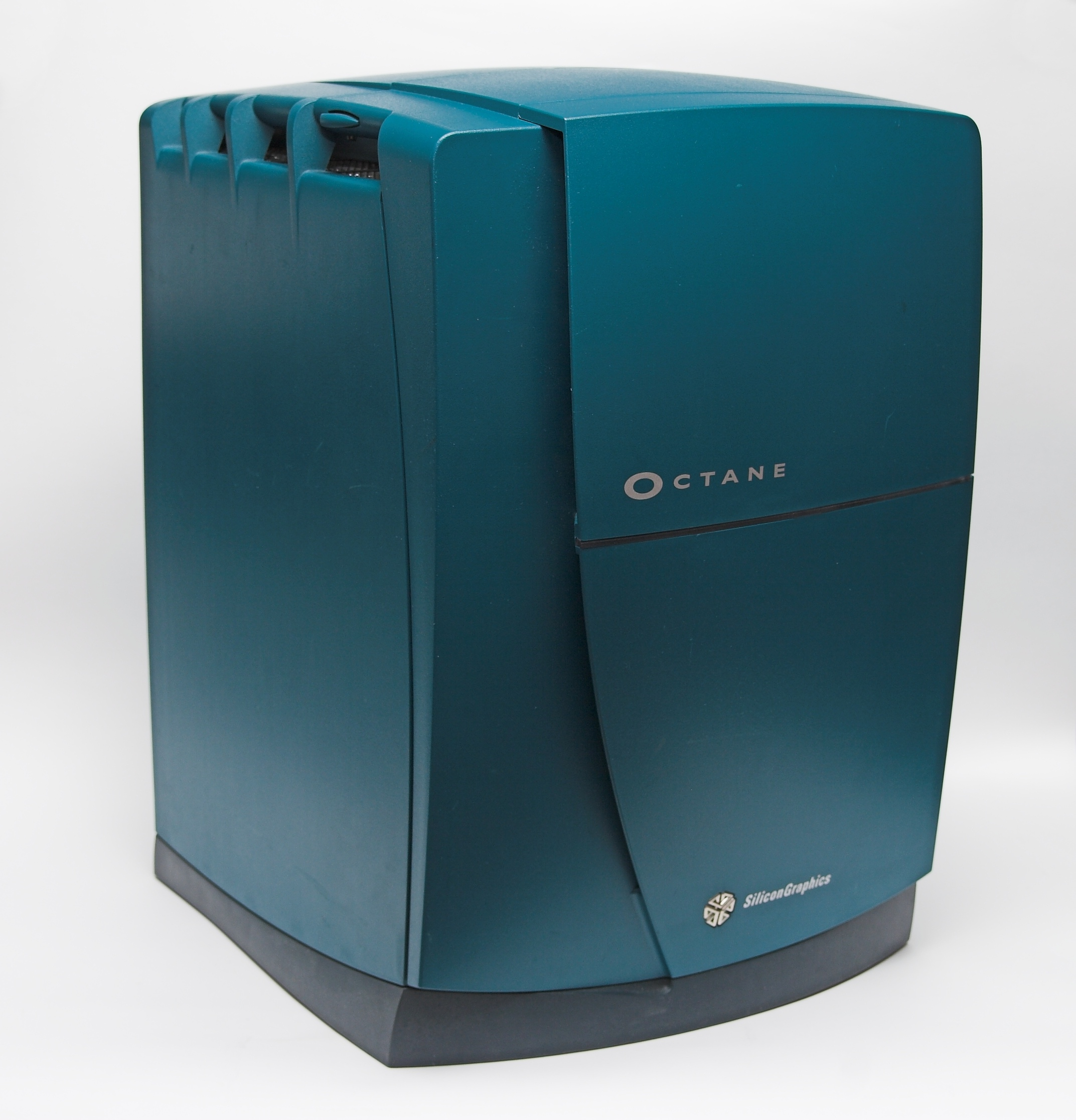
Uma estação de trabalho Silicon Graphics Octane

As estações de trabalho são uma classe de computadores pessoais. O termo estação de trabalho é um apelido de marketing usado para diferenciar um computador pessoal dos produtos concorrentes. Não há uma definição técnica rigorosa sobre o que constitui uma estação de trabalho, a não ser o fato de que, em geral, espera-se que ela tenha um desempenho superior ao de um computador pessoal comercial comum. Consequentemente, uma estação de trabalho costuma ser mais cara e é comercializada para casos de uso profissional de alto nível. As estações de trabalho geralmente são destinadas a nichos de mercado muito específicos, como computação científica ou produção gráfica, que têm requisitos não atendidos pelas máquinas comerciais comuns.
Antes do ano 2000, era comum que as estações de trabalho fossem baseadas em uma arquitetura exclusiva sob medida e que as máquinas fossem bastante distintas em relação aos PCs normalmente vistos em empresas ou em residências. Não era incomum que os fornecedores de estações de trabalho produzissem suas próprias CPUs com arquiteturas como MIPS, SPARC e Alpha. As estações de trabalho geralmente tinham processadores gráficos personalizados para atingir resoluções e profundidade de cores mais altas do que as típicas das máquinas IBM PC da época. Os fornecedores geralmente ofereciam um sistema operacional proprietário como padrão, na maioria das vezes uma variante do UNIX, o que proporcionava algum grau de compatibilidade entre os fornecedores de estações de trabalho concorrentes, mas não tanto com o software para PCs IBM baseados em DOS ou Windows. Os fornecedores que se destacaram na produção de estações de trabalho foram HP, DEC, Sun Microsystems, Silicon Graphics (SGI) e NeXT.
Nos anos seguintes, os fornecedores especializados em estações de trabalho diminuíram à medida que o desempenho dos PCs comuns se fortaleceu e se tornou viável nos nichos que as estações de trabalho tradicionalmente ocupavam. Os computadores pessoais descritos como estações de trabalho tornaram-se mais propensos a se basear na arquitetura padrão do PC e a usar componentes não muito diferentes dos encontrados nas máquinas comerciais comuns.
No final da década de 1980, os clones do IBM PC XT começaram a invadir o segmento de mercado de computadores domésticos, antes reservado a fabricantes de baixo custo, como a Commodore e a Atari. Os sistemas clones do IBM PC ficaram mais baratos e começaram a ser vendidos por menos de US$ 1.000, principalmente por meio de pedidos pelo correio, em vez de uma rede tradicional de revendedores. Esses preços foram alcançados com o uso de tecnologia de PCs de gerações mais antigas. A Dell começou como um desses fabricantes, sob seu nome original de PC's Limited.

## Década de 90

### NeXT

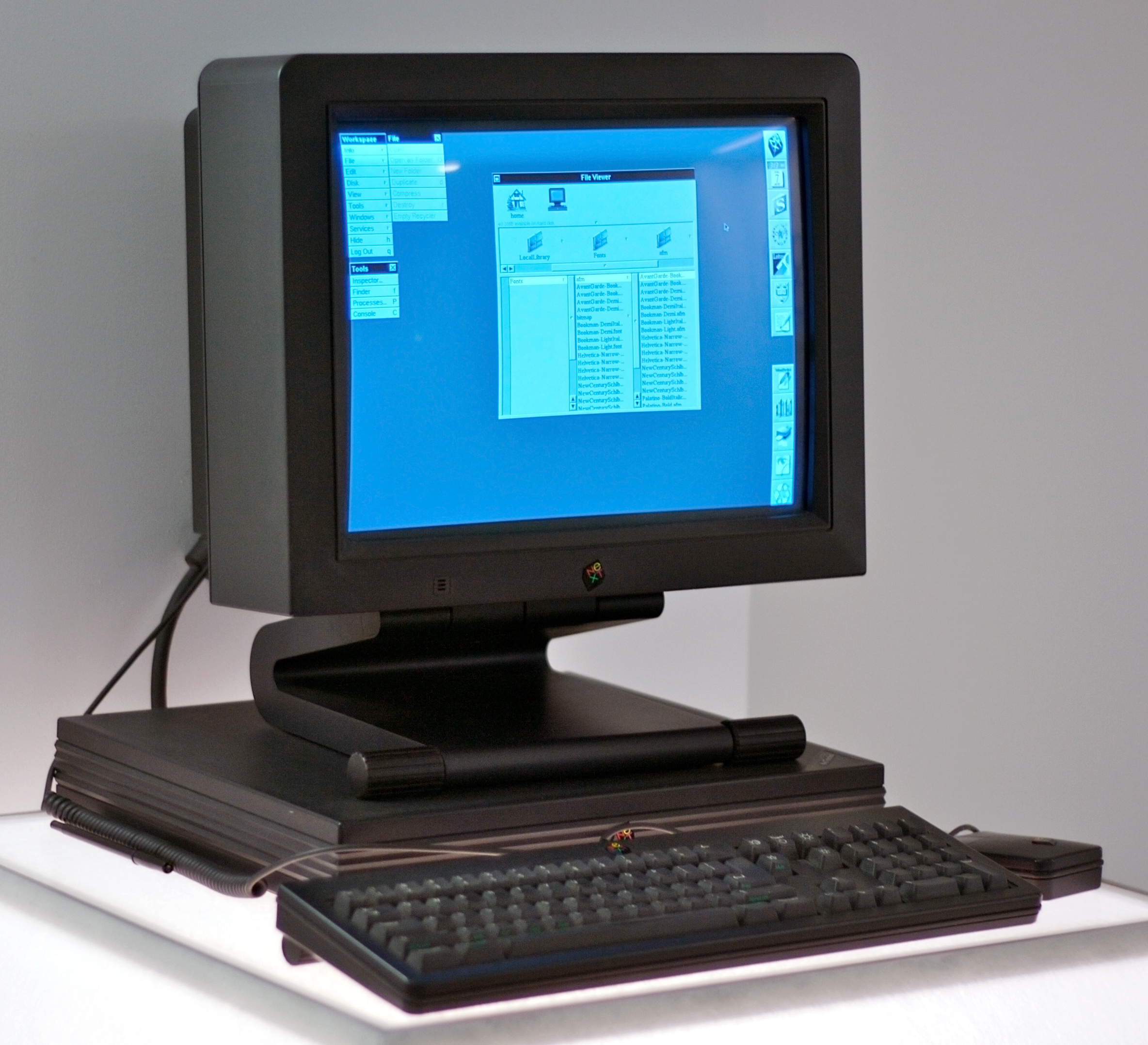
1990: NeXTstation

Em 1990, a estação de trabalho NeXTstation foi colocada à venda, para computação "interpessoal", como Steve Jobs a descreveu. O NeXTstation foi concebido como um novo computador para a década de 1990 e mais barato do que o computador NeXT anterior. Apesar de seu uso pioneiro de conceitos de programação orientada a objetos, a NeXTstation foi um fracasso comercial, e a NeXT encerrou suas operações de hardware em 1993.

### CD-ROM

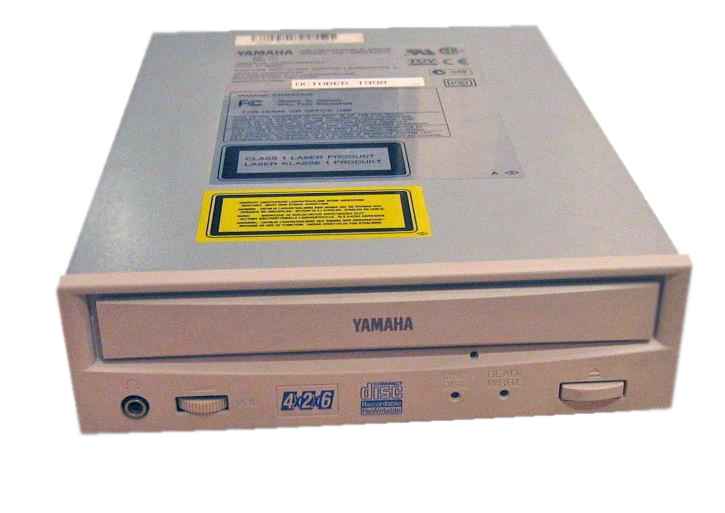
As unidades de CD-ROM e CD-RW tornaram-se padrão para a maioria dos computadores pessoais

No início da década de 1990, o CD-ROM tornou-se um padrão do setor e, em meados da década, foi incorporado em quase todos os computadores de mesa e, no final da década de 1990, também nos laptops. Embora tenha sido lançado em 1982, o CD-ROM foi usado principalmente para áudio durante a década de 1980 e, depois, para dados de computador, como sistemas operacionais e aplicativos, na década de 1990. Outro uso popular dos CD-ROMs na década de 1990 foi a multimídia, pois muitos computadores desktop começaram a vir com alto-falantes estéreo integrados capazes de reproduzir músicas e sons com qualidade de CD com a placa de som Sound Blaster nos PCs.

### ThinkPad

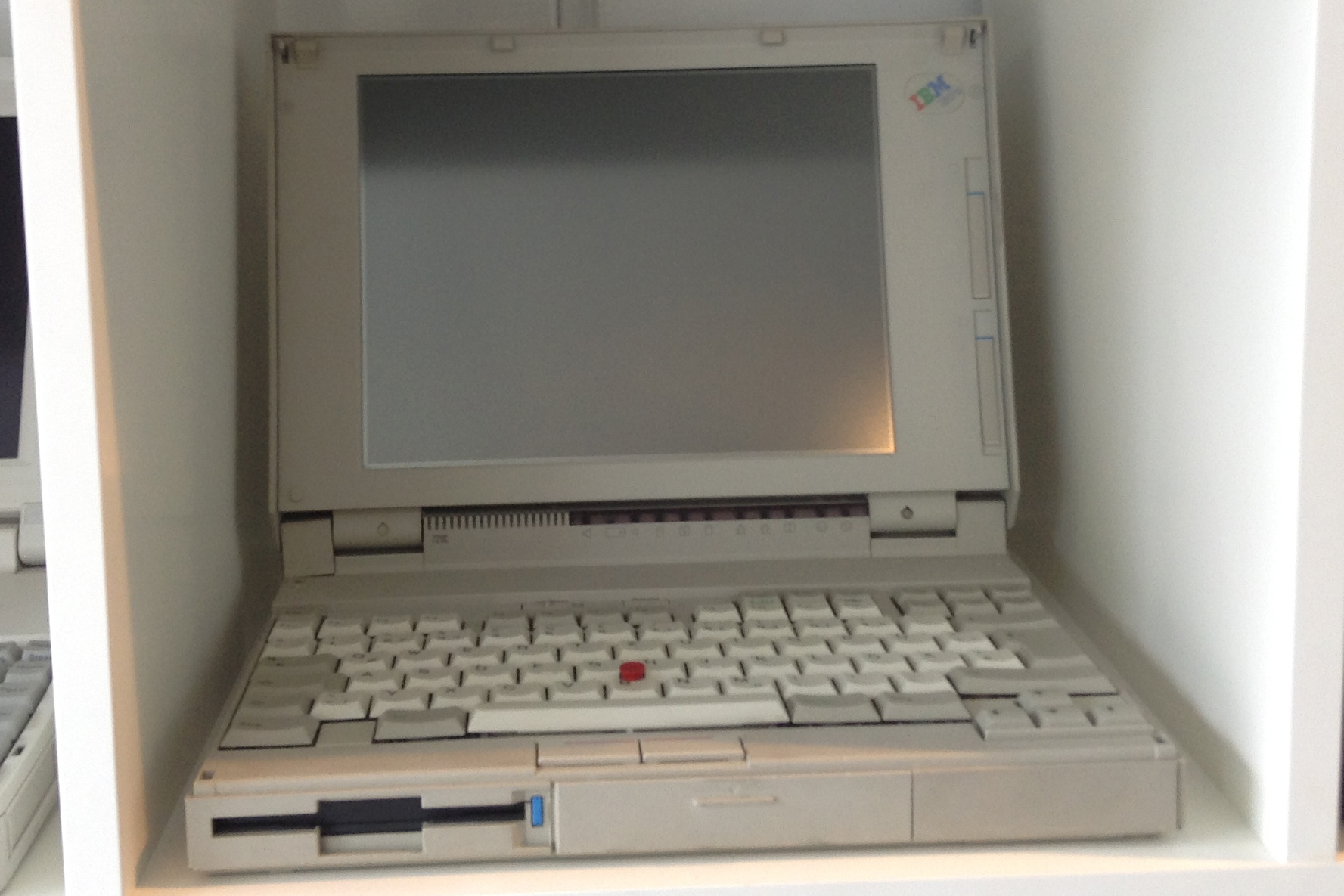
ThinkPad 720

A IBM apresentou sua bem-sucedida linha ThinkPad na COMDEX 1992 usando os designadores de série 300, 500 e 700 (supostamente análogos à linha de carros da BMW e usados para indicar o mercado), sendo a série 300 a "econômica", a série 500 a "média" e a série 700 a "alta". Essa designação continuou até o final da década de 1990, quando a IBM introduziu a série "T" como substituta das séries 600/700, e as designações dos modelos das séries 3, 5 e 7 foram eliminadas gradualmente para as séries A (3 e 7) e X (5). Posteriormente, a série A foi parcialmente substituída pela série R.

### Dell
Em meados da década de 1990, os sistemas Amiga, Commodore e Atari já não estavam mais no mercado, empurrados pela forte concorrência de clones do IBM PC e pelos preços baixos. Outros concorrentes anteriores, como a Sinclair e a Amstrad, não estavam mais no mercado de computadores. Com menos concorrência do que nunca, a Dell alcançou altos lucros e sucesso, introduzindo sistemas de baixo custo voltados para consumidores e mercados comerciais usando um modelo de vendas diretas. A Dell ultrapassou a Compaq como a maior fabricante de computadores do mundo e manteve essa posição até outubro de 2006.

### Power Macintosh, PowerPC
Em 1994, a Apple lançou a série Power Macintosh de computadores desktop profissionais de ponta para editoração eletrônica e designers gráficos. Esses novos computadores usavam os novos processadores IBM PowerPC como parte da aliança AIM, para substituir a arquitetura Motorola 68k usada anteriormente na linha Macintosh. Durante a década de 1990, o Macintosh permaneceu com uma baixa participação no mercado, mas como a principal opção para profissionais criativos, principalmente nos setores gráfico e editorial.

### Acorn Risc PC

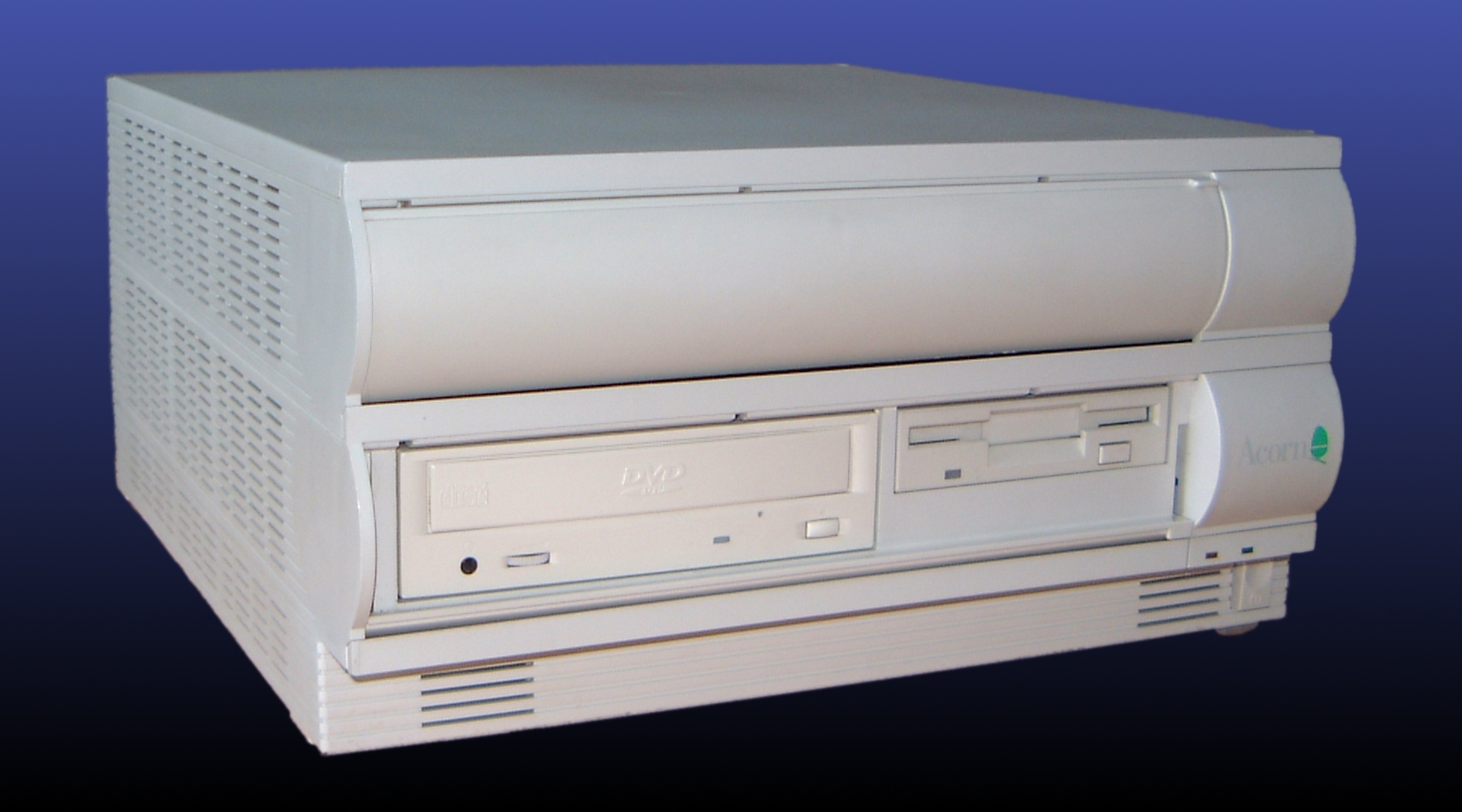
Acorn Risc PC 600 com duas fatias

Em 1994, a Acorn Computers lançou sua linha de computadores desktop Risc PC como sucessora do Archimedes. Na época, as máquinas tinham uma arquitetura totalmente exclusiva, baseada na CPU ARM da Acorn e usavam o sistema operacional gráfico proprietário RISC OS da Acorn.
O Risc PC tinha um design inovador de empilhamento, no qual várias "fatias", ou seja, chassis adicionais completos com um gabinete de plástico completo, podiam ser montadas umas sobre as outras para acrescentar recursos adicionais, como unidades e placas de expansão. As máquinas tinham uma arquitetura de vários processadores, com uma CPU fornecida como padrão e pelo menos uma CPU adicional que poderia ser adicionada. As CPUs adicionais não precisavam ser ARM e arquiteturas de CPU totalmente diferentes podiam ser executadas em paralelo, como a x86. Com a adição de uma segunda CPU, o Risc PC podia executar sistemas operacionais alternativos (incluindo Windows 95 e DOS) simultaneamente com o RISC OS em uma janela e podia mesclar perfeitamente aplicativos de outros sistemas operacionais no ambiente da GUI do RISC OS como se fossem aplicativos nativos.
Com o Microsoft Windows em ascensão e os clones da IBM se tornando a principal opção comercial, uma arquitetura diferente sempre enfrentaria desafios de mercado contra rivais consideravelmente maiores. O Risc PC encontrou alguns nichos em aplicativos como produção de televisão e educação, mas os aplicativos comerciais populares não estavam disponíveis nativamente e o interesse dos desenvolvedores pela plataforma diminuiu. A capacidade do RISC OS de ser executado inteiramente a partir da ROM e o uso de uma CPU de baixa potência o tornaram adequado para aplicativos incorporados. O RISC OS foi usado em vários produtos independentemente do hardware do Risc PC, como o thin client Oracle Network Computer e uma variedade de set-top boxes com o nome NCOS.
A Acorn encerrou a produção de PCs Risc em 1998, após uma reorganização da empresa, mas a Castle Technology continuou a produção independente dos designs da Acorn sob licença até 2003. A Castle Technology lançou seu próprio design compatível com PCs Risc, o PC Iyonix, que foi produzido até 2008. O RISC OS continuou após o fim do Risc PC em uma forma limitada e foi usado em um pequeno número de outras máquinas e dispositivos incorporados. O RISC OS ainda está disponível depois de ter se tornado um produto de código aberto em 2018 e há uma versão que pode ser executada no Raspberry Pi. A CPU ARM da Acorn obteve grande sucesso em outros mercados, com bilhões de chips fabricados.

### Clones da IBM e Apple de volta à lucratividade

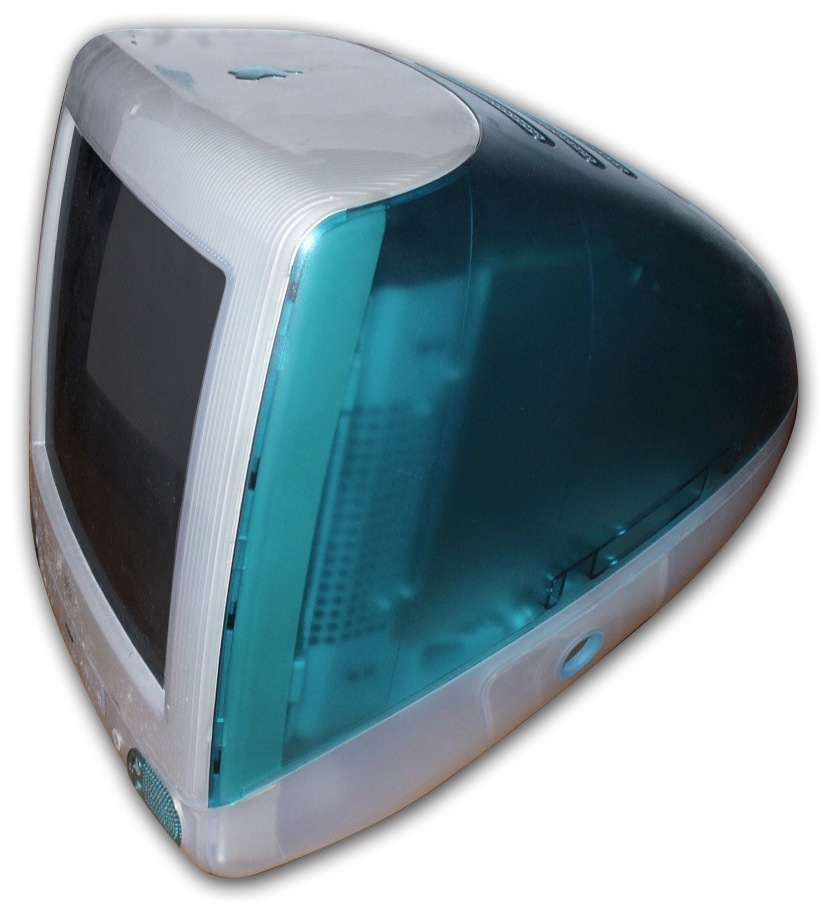
1998: iMac G3 em "Bondi Blue".

Devido ao crescimento das vendas de clones IBM nos anos 90, eles se tornaram o padrão do setor para uso comercial e doméstico. Esse crescimento foi ampliado pela introdução do ambiente operacional Windows 3.0 da Microsoft em 1990, seguido pelo Windows 3.1 em 1992 e pelo sistema operacional Windows 95 em 1995. O Macintosh entrou em um período de declínio devido a esses desenvolvimentos, juntamente com a incapacidade da própria Apple de criar um sucessor para o sistema operacional Macintosh e, em 1996, a Apple estava quase falida. Em dezembro de 1996, a Apple comprou a NeXT e, no que foi descrito como uma "aquisição reversa", Steve Jobs retornou à Apple em 1997. A compra da NeXT e o retorno de Jobs trouxeram a Apple de volta à lucratividade, primeiro com o lançamento do Mac OS 8, uma nova versão importante do sistema operacional para computadores Macintosh, e depois com os computadores PowerMac G3 e iMac para os mercados profissional e doméstico. O iMac foi notável por sua caixa azul bondi transparente em formato ergonômico, bem como pelo descarte de dispositivos antigos, como unidade de disquete e portas seriais, em favor da conectividade Ethernet e USB. O iMac vendeu vários milhões de unidades e um modelo subsequente usando um fator de forma diferente continua em produção em agosto de 2017. Em 2001, o Mac OS X, o tão esperado Mac OS de "próxima geração" baseado nas tecnologias NeXT, foi finalmente lançado pela Apple, consolidando seu retorno.

### CDs graváveis, MP3 e compartilhamento de arquivos P2P
A sigla ROM em CD-ROM significa Read Only Memory (memória somente de leitura). No final da década de 1990, as unidades de CD-R e, posteriormente, de CD-RW regraváveis foram incluídas em vez das unidades de CD-ROM padrão. Isso deu ao usuário de computador pessoal a capacidade de copiar e "gravar" CDs de áudio padrão que podiam ser reproduzidos em qualquer CD player. À medida que o hardware do computador se tornou mais potente e o formato MP3 se difundiu, a "extração" de CDs em arquivos pequenos e compactados no disco rígido do computador se tornou popular. As redes peer-to-peer, como Napster, Kazaa e Gnutella, passaram a ser usadas quase que exclusivamente para compartilhar arquivos de música e se tornaram a principal atividade no computador para muitas pessoas.

### USB e DVD players

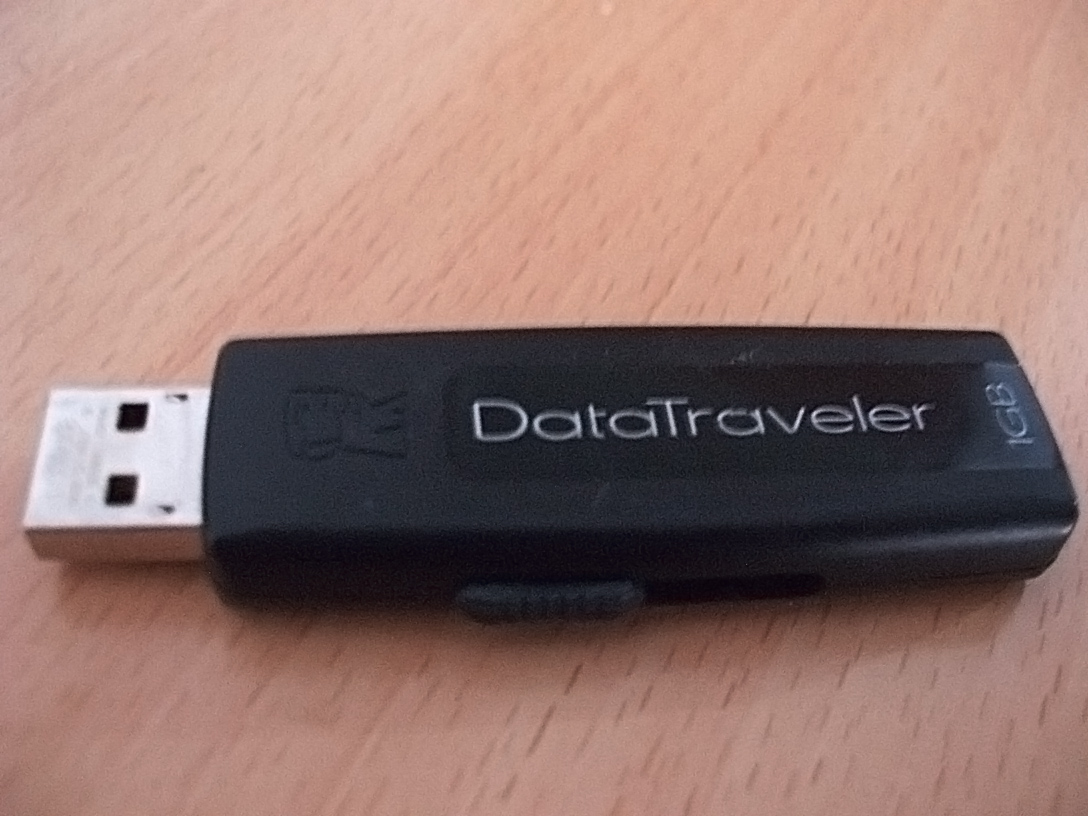
Unidade flash USB

Desde o final da década de 1990, muitos outros computadores pessoais começaram a ser vendidos com portas USB (Universal Serial Bus) para facilitar a conectividade plug and play com dispositivos como câmeras digitais, câmeras de vídeo, assistentes pessoais digitais, impressoras, scanners, unidades flash USB e outros dispositivos periféricos. No início do século XXI, todos os computadores de mesa para o mercado consumidor incluíam pelo menos duas portas USB. Também no final da década de 1990, os DVD players começaram a aparecer em computadores desktop e laptops de ponta, geralmente mais caros, e, por fim, em computadores de consumo na primeira década do século XXI.

### Hewlett-Packard
Em 2002, a Hewlett-Packard (HP) comprou a Compaq. A própria Compaq havia comprado a Tandem Computers em 1997 (que havia sido fundada por ex-funcionários da HP) e a Digital Equipment Corporation em 1998. Seguindo essa estratégia, a HP tornou-se uma das principais empresas de desktops, laptops e servidores para muitos mercados diferentes. A aquisição tornou a HP a maior fabricante de computadores pessoais do mundo, até que a Dell a ultrapassou mais tarde.

### 64 bits
Em 2003, a AMD lançou sua linha de microprocessadores baseados em 64 bits para computadores desktop, Opteron e Athlon 64. Também em 2003, a IBM lançou o PowerPC 970 baseado em 64 bits para os sistemas Power Mac G5 de ponta da Apple. A Intel, em 2004, reagiu ao sucesso da AMD com processadores de 64 bits, lançando versões atualizadas de suas linhas Xeon e Pentium 4. Os processadores de 64 bits foram primeiramente comuns em sistemas de ponta, servidores e estações de trabalho e, em seguida, substituíram gradualmente os processadores de 32 bits em sistemas de desktop e laptop para consumidores desde 2005.

### Lenovo
Em 2004, a IBM anunciou a proposta de venda de seus negócios de PCs para a fabricante chinesa de computadores Lenovo Group, que pertence parcialmente ao governo chinês, por US$ 650 milhões em dinheiro e US$ 600 milhões em ações da Lenovo. O negócio foi aprovado pelo Comitê de Investimentos Estrangeiros nos Estados Unidos em março de 2005 e concluído em maio de 2005. A IBM terá uma participação de 19% na Lenovo, que mudará sua sede para o estado de Nova York e nomeará um executivo da IBM como seu diretor executivo. A empresa manterá o direito de usar determinados nomes de marcas da IBM por um período inicial de cinco anos. Como resultado da compra, a Lenovo herdou uma linha de produtos que incluía o ThinkPad, uma linha de laptops que havia sido um dos produtos mais bem-sucedidos da IBM.

### Wi-Fi, monitor LCD, memória flash

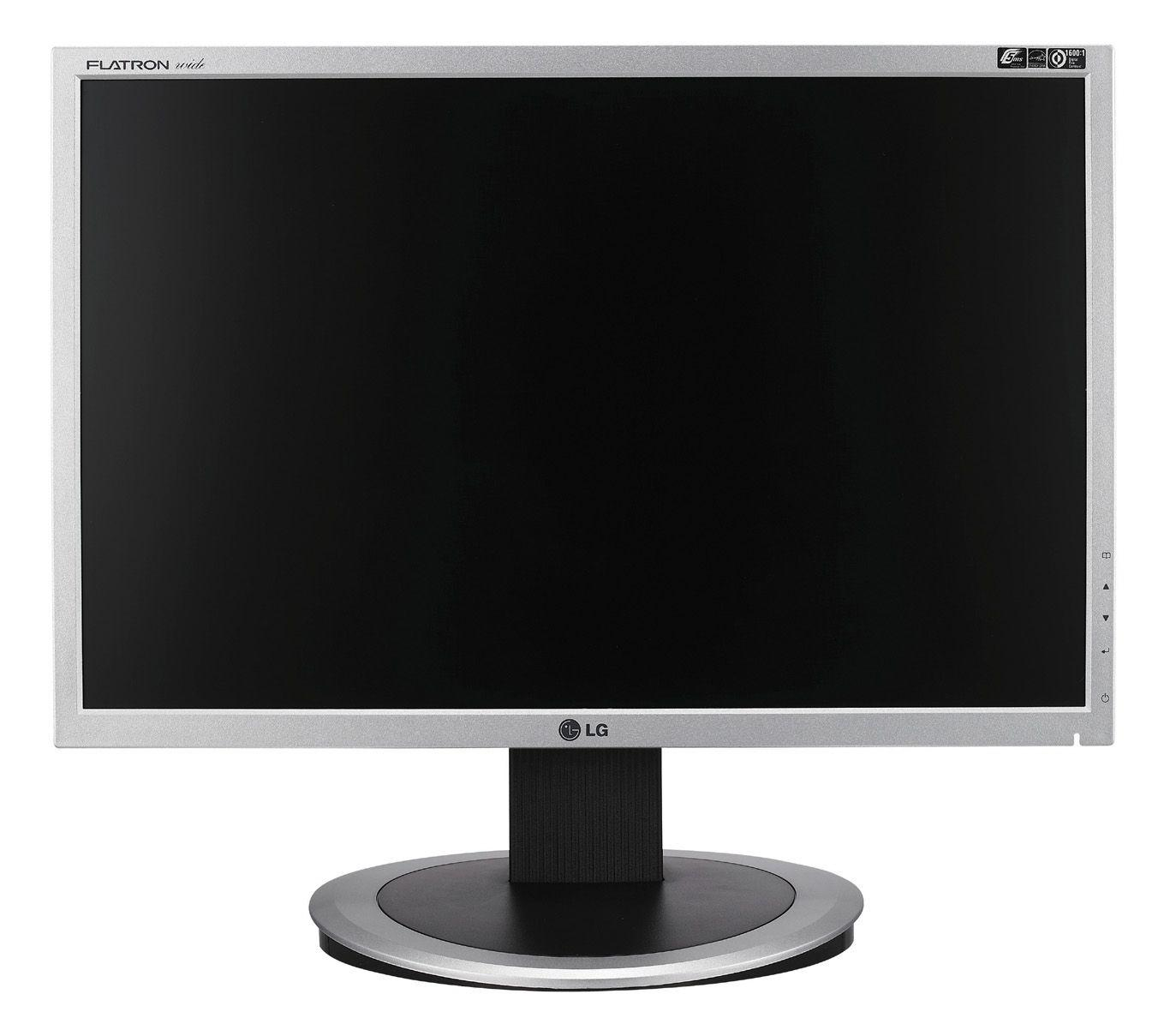
Monitor LCD

No início do século XXI, o Wi-Fi começou a se tornar cada vez mais popular à medida que muitos consumidores começaram a instalar suas próprias redes domésticas sem fio. Muitos dos laptops e computadores de mesa atuais são vendidos pré-instalados com placas e antenas sem fio. Também no início do século XXI, os monitores LCD se tornaram a tecnologia mais popular para monitores de computador, com a desaceleração da produção de CRT. Em geral, os monitores LCD são mais nítidos, mais brilhantes e mais econômicos do que os monitores CRT. A primeira década do século XXI também viu o surgimento dos processadores multinúcleo e da memória flash. Antes limitadas ao uso industrial de ponta devido ao custo, essas tecnologias agora são comuns e estão disponíveis para os consumidores. Em 2008, foram lançados o MacBook Air e o Asus Eee PC, laptops que dispensam a unidade óptica e o disco rígido e dependem totalmente da memória flash para armazenamento.

### Redes locais
A invenção das redes locais (LANs) no final da década de 1970, principalmente a Ethernet, permitiu que os PCs se comunicassem entre si (ponto a ponto) e com impressoras compartilhadas.
Como a revolução dos microcomputadores continuou, versões mais robustas da mesma tecnologia foram usadas para produzir servidores baseados em microprocessadores que também podiam ser conectados à LAN. Isso foi facilitado pelo desenvolvimento de sistemas operacionais de servidor para execução na arquitetura Intel, incluindo várias versões do Unix e do Microsoft Windows.

### Multiprocessamento
Em maio de 2005, a Intel e a AMD lançaram seus primeiros processadores dual-core de 64 bits, o Pentium D e o Athlon 64 X2, respectivamente. Os processadores de vários núcleos podem ser programados e fundamentados usando técnicas de multiprocessamento simétrico (SMP) conhecidas desde os anos 60 (consulte o artigo sobre SMP para obter detalhes).
A Apple mudou para a Intel em 2006, ganhando assim também o multiprocessamento.
Em 2013, uma placa de extensão Xeon Phi é lançada com 57 núcleos x86, a um preço de US$ 1.695, o que equivale a cerca de 30 dólares por núcleo.

### PCI-E
O PCI Express é lançado em 2003. Ele se torna o barramento mais comumente usado em computadores desktop compatíveis com PC.

### Gráficos 3D baratos
A Silicon Graphics (SGI) era uma importante empresa de 3D que havia aumentado sua receita anual de US$ 5,4 milhões para US$ 3,7 bilhões de 1984 a 1997. A adição de recursos gráficos 3D aos PCs e a capacidade dos clusters de PCs baseados em Linux e BSD de assumir muitas das tarefas dos servidores SGI maiores, consumiram os principais mercados da SGI. O surgimento de aceleradores 3D baratos substituiu os produtos de baixo custo da Silicon Graphics, que faliu em 2009.
Três ex-funcionários da SGI fundaram a 3dfx em 1994. Sua placa de extensão Voodoo Graphics dependia da PCI para fornecer gráficos 3D baratos para PCs. No final de 1996, o custo da EDO DRAM caiu significativamente. Uma placa consistia em um DAC, um processador de framebuffer e uma unidade de mapeamento de textura, juntamente com 4 MB de EDO DRAM. A RAM e os processadores gráficos operavam a 50 MHz. Ela fornecia apenas aceleração 3D e, portanto, o computador também precisava de um controlador de vídeo tradicional para software 2D convencional.
A NVIDIA comprou a 3dfx em 2000. Em 2000, a NVIDIA aumentou sua receita em 96%.
A SGI havia criado o OpenGL. O controle da especificação foi passado para o Khronos Group em 2006.

### SDRAM
Em 1993, a Samsung lançou sua DRAM síncrona KM48SL2000 e, em 2000, a SDRAM substituiu praticamente todos os outros tipos de DRAM nos computadores modernos, devido ao seu melhor desempenho.
A memória de acesso aleatório dinâmico síncrono de taxa de dados dupla (DDR SDRAM) foi lançada em 2000.
Em comparação com sua antecessora em PCs-clones, a SDRAM de taxa única de dados (SDR), a interface DDR SDRAM possibilita taxas de transferência mais altas por meio de um controle mais rigoroso do tempo dos dados elétricos e dos sinais de relógio.

### ACPI
Lançada em dezembro de 1996, a ACPI substituiu o Advanced Power Management (APM), a especificação do multiprocessador e a especificação do BIOS Plug and Play (PnP).
Internamente, a ACPI anuncia os componentes disponíveis e suas funções para o kernel do sistema operacional usando listas de instruções ("métodos") fornecidas pelo firmware do sistema (Unified Extensible Firmware Interface [UEFI] ou BIOS), que o kernel analisa. Em seguida, a ACPI executa as operações desejadas (como a inicialização de componentes de hardware) usando uma máquina virtual mínima incorporada.
O hardware ACPI de primeira geração teve problemas. A primeira edição do Windows 98 desativou a ACPI por padrão, exceto em uma lista branca de sistemas.

## Década de 2010

### Fabricação de semicondutores
Em 2011, a Intel anunciou a comercialização do transistor Tri-gate. O projeto Tri-Gate é uma variante da estrutura FinFET 3D. O FinFET foi desenvolvido na década de 1990 por Chenming Hu e seus colegas da Universidade da Califórnia Berkeley.
A via através do silício é usada na memória de alta largura de banda (HBM), uma sucessora da DDR-SDRAM. A HBM foi lançada em 2013.
Em 2016 e 2017, a Intel, a TSMC e a Samsung começaram a lançar chips de 10 nanômetros. Na escala de ≈10 nm, o tunelamento quântico (especialmente através de lacunas) torna-se um fenômeno significativo.

## Década de 2010
Em maio de 2022, as autoridades chinesas ordenaram que as agências governamentais e as empresas apoiadas pelo Estado removessem os computadores pessoais produzidos por corporações americanas e os substituíssem por equipamentos de empresas nacionais. Espera-se que a ordem do estado resulte na remoção de cerca de 50 milhões de computadores, sendo que a HP e a Dell deverão perder a maior parte dos negócios futuros com a ordem.

## Tamanho do mercado
Em 2001, 125 milhões de computadores pessoais foram enviados, em comparação com 48.000 em 1977. Mais de 500 milhões de PCs estavam em uso em 2002 e um bilhão de computadores pessoais haviam sido vendidos em todo o mundo desde meados da década de 1970 até essa época. Desse último número, 75% eram profissionais ou relacionados ao trabalho, enquanto o restante era vendido para uso pessoal ou doméstico. Cerca de 81,5% dos PCs vendidos eram computadores desktop, 16,4% laptops e 2,1% servidores. Os Estados Unidos receberam 38,8% (394 milhões) dos computadores enviados, a Europa 25% e 11,7% foram para a região da Ásia-Pacífico, o mercado de crescimento mais rápido a partir de 2002. Quase metade de todas as residências na Europa Ocidental tinha um computador pessoal e um computador podia ser encontrado em 40% das residências no Reino Unido, em comparação com apenas 13% em 1985. O terceiro trimestre de 2008 marcou a primeira vez que os laptops superaram a venda de PCs de mesa nos Estados Unidos.
Em junho de 2008, o número de computadores pessoais em uso no mundo todo atingiu um bilhão. Mercados maduros, como os Estados Unidos, a Europa Ocidental e o Japão, foram responsáveis por 58% dos PCs instalados em todo o mundo. Esperava-se que cerca de 180 milhões de PCs (16% da base instalada existente) fossem substituídos e que 35 milhões fossem descartados em aterros sanitários em 2008. Toda a base instalada cresceu 12% ao ano.